# Rekonstrukcja (architektura)

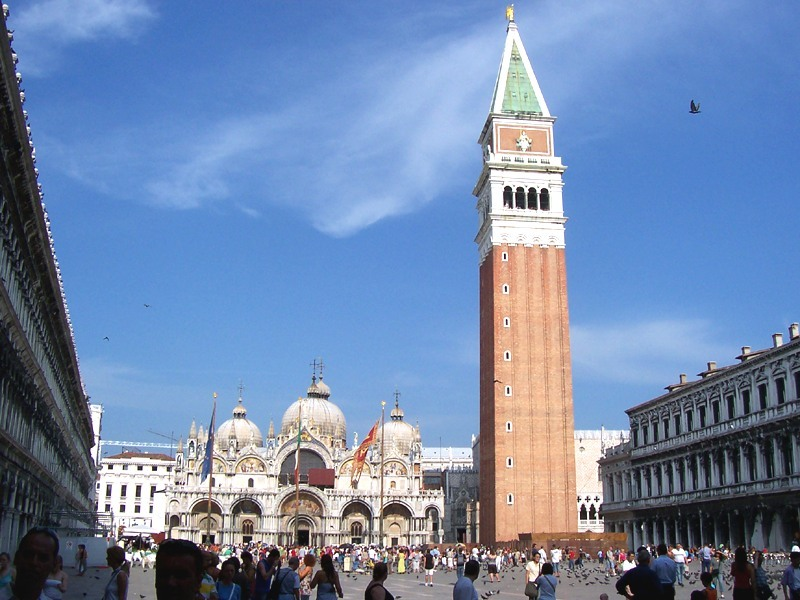
Dzwonnica św. Marka w Wenecji po rekonstrukcji z 1912 roku

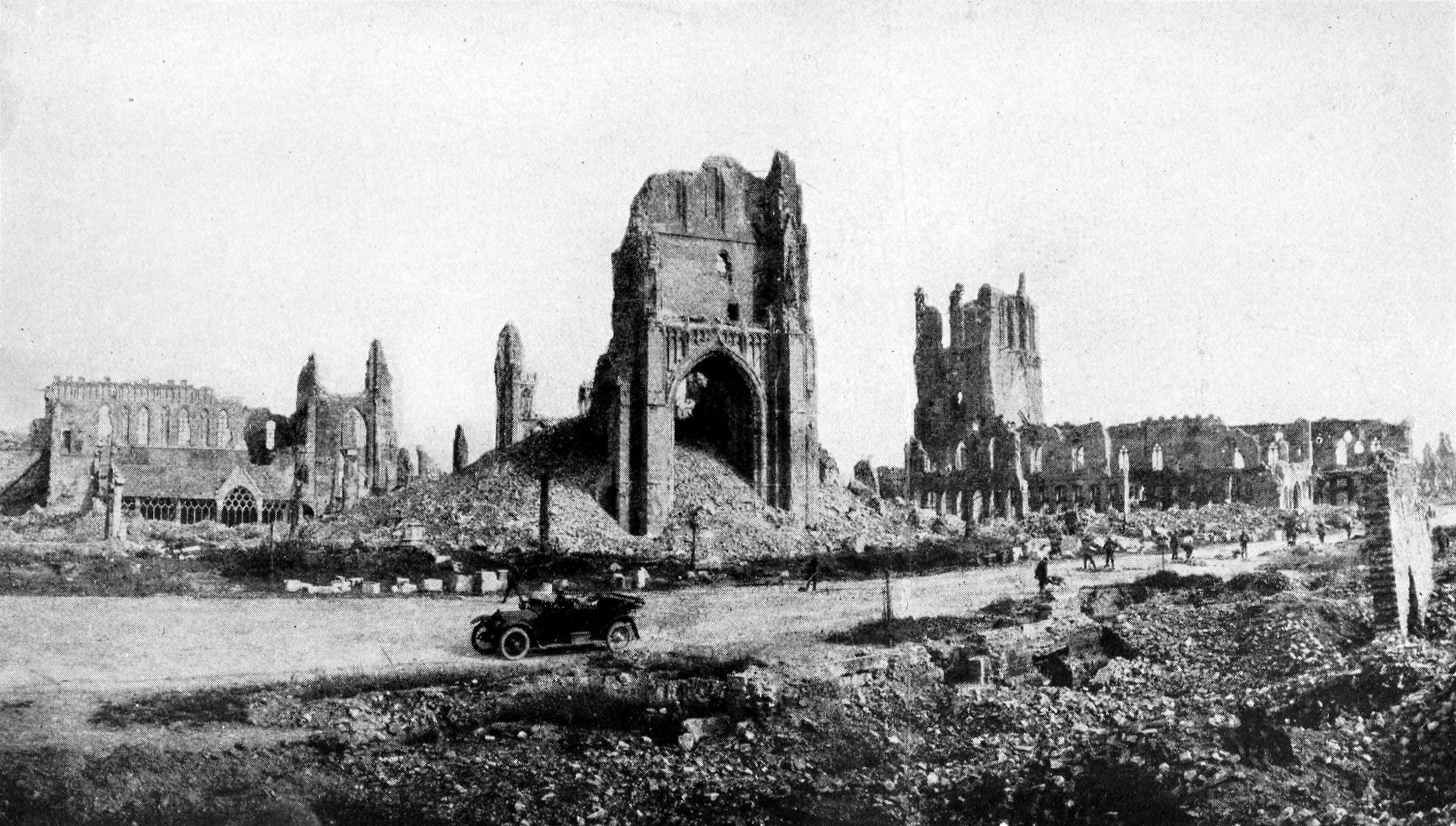
Sukiennice w Ypres w 1921 roku

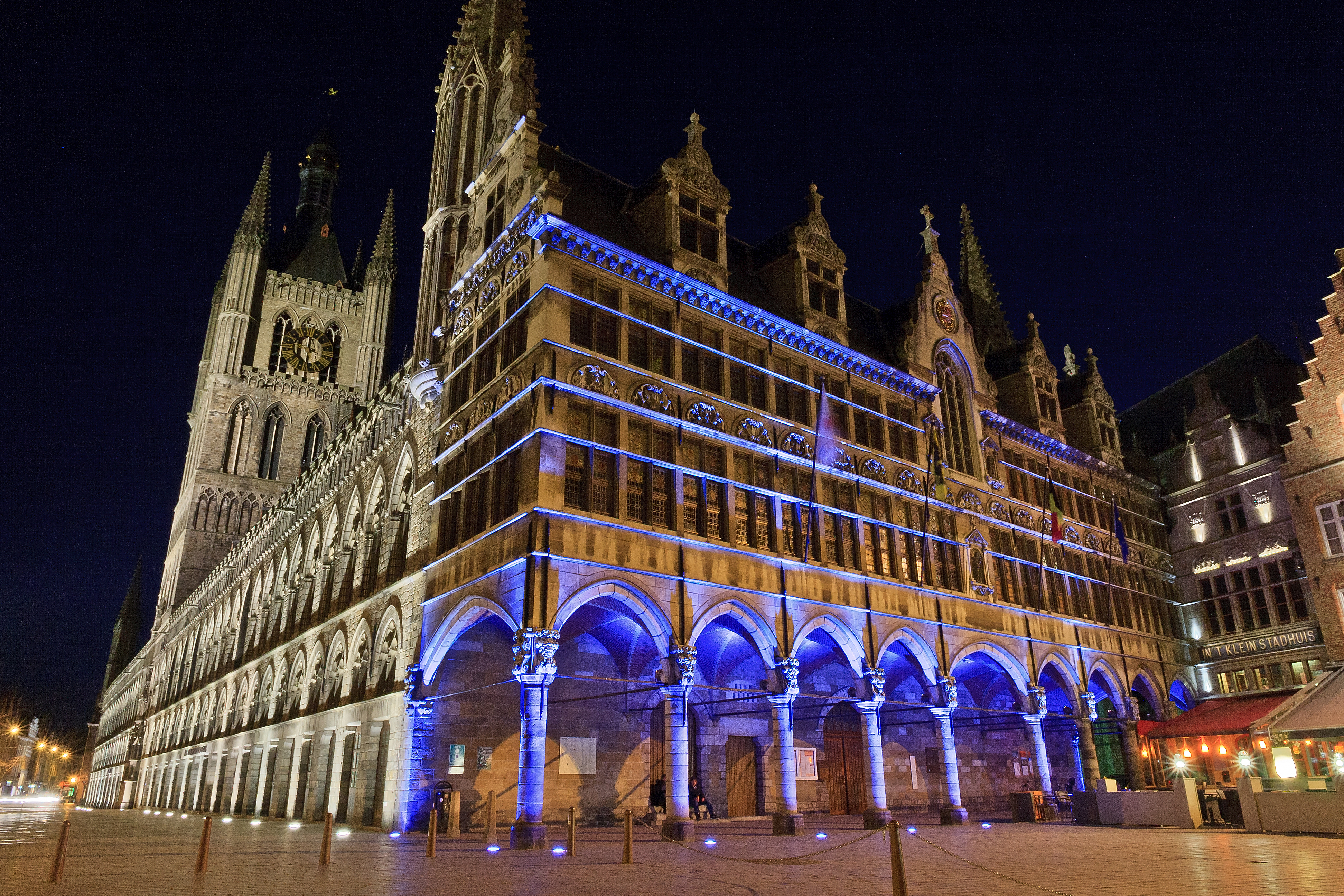
Sukiennice w Ypres po rekonstrukcji w latach 1933–1967

Rekonstrukcja – odtworzenie zniszczonego, zabytkowego budynku lub jego nieistniejących już detali do stanu sprzed zniszczenia, które dokonywane jest na podstawie zachowanych planów, projektów, fotografii lub szkiców. Może towarzyszyć konserwacji zabytków, gdy wymaga tego potrzeba zachowania większej części oryginalnych elementów (np. rekonstrukcja części pieca w obozie Auschwitz-Birkenau). Rekonstrukcji poddawane są obiekty (oprócz budynków mogą to być również np. pomniki) o dużej wartości historycznej, kulturowej, krajobrazowej, estetycznej lub duchowej i symbolicznej dla społeczeństwa. Po częściowych rekonstrukcjach dokonywanych w XIX wieku, jak np. niektóre zabudowania zamku w Malborku, czy elementy średniowiecznych fortyfikacji miasta Carcassonne za pierwszą kompletną rekonstrukcję można uznać odbudowanie dzwonnicy na Placu Św. Marka w Wenecji, która zawaliła się w 1902 roku. Kolejne rekonstrukcje prowadzono po zniszczeniach I wojny światowej (np. Sukiennice w Ypres).
Szczególne znaczenie zagadnienie rekonstrukcji zniszczonych zabytków zaczęło mieć po zakończeniu II wojny światowej. Jan Zachwatowicz 1 września 1945 roku na Ogólnopolskiej Konferencji Historyków Sztuki powiedział:

Nie mogąc się zgodzić na wydarcie nam pomników kultury, będziemy je rekonstruowali, będziemy je odbudowywali od fundamentów, aby przekazać pokoleniom, jeśli nie autentyczną, to przynajmniej dokładną formę tych pomników, żywą w pamięci i dostępną w materiałach. (...) Poczucie odpowiedzialności wobec przyszłych pokoleń domaga się odbudowy tego, co nam zniszczono, odbudowy pełnej, świadomej tragizmu popełnionego fałszu konserwatorskiego.

Przykładem rekonstrukcji związanych z przywracaniem struktury architektonicznej zniszczonej w wyniku działań wojennych było odbudowanie Starego Miasta w Warszawie w latach 1948–1953, a także w późniejszych latach Długiego Targu w Gdańsku, Starego Miasta w Poznaniu, Starego Miasta we Wrocławiu, zamku w Szczecinie i zamku w Malborku. W latach 1971–1974 odbudowano Zamek Królewski w Warszawie, co spotkało się z uznaniem UNESCO, które odbudowany zespół warszawskiego Starego Miasta i zamku wpisało w 1980 roku na Listę Światowego Dziedzictwa. Rekonstrukcje dokonywane na terenie Warszawy odwoływały się również do kształtu wcześniejszego niż stan sprzed zniszczenia (np. Pałac Biskupów Krakowskich w Warszawie). Pomimo kładących nacisk na ochronę autentyzmu substancji zabytkowej zapisów Karty Weneckiej (w szczególności jej interpretowanego jako zakaz rekonstrukcji artykułu 9., postulującego zastępowanie rekonstrukcji stosowaniem formy, materiałów i technologii charakterystycznych dla danego czasu powstania), a także krytyki realizowania rekonstrukcji przez zwolenników budowy obiektów wyłącznie w stylach współczesnych zarzucających „fałszowanie historii”, rekonstrukcje są prowadzone nieprzerwanie w wielu europejskich krajach szczególnie od zakończenia II wojny światowej, podczas której zniszczono budynki o ogromnym znaczeniu duchowym, krajobrazowym i kulturowym dla społeczeństw europejskich. Po 1990 roku szczególnie dużo rekonstrukcji zniszczonych budynków prowadzonych jest w Niemczech, pomimo tego, że od ich zburzenia minęło ponad pół wieku (np. zamek w Berlinie, kamienice przy Neumarkt w Dreźnie, kamienice staromiejskie we Frankfurcie nad Menem). Prowadzone są także rekonstrukcje budynków zniszczonych kilkaset lat temu, mających znaczenie emocjonalne dla społeczności, jak np. będący w ruinie od XVII wieku zamek w Trokach czy zniszczony w XVIII wieku Zamek Dolny w Wilnie. Ze względu na elementy emocjonalne oraz tożsamościowe, rekonstrukcja jest uważana za najbardziej polityczny spośród wszystkich modeli zagospodarowania przestrzeni historycznej. Decyzja o rekonstrukcji jest w zasadzie synonimem decyzji politycznej, podyktowanej oczekiwaniami społeczności lokalnych lub narodowych - często sprzecznymi ze współczesnymi doktrynami artystycznymi środowisk specjalistycznych. Rekonstrukcje prowadzone są także na skutek zniszczenia zabytku w wyniku katastrofy budowlanej (np. wspomniana wcześniej Dzwonnica św. Marka w Wenecji) lub wobec zabytków zniszczonych wskutek klęsk żywiołowych (np. historyczna zabudowa miasta Venzone). Dokonuje się ich również w celach edukacyjnych i dydaktycznych, aby przedstawić wygląd obiektów zniszczonych wiele wieków temu, np. wille rzymskie (np. Villa Getty), gród w Biskupinie, fragmenty rzymskiego Limes (np. Saalburg pod Bad Homburg vor der Höhe, Walzheim, Biriciana) i inne.

## Rekonstrukcje a kreacje i stylizacje
Rekonstrukcje, które zawsze są oparte na materiale ikonograficznym sporządzonym w przeszłości i prowadzone według wskazówek historyków sztuki, a często też przy wykorzystaniu materiałów stosowanych w przeszłości, należy odróżnić od budowy obiektów, które nie posiadają ikonografii przedstawiającej ich wygląd sprzed zniszczenia (np. część południowa zamku w Poznaniu, zamek w Tykocinie, zamek w Gostyninie) i które są jedynie kreacją przypuszczalnego wyglądu z przeszłości lub świadomą stylizacją. Tego typu kreacje powstawały często także w XIX wieku w Niemczech (Neuschwanstein) i we Francji (zamek w Pierrefonds) w związku z popularnością idei romantycznych, jednak, z uwagi na koncentrowanie się przy ich budowie na malowniczości, a nie walorach naukowych, należy odróżnić je od rekonstrukcji sensu stricto. Budynki takie określa się jako zbudowane w stylistyce historyzmu, kreacji historyzującej lub stylizacji. Stylizacje historyczne były stosowane też po 1918 roku, gdy odbudowywano zniszczone podczas I wojny światowej miasta, tj. Kalisz, Kazimierz nad Wisłą, Niedzica, Działdowo, a także po 1945 roku, np. podczas budowy jednej z pierzei rynku w Sandomierzu, przy wznoszeniu osiedla Mariensztat w Warszawie, przy uzupełnianiu zabudowy na Podzamczu w Lublinie, na rynku w Raciborzu czy na rynku w Gliwicach. Za rekonstrukcje nie można uznać nowych budynków, wybudowanych w zgodzie z zasadami dawnej urbanistyki na obszarach historycznych centrów takich miast jak np. Kołobrzeg, Szczecin, Głogów czy Elbląg, które wzniesiono, pomimo posiadanych dokładnych informacji co do formy i kształtu budynków istniejących w tym miejscu wcześniej. Takie budynki są określane jako zbudowane w stylu retrowersji.
Przykłady rekonstrukcji:

## Rekonstrukcje w Polsce

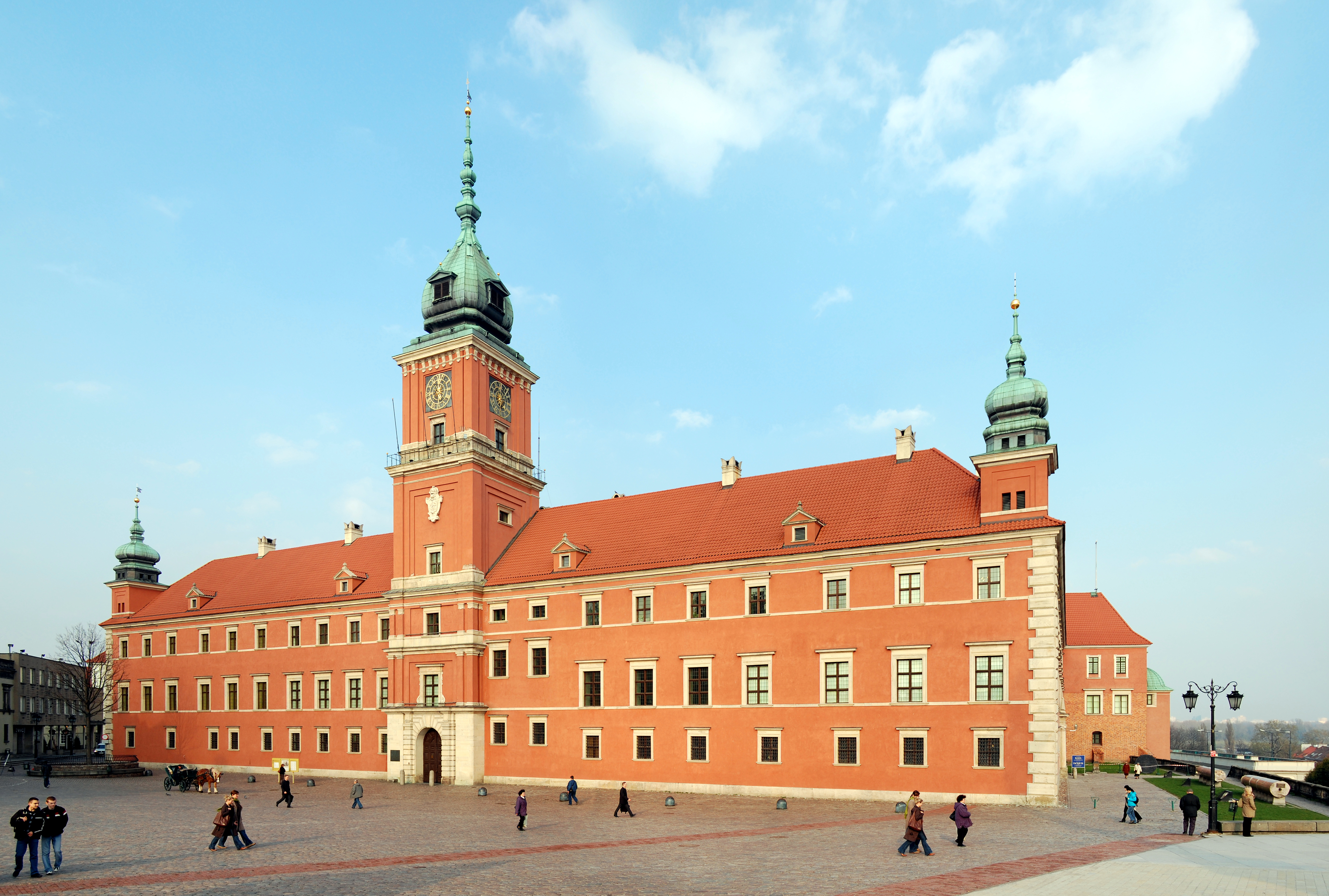
Zamek Królewski w Warszawie

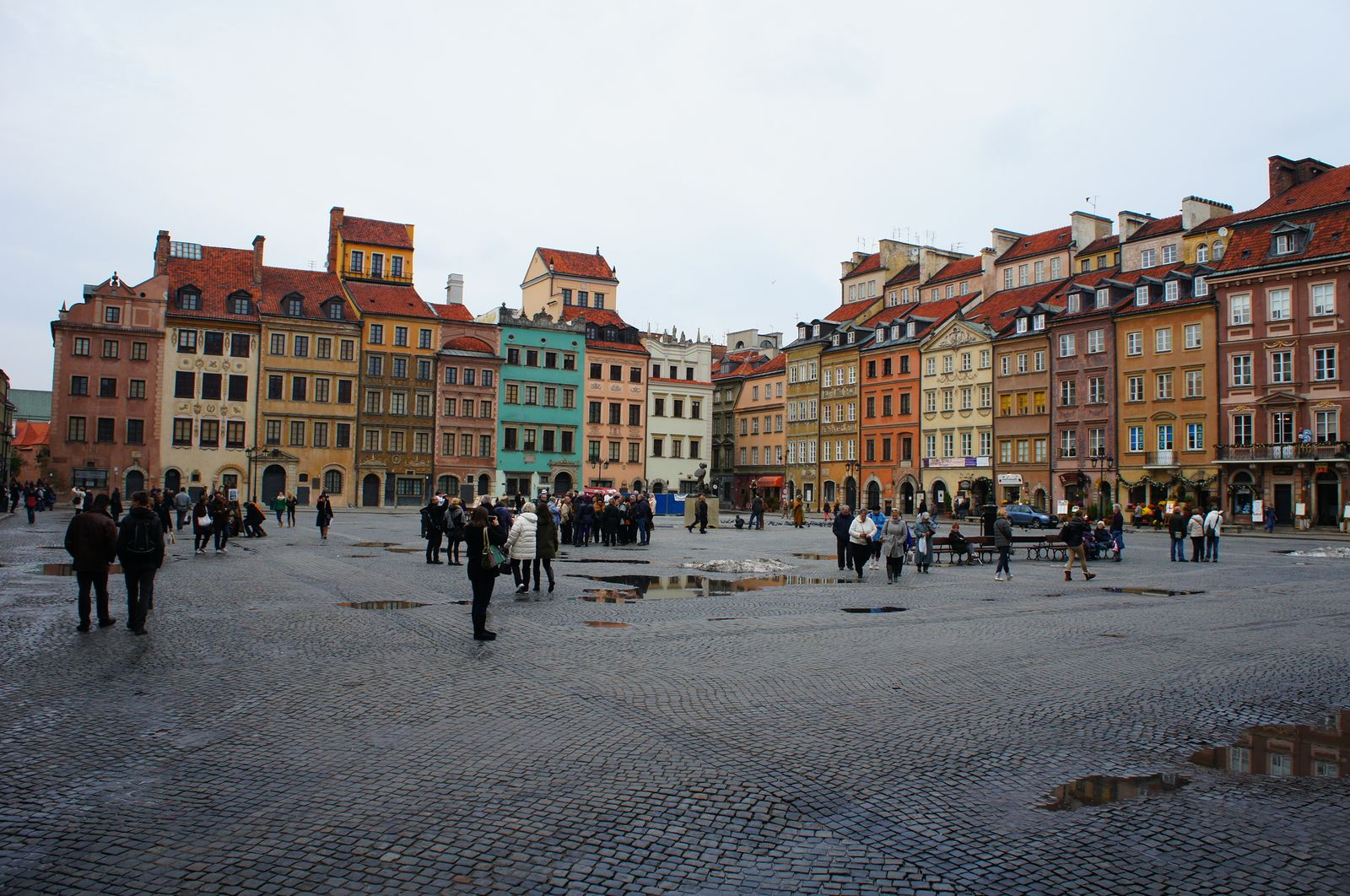
Kamienice przy rynku na Starym Mieście w Warszawie

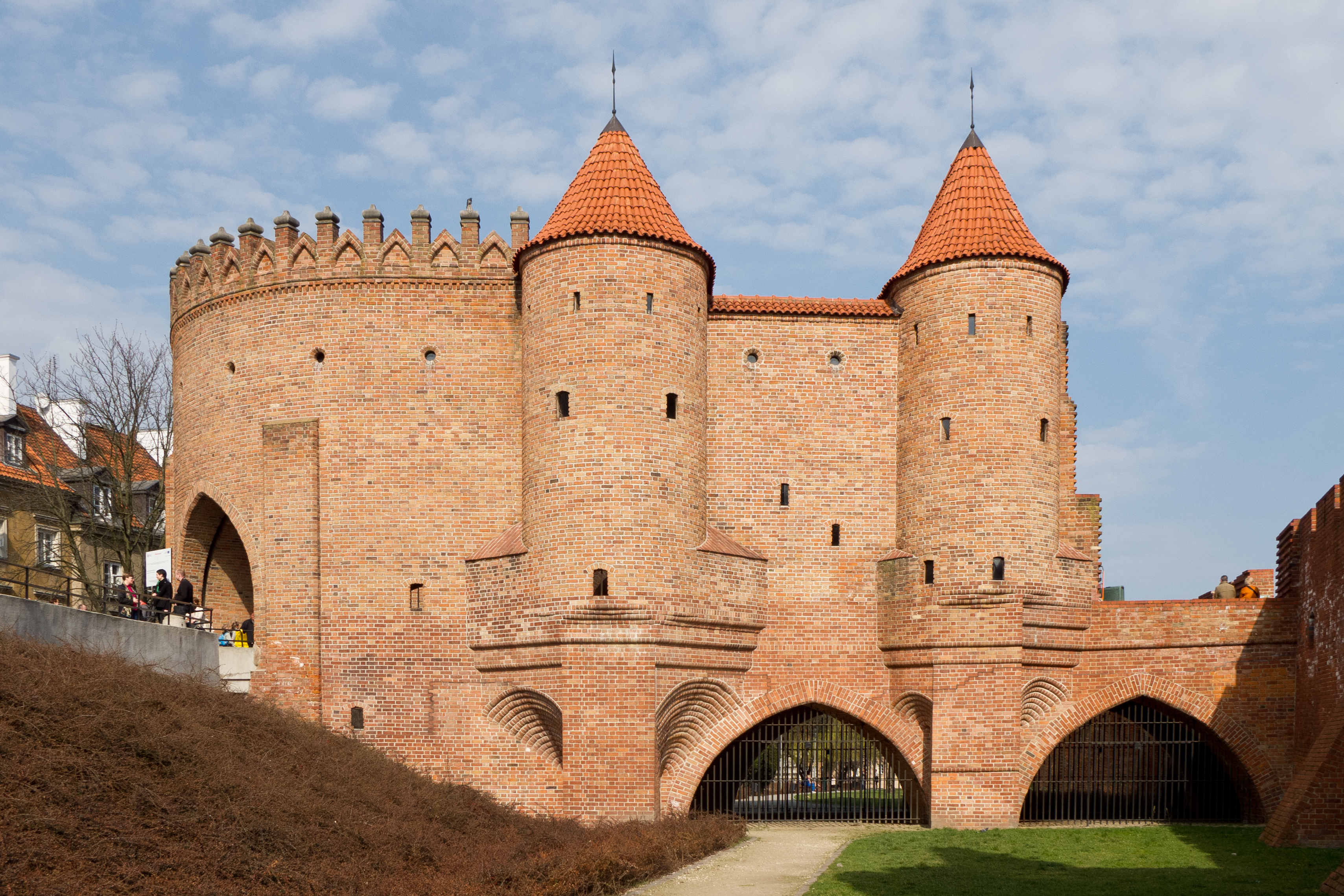
Barbakan w Warszawie

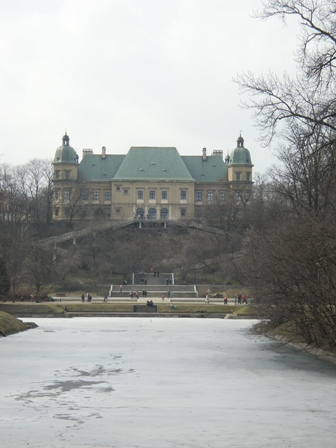
Zamek Ujazdowski w Warszawie

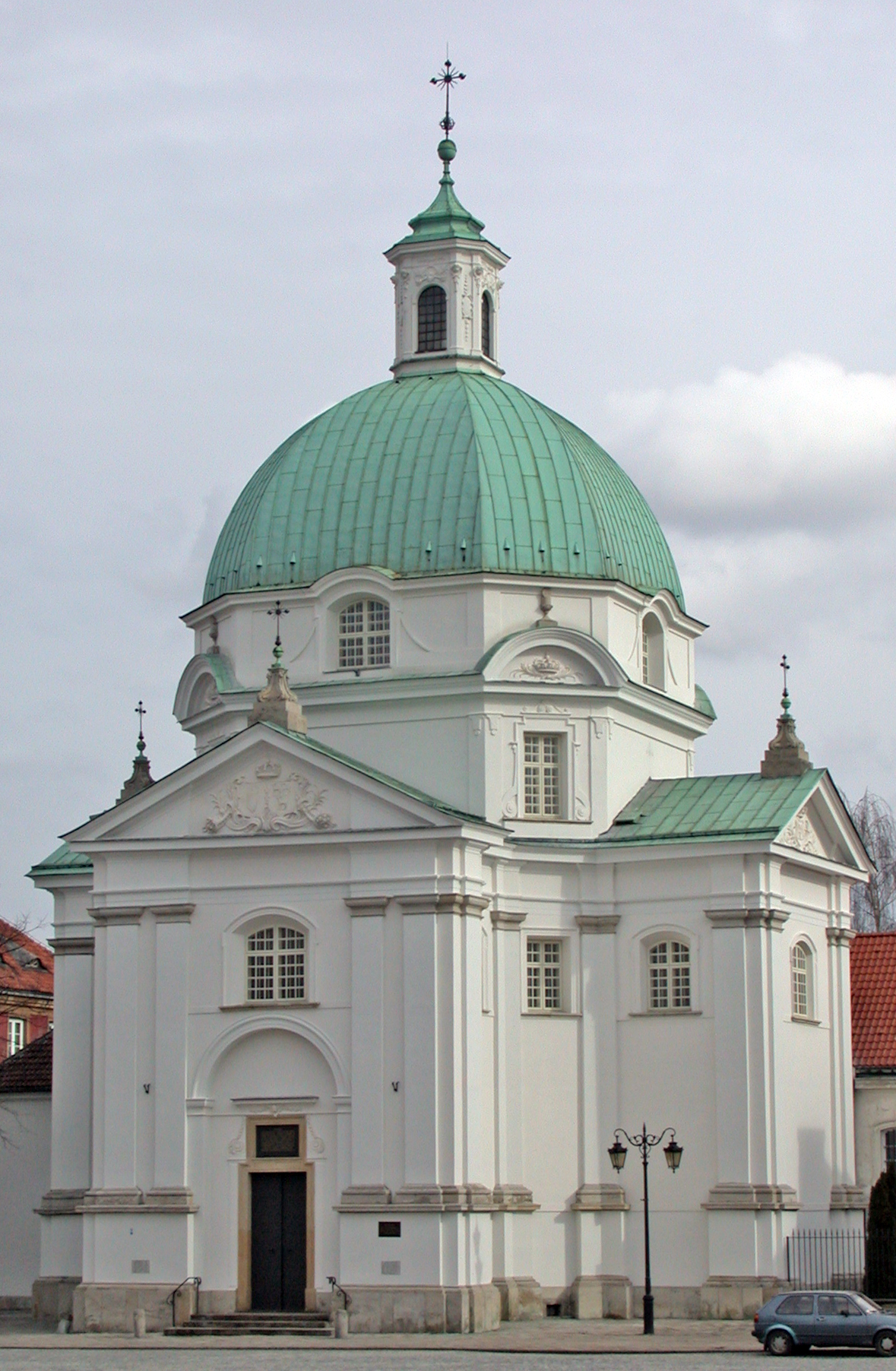
Kościół św. Kazimierza w Warszawie

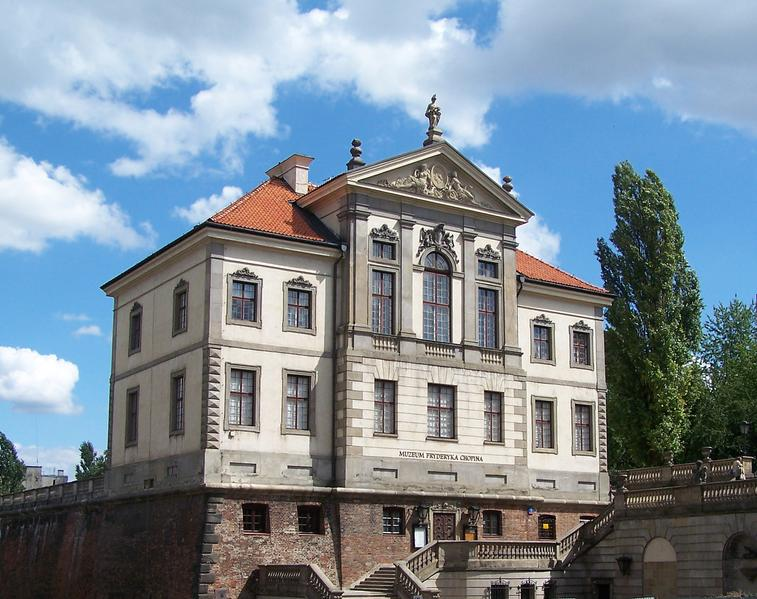
Zamek Ostrogskich

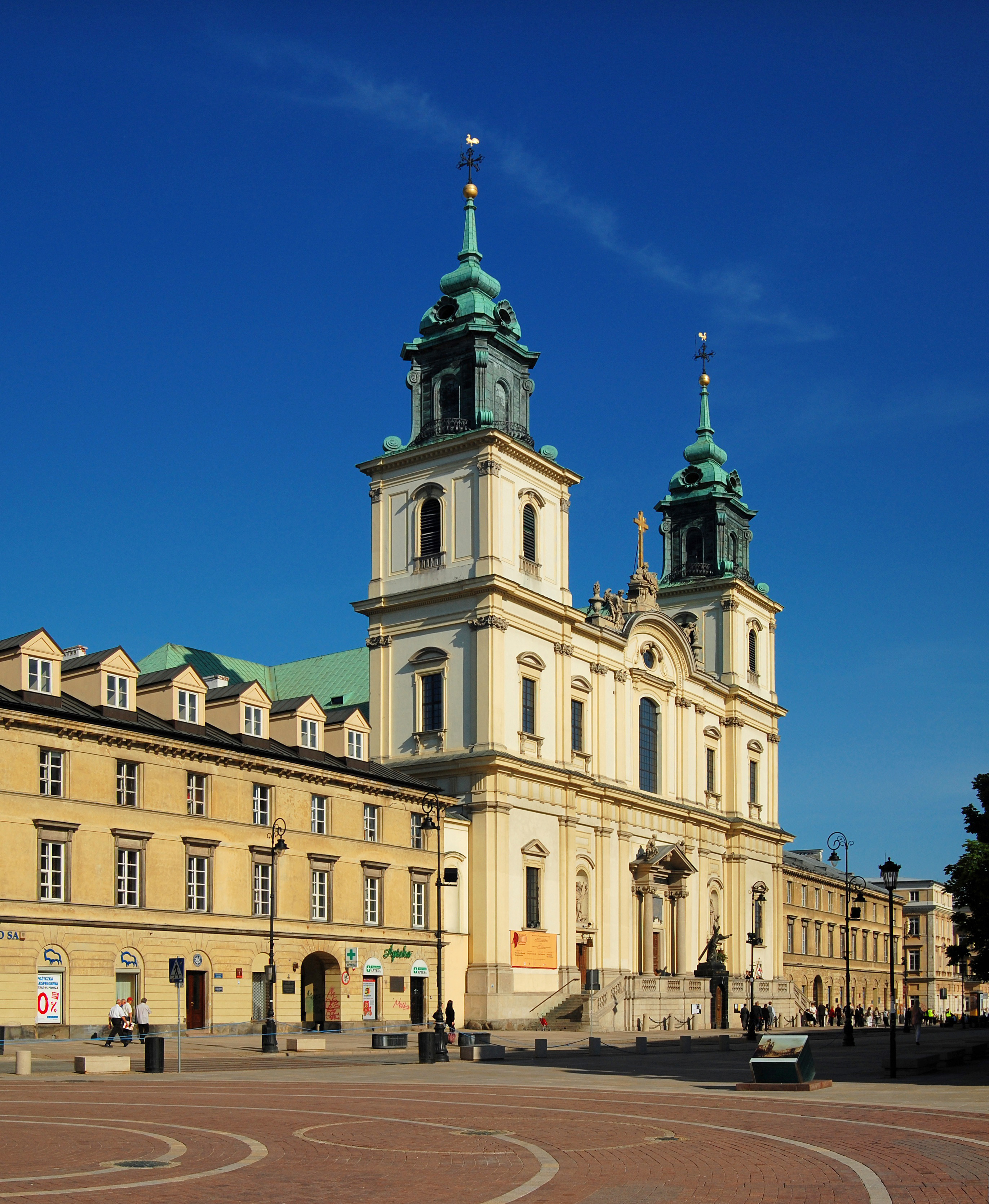
Kościół św. Krzyża

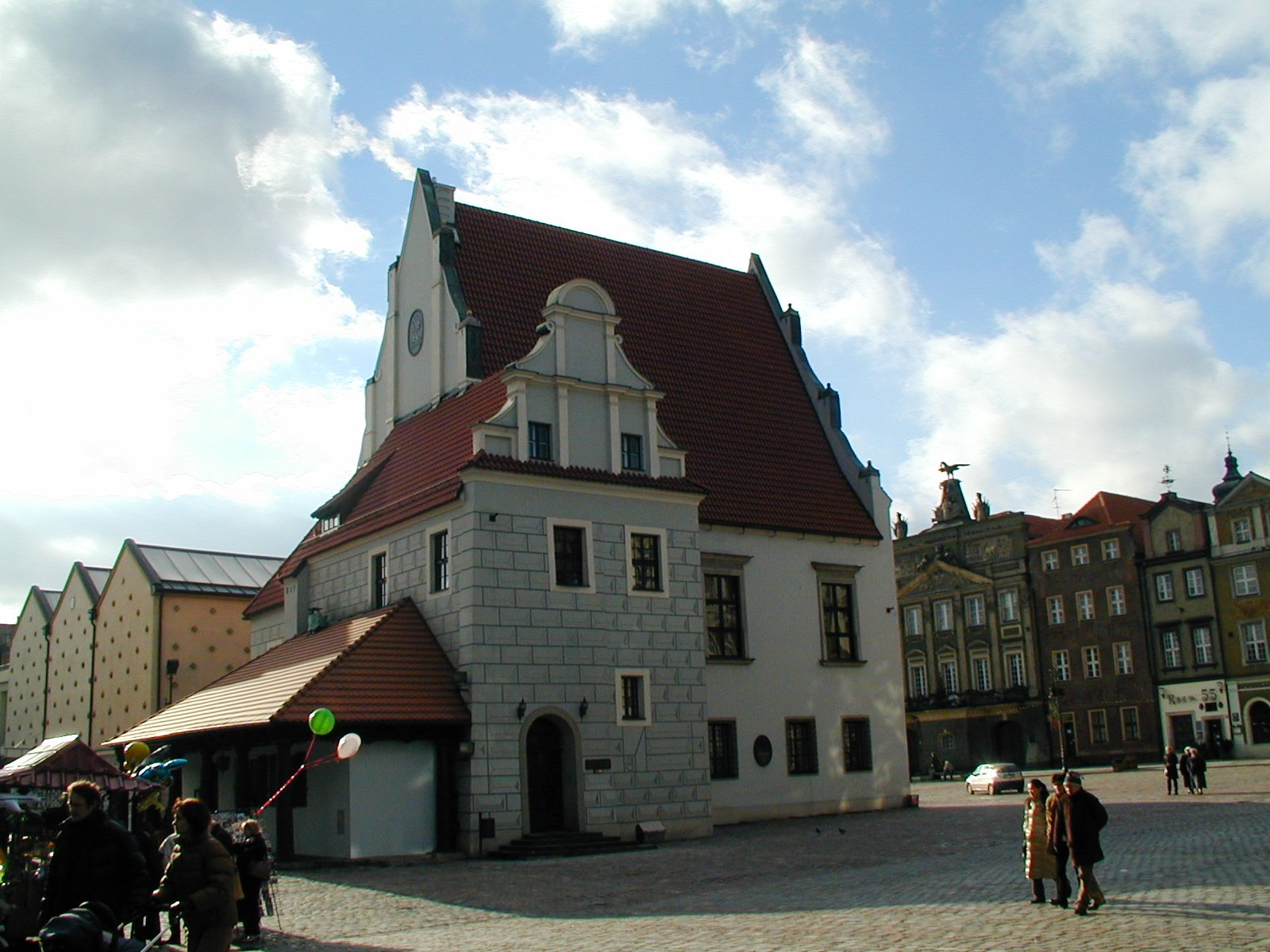
Poznań – Waga na rynku

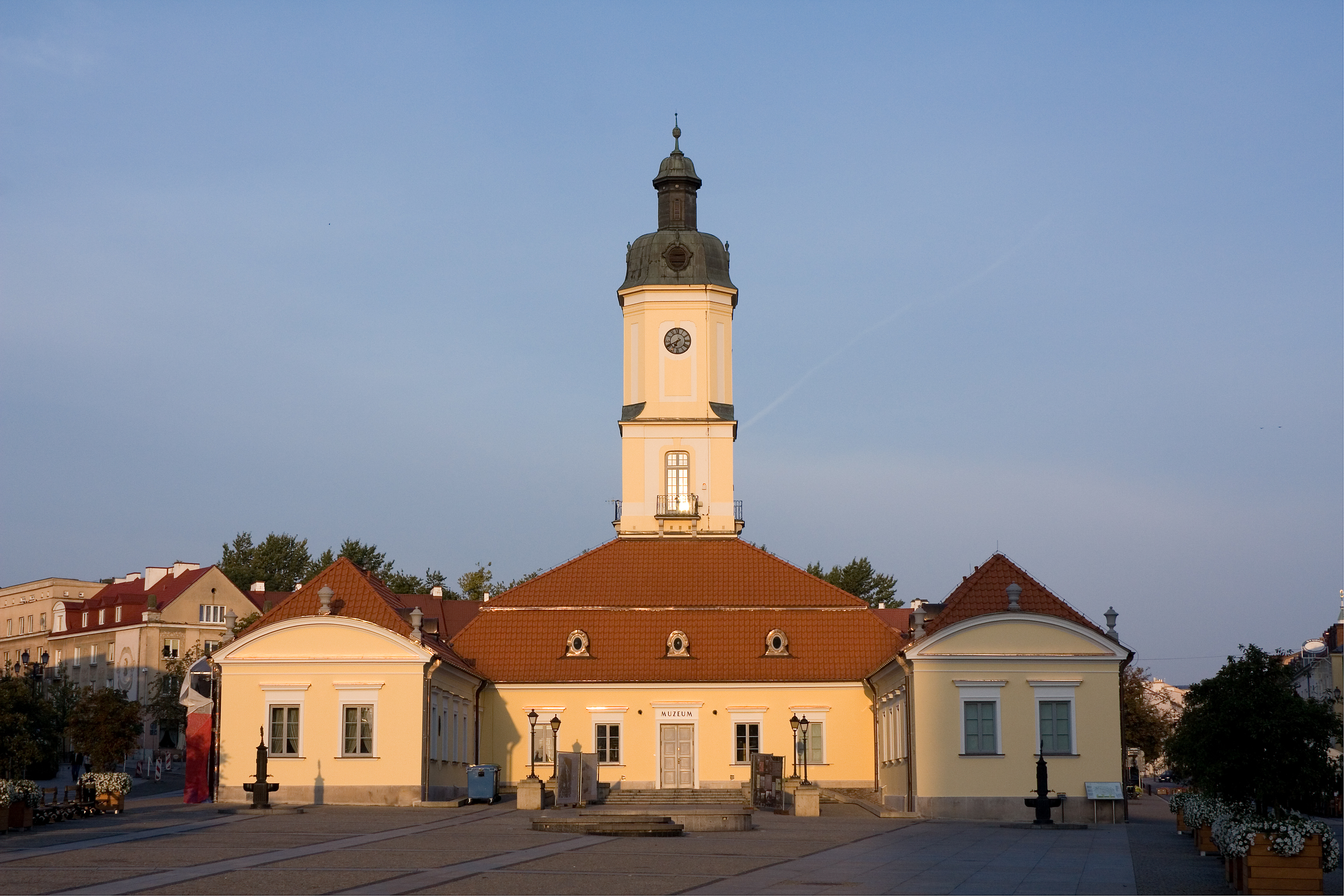
Białystok, ratusz

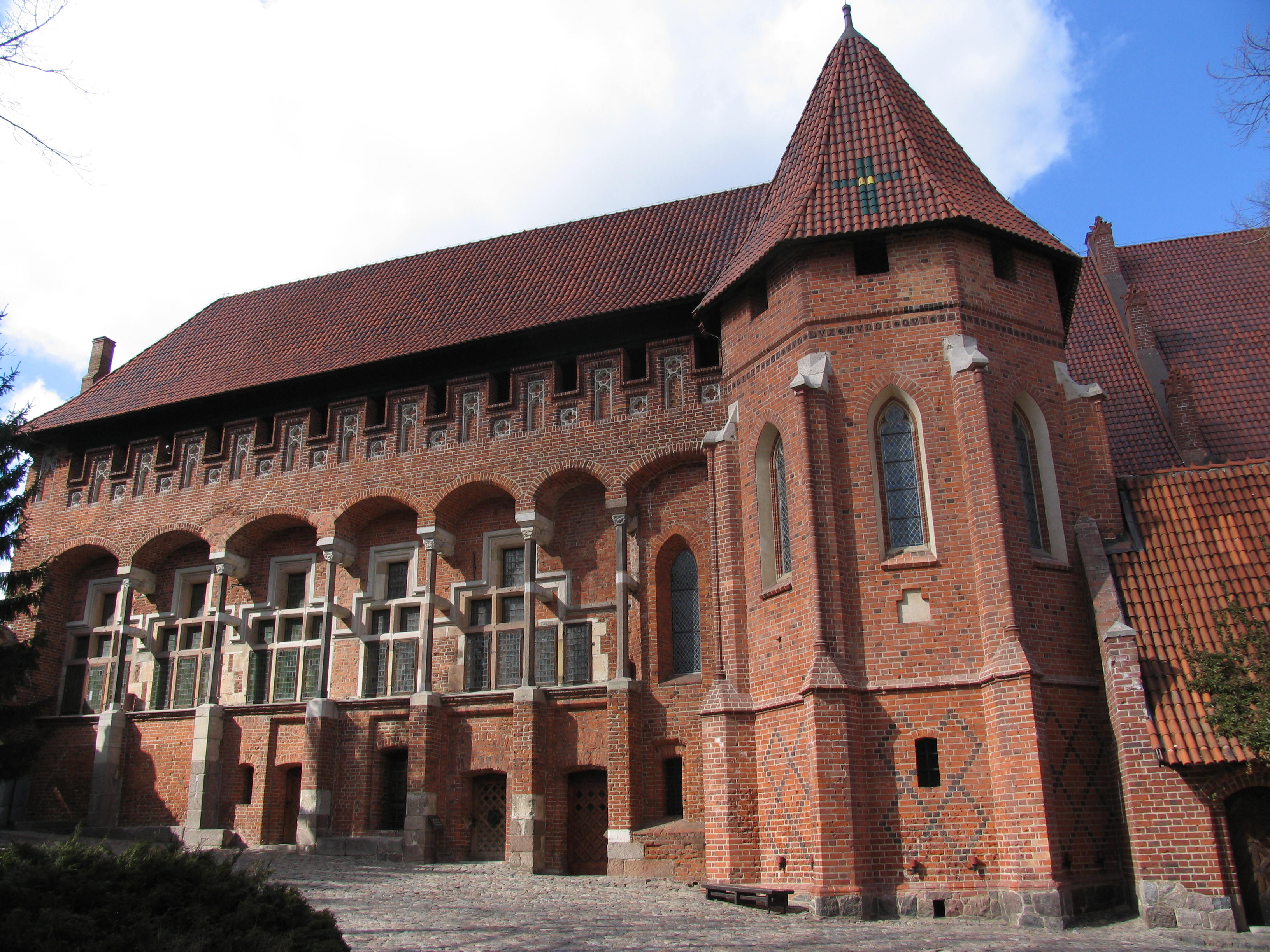
Malbork - dach (1915) i kaplica św. Katarzyny (1919)

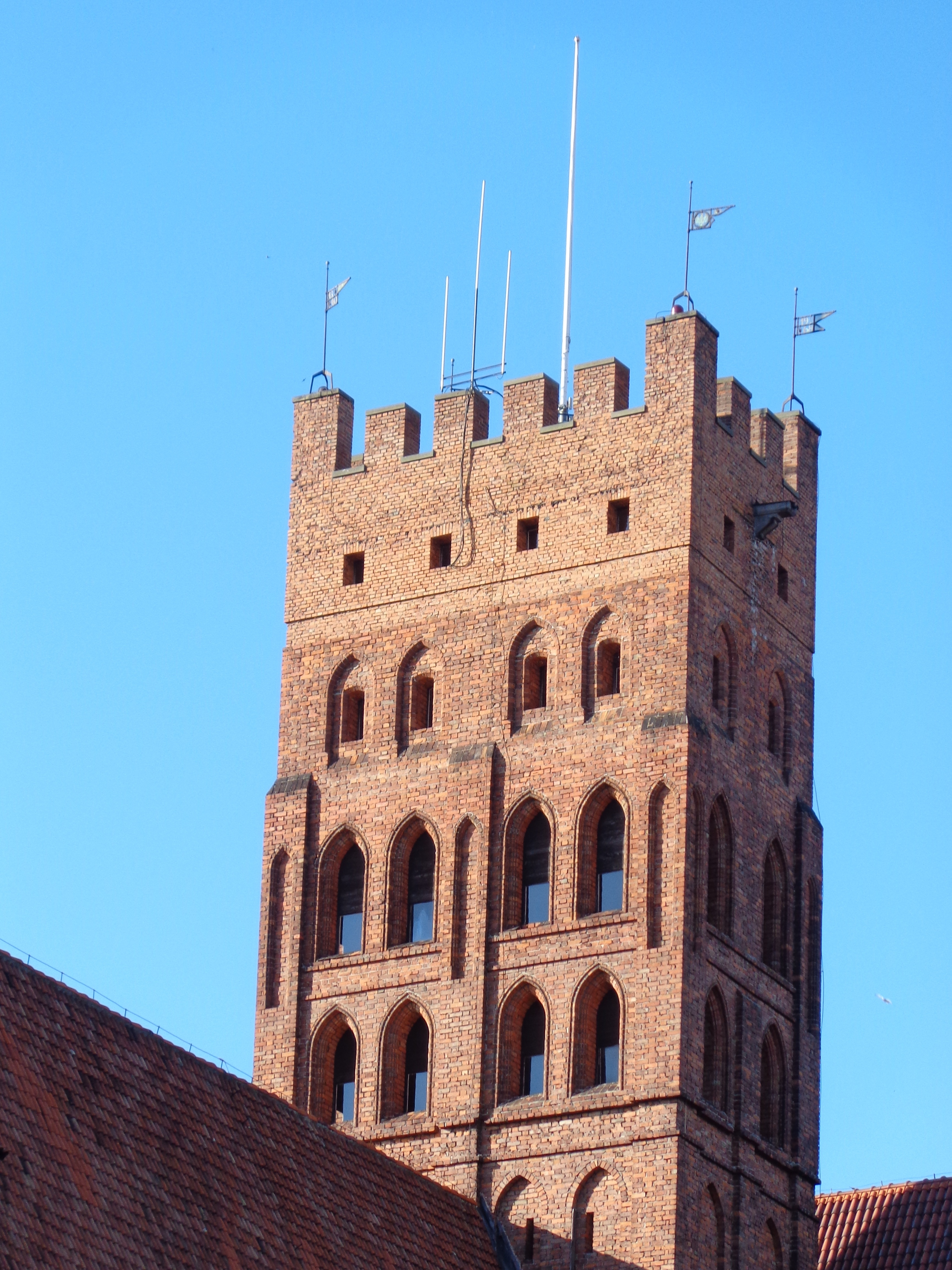
Malbork - Wieża główna (1967)

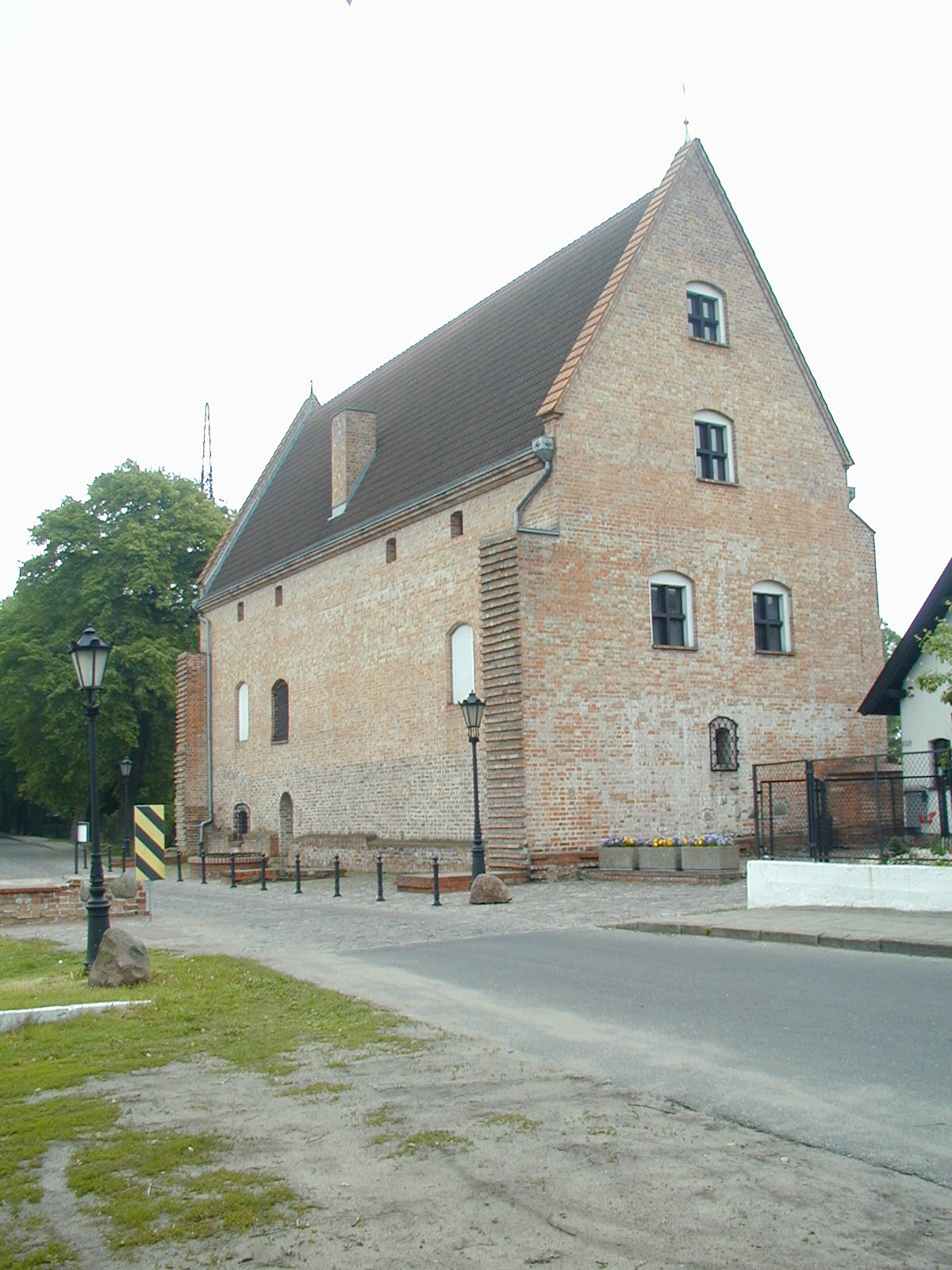
Skrzydło południowe zamku w Sierakowie

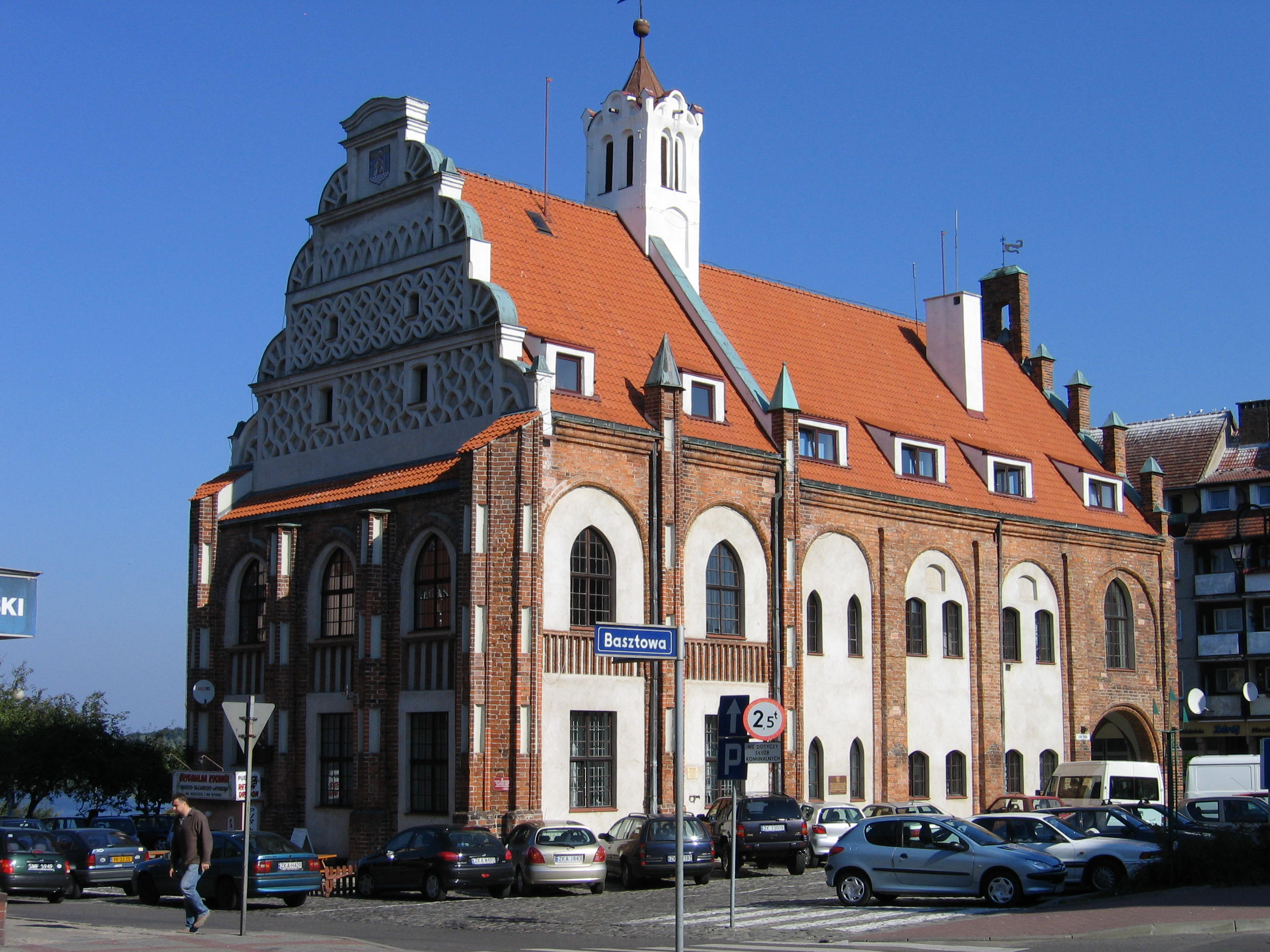
Ratusz w Kamieniu Pomorskim

### Warszawa
- Bazylika archikatedralna św. Jana Chrzciciela w Warszawie (poza fasadą, która jest kreacją)
- Stare Miasto w Warszawie
  - Barbakan w Warszawie
  - Kolumna Zygmunta
  - Kościół św. Marcina w Warszawie
- Kościół św. Kazimierza w Warszawie na Rynku Nowego Miasta
- Bazylika katedralna św. Michała i św. Floriana w Warszawie
- Teatr Wielki w Warszawie
- Kościół św. Kazimierza w Warszawie
- Arsenał w Warszawie
- Kościół Świętego Krzyża (1945–1953)
- Pałac Przebendowskich w Warszawie
- Pałac Biskupów Krakowskich w Warszawie
- Pałac Blanka w Warszawie
- Pałac Staszica w Warszawie
- Pałac Prymasowski w Warszawie
- Pałac Błękitny w Warszawie
- Pałac Branickich w Warszawie
- Pałac Ostrogskich (1950–1953)
- Pałac Krasińskich w Warszawie
- Pałac Raczyńskich w Warszawie
- Pałac Potockich w Warszawie
- Pałac Kazimierzowski w Warszawie
- Pomnik Mikołaja Kopernika w Warszawie (1945)
- Pomnik księcia Józefa Poniatowskiego w Warszawie (1952)
- Pałacyk Sanguszków w Warszawie (1950)
- Pomnik Adama Mickiewicza w Warszawie (1950)
- Kościół św. Aleksandra w Warszawie (1947–1953)
- Pomnik Fryderyka Chopina w Warszawie (1958)
- Kościół św. Jacka w Warszawie (1959)
- Królikarnia (1964)
- Zamek Ujazdowski w Warszawie (1974)
- Zamek Królewski w Warszawie (1971–1974, wnętrza do 1988 roku)
- Pałac Jabłonowskich w Warszawie (1997)
- Hala Koszyki (2016), rozebranie hali i złożenie jej na nowo z częściowo nowych elementów

### Wrocław
- Archikatedra św. Jana Chrzciciela we Wrocławiu (1947–1951, 1968–1991)
- Kościół Bożego Ciała we Wrocławiu (1955–1970)
- Kościół św. Krzysztofa we Wrocławiu (1947–1970)
- Katedra św. Marii Magdaleny we Wrocławiu (wieża południowa do 1947, reszta budynku w latach 1960–1970)
- Kamienica Pod Zieloną Dynią (1952–1960)
- Kamienica Pod Złotym Psem (1994)
- Pręgierz na Rynku (1985)
- Budynek wzorcowego przedszkola na osiedlu WUWA (2014)

### Gdańsk
- Ratusz Głównego Miasta w Gdańsku (1946–1970)
- Kościół św. Katarzyny w Gdańsku (1953–1982)
- Bazylika św. Brygidy w Gdańsku (1972–1983)
- Złota Kamienica w Gdańsku (do 1954)
- Twierdza Wisłoujście (wieża-latarnia, wieniec, domki oficerskie; po 1959)
- Brama Mariacka (1958–1961)
- Brama Świętojańska (1976–1978)
- Brama Świętego Ducha (lata 80. XX wieku)
- Pierzeja ul. Stągiewnej w Gdańsku (lata 90. XX wieku)

### Poznań
- Zamek Królewski w Poznaniu (tzw. „Budynek Raczyńskiego” i pruski gmach na fundamentach „Kuchni Królewskiej” w latach 1959–1964; część południowa to stylizacja z lat 2010–2013)
- Bazylika archikatedralna Świętych Apostołów Piotra i Pawła w Poznaniu (1946–1956)
- Waga miejska w Poznaniu (1950–1960)
- Domki budnicze w Poznaniu (po 1945)
- Kamienica Stary Rynek 39
- Kamienica Stary Rynek 44
- Kamienica Stary Rynek 49
- Kamienica Stary Rynek 81
- Kamienica Stary Rynek 82
- Kamienica Stary Rynek 85
- Kamienica Stary Rynek 98
- Kamienica Stary Rynek 99
- Kamienica Stary Rynek 100
- Kamienica przy ul. Bolesława Krysiewicza 3 w Poznaniu (2017–2019)

### Głogów
- Kościół Bożego Ciała w Głogowie (odbudowywany etapami po II wojnie światowej)
- Zamek Książąt Głogowskich (1971–1983)
- Ratusz w Głogowie (1984–2002)
- Kolegiata Wniebowzięcia Najświętszej Maryi Panny w Głogowie (od 1988)
- Teatr im. Andreasa Gryphiusa w Głogowie (2017–2019)

### Elbląg
- Katedra św. Mikołaja w Elblągu (1948–1965)
- Dom Królewski przy Starym Rynku w Elblągu
- Kamienica, ul. Wigilijna 18 w Elblągu
- Kamienica gotycka, ul. Studzienna 34 w Elblągu
- Hotel pod Lwem, ul. Kowalska w Elblągu

### Stargard
- Dom Rohledera (1969–1973)
- Spichlerz w Stargardzie (1975)
- Odwach w Stargardzie (po 1945)

### Szczecin
- Zamek Książąt Pomorskich w Szczecinie (podczas nalotu w sierpniu 1944 roku zamek został zniszczony w 60%. Odbudowany w dwóch fazach: 1958–1964 i 1970–1983[5][6])
- Ratusz Staromiejski w Szczecinie (zniszczony w 1944 roku, odbudowany w latach 1972–1975)
- Bazylika archikatedralna św. Jakuba w Szczecinie (nawa i hełm wieży oraz ściana północna zniszczone w 1944 roku, odbudowa w latach 1972–1974)

### Białystok
- Pałac Branickich w Białymstoku (1946–1960)
- Pawilon Toskański (lata 50. XX wieku)
- Pawilon Włoski (lata 50. XX wieku)
- Pawilon pod Orłem (2007)
- Klasztor Sióstr Miłosierdzia św. Wincentego w Białymstoku (1944–1949)
- Cekhauz (1953–1956)
- Ratusz w Białymstoku (1954–1958)

### Kraków
- część wiaduktu kolejowego w Krakowie-Grzegórzkach (od 2022)

### Inne
- Kaplica pw. św. Marii Magdaleny w Pułtusku (1946–1951)
- Bazylika konkatedralna Wniebowzięcia Najświętszej Maryi Panny w Kołobrzegu (1957–1974)
- Bazylika św. Katarzyny Aleksandryjskiej w Braniewie (1979–1986)
- Kolegiata św. Mikołaja w Wolinie (wieża w 1978, reszta budynku w latach 1988–1998)
- Cerkiew Zwiastowania Przenajświętszej Bogurodzicy w Supraślu (1985–2005)
- Dom Wagi Miejskiej w Nysie (1947–1948, 2011)
- Ratusz w Kamieniu Pomorskim (po 1945)
- Zamek w Będzinie (1952−1956)
- Zamek w Malborku (np. Wieża Główna, Wieża Klesza, Brama Nowa; od początku lat 60. XX wieku)
- Zamek w Tykocinie (część murów przyziemia w latach 1961−1963, reszta budynku to stylizacja zrealizowana po 2002)
- Zamek Tropsztyn (stylizacja zrealizowana po 1993)
- Skrzydło południowe zamku w Sierakowie (1991–1993)
- Wieża zamku w Chudowie (1999–2004)
- Zamek w Korzkwi (po 1997)
- Zamek w Bobolicach (1999–2011)
- Zamek w Goli Dzierżoniowskiej (2000–2008)
- Kamienica Rynek nr 4 w Bielsku-Białej (2002–2004)
- Hełm na Kościele Mariackim w Słupsku (2004)
- Ratusz w Głubczycach (2006–2008)
- Dworek Gościnny w Szczawnicy (2008–2011)
- Zamek w Gostyninie (stylizacja zrealizowana w 2009)
- Wieża ratusza w Świdnicy (2010–2012)
- Wieża ratusza w Strzelinie (2011)
- Baszta Nowa w Chojnicach (2011)[7]
- Wieża ratusza w Sieniawie (2012)
- Fontanna Potop w Bydgoszczy (2006–2014)
- Wieża „Klimek” zamku krzyżackiego w Grudziądzu (2007–2014)
- Pałac w Rusinowie
- Kamienice przy Placu Pocztowym w Zgorzelcu (2009–2012)
- Pałac Biskupów w Koziegłowach (północna część w latach 2013–2016)
- Most lisewski w Tczewie (od 2015)
- Zamek Niesytno (2012–2017)

## Rekonstrukcje w Niemczech

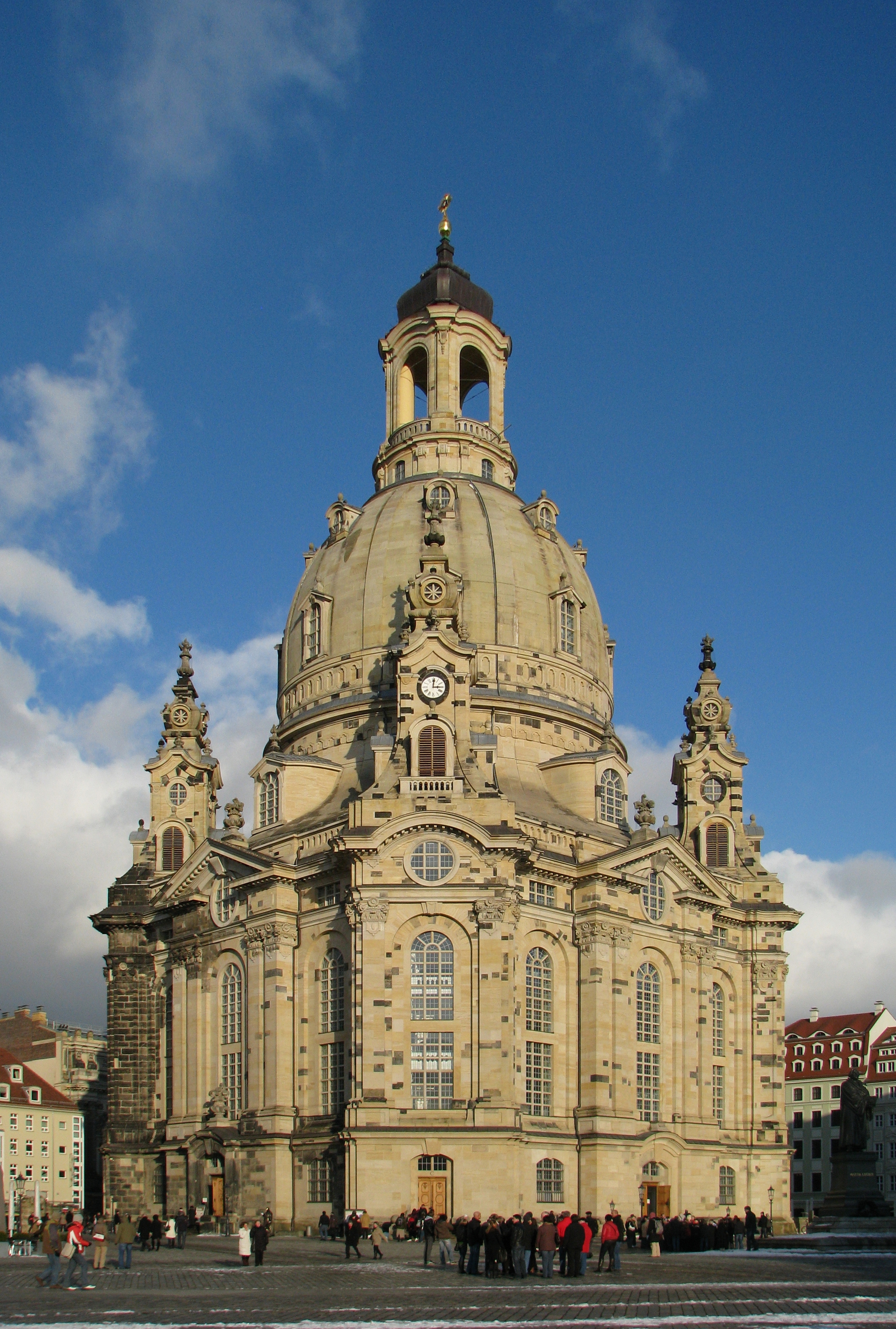
Kościół Marii Panny w Dreźnie

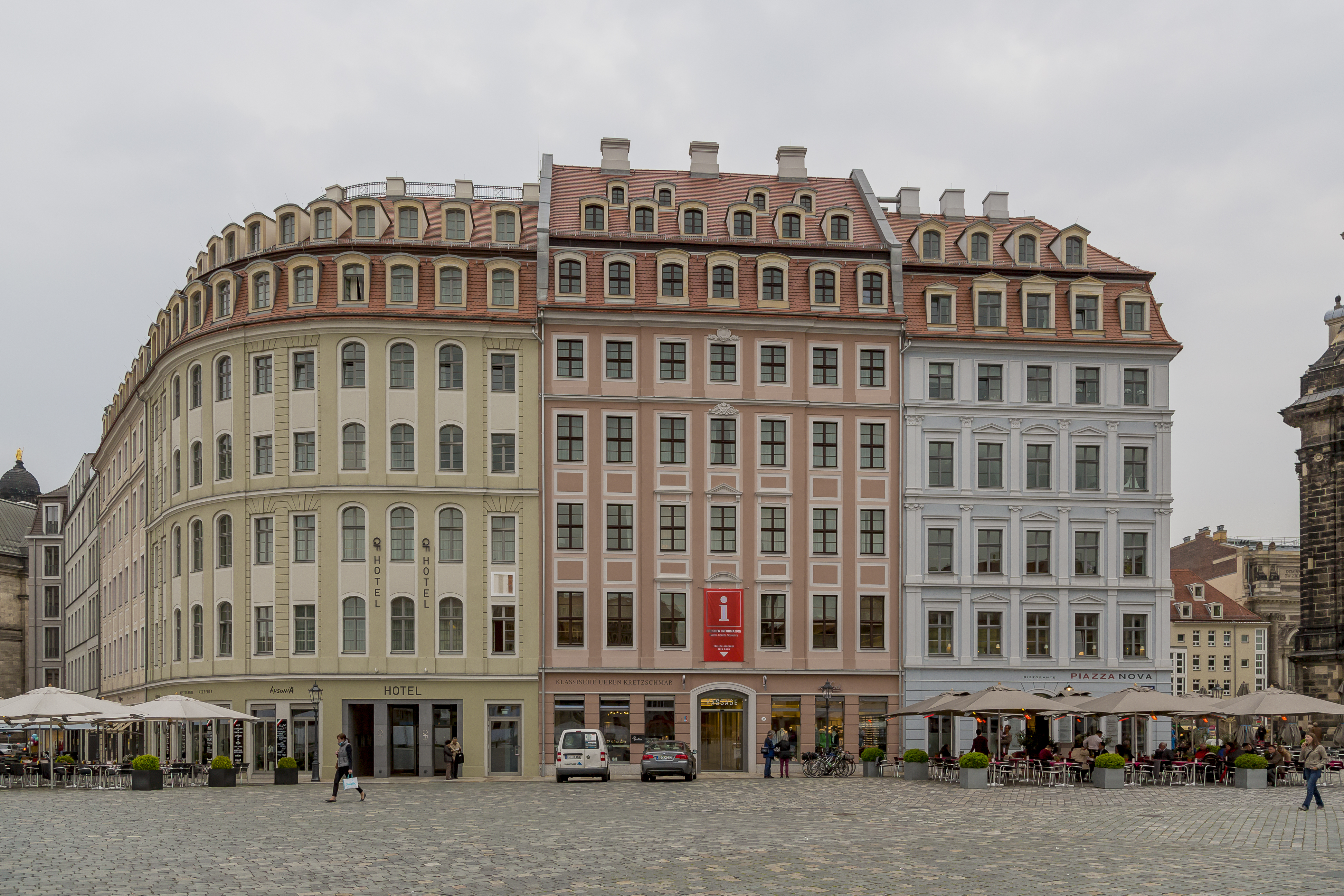
Część zrekonstruowanych kamienic przy drezdeńskim Neumarkt

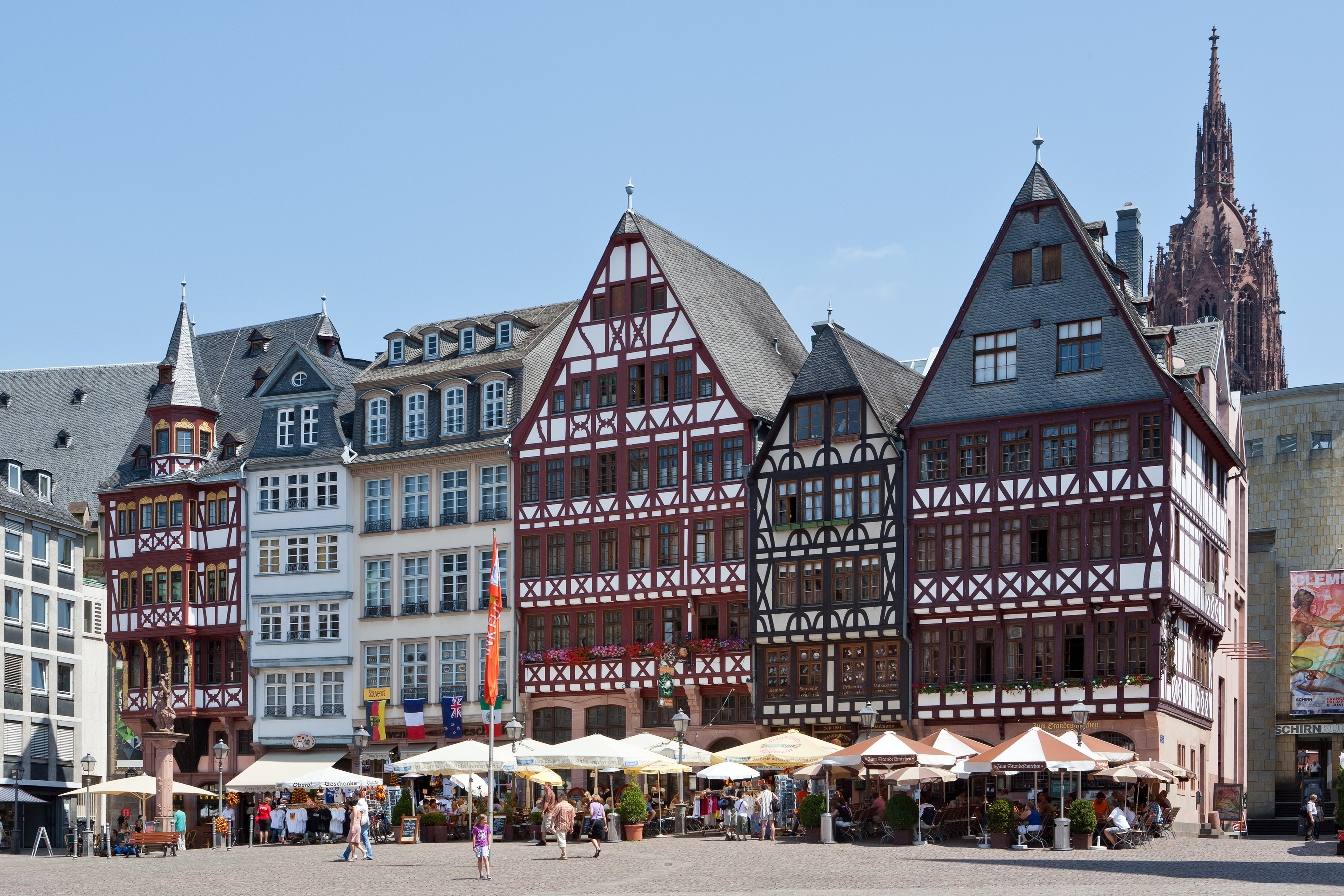
Frankfurt nad Menem - pierzeja zrekonstruowanych w latach 80. XX wieku kamienic przy Römerbergu

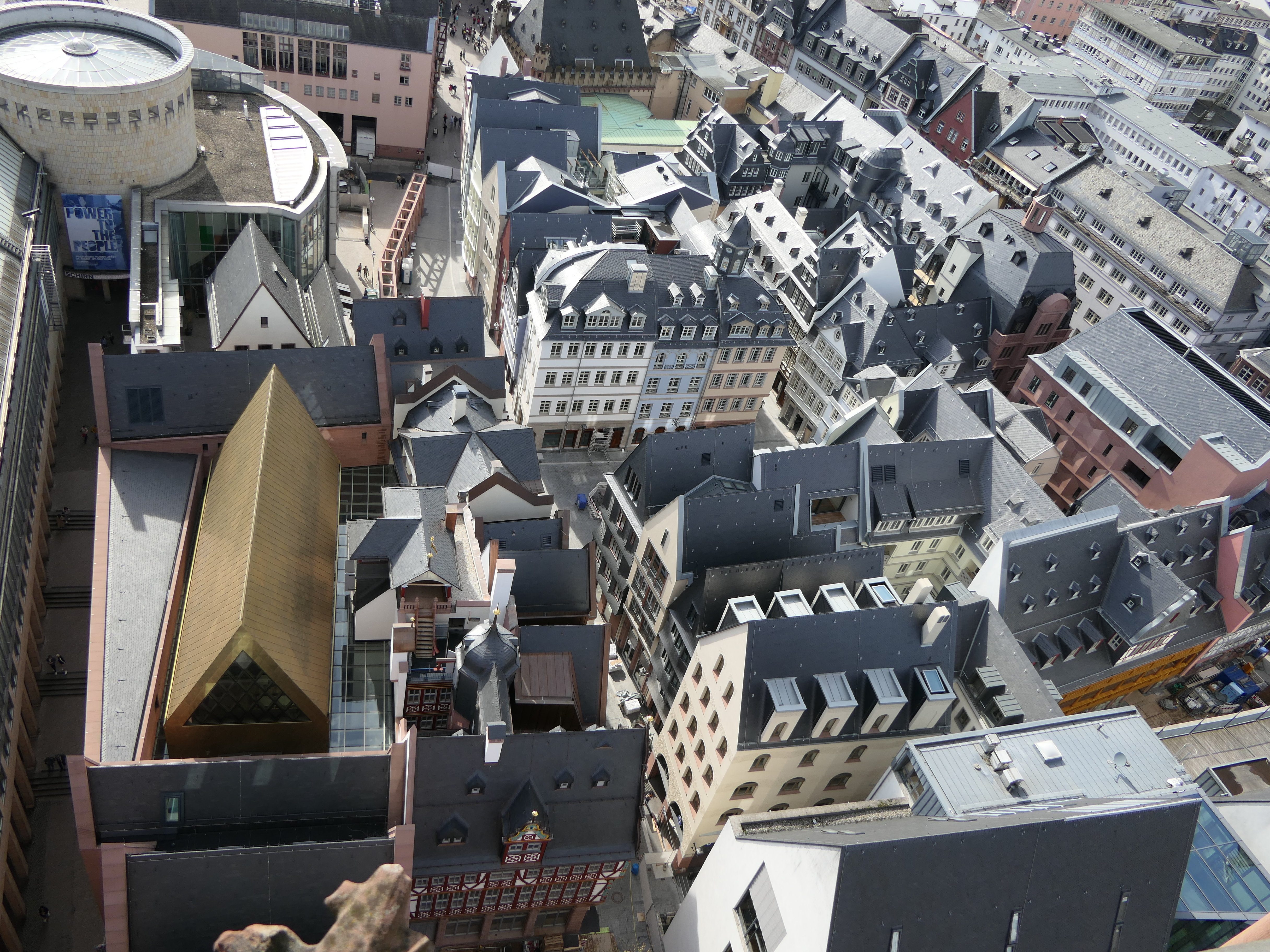
Staromiejska zabudowa ze zrekonstruowanymi kamienicami we Frankfurcie nad Menem w 2018 roku

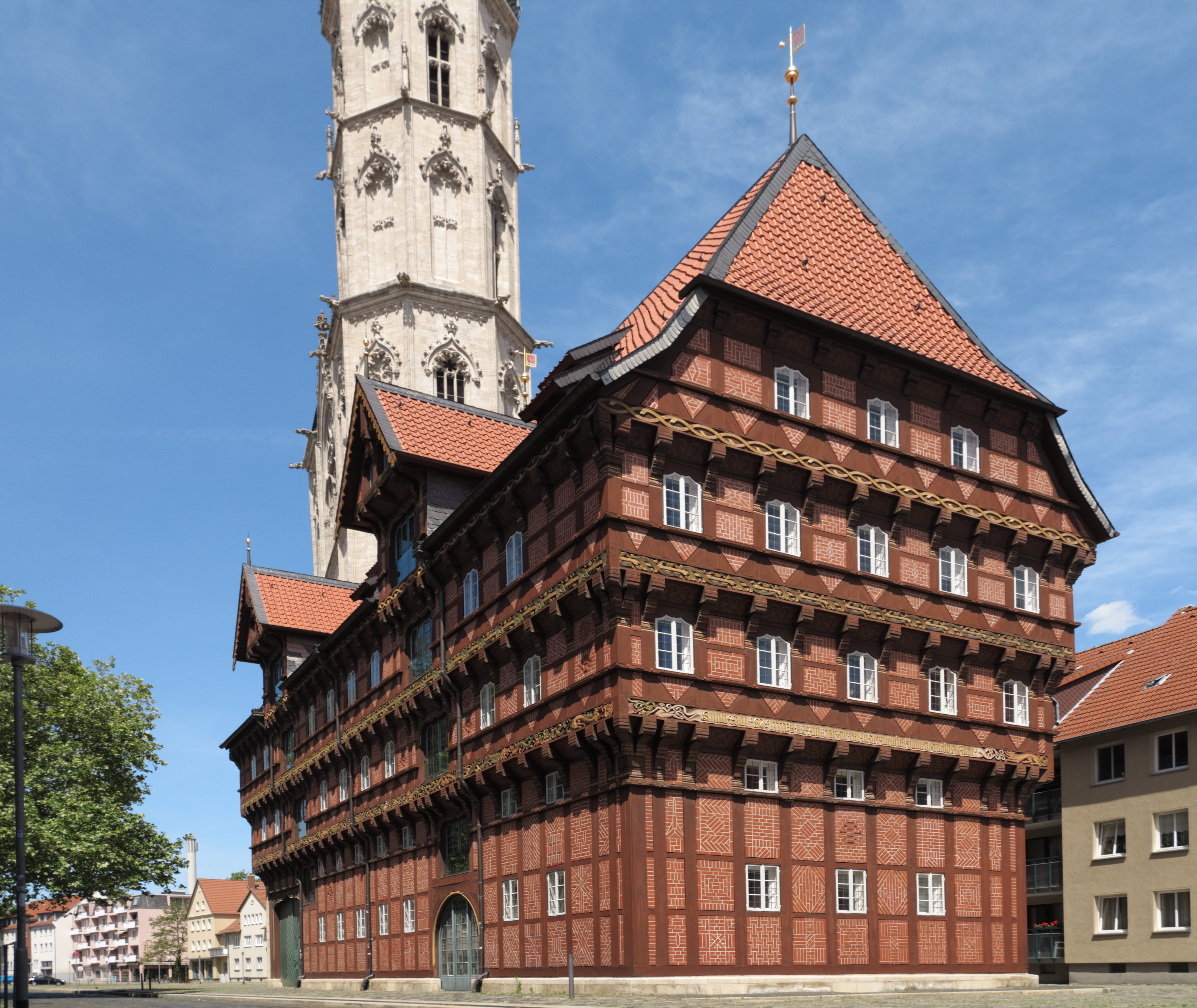
Alte Waage w Brunszwiku

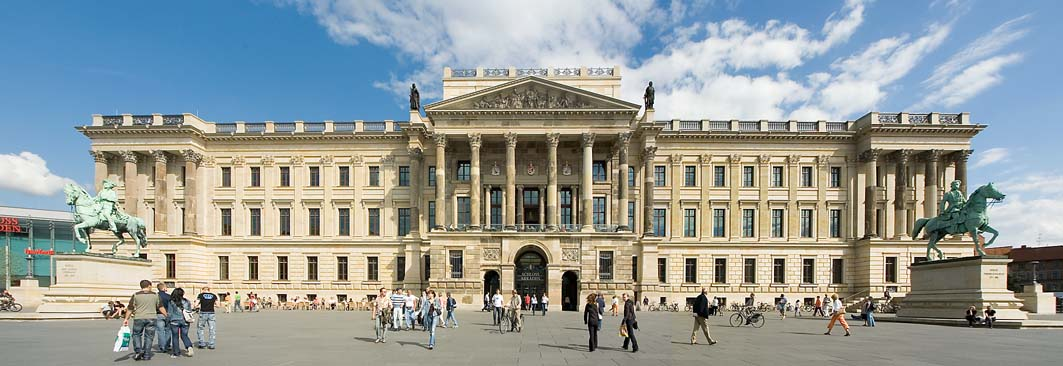
Residenzschloss w Brunszwiku

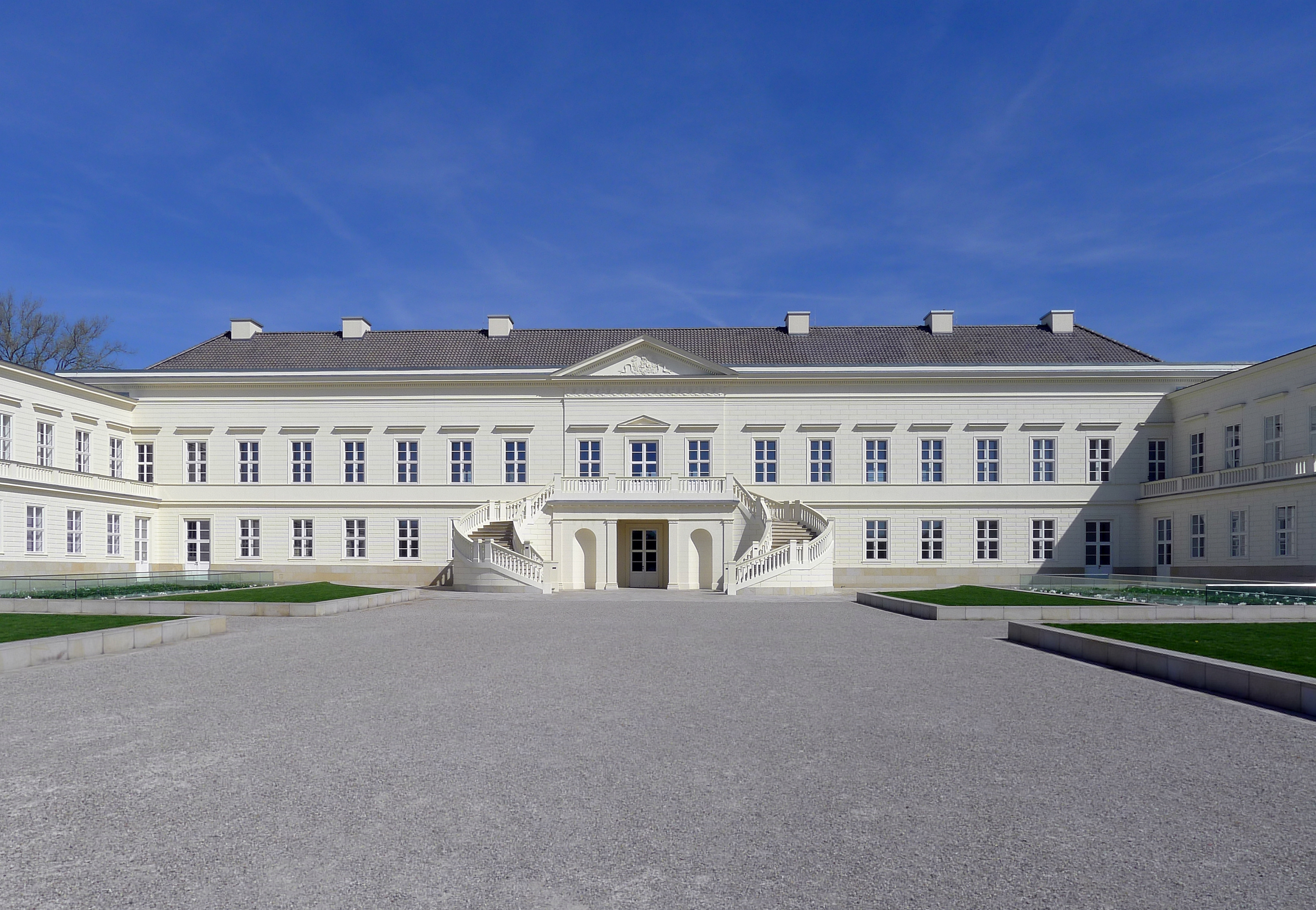
Schloss Herrenhausen w Hanowerze

### Berlin
- Palais Podewils (1952−1954)
- Prinzessinnenpalais (1962–1964)
- Kronprinzenpalais (1968–1969)
- Spittelkolonnaden (1979)
- Kamienica Zum Nußbaum (1985–1987)
- Ephraim-Palais z XVIII wieku (1985–1987)
- Gerichtslaube (1985–1987)
- Kommandantenhaus (2002–2003)
- Nowe Muzeum w Berlinie (2009)
- Kandelabry Charlottenburger Tor (2007−2010)
- Zamek w Berlinie (2013–2020)
- Wieża kościoła parafialnego(inne języki) (2015–2016)

### Poczdam
- Historyczny wiatrak przy pałacu Sanssouci (1988–1993)
- Monopteros (2004)
- Belvedere (2005)
- Villa Jacobs z 1842 roku (2005–2008)
- Pałac miejski w Poczdamie przy Alter Markt (2011–2013)
- Pałac Barberini przy Alter Markt (2013–2016)
- Kellertor(inne języki) (2015–2017[8])
- Noacksches Haus(inne języki) przy Alter Markt (2016)
- Palazzo Pompei(inne języki)/Kamienica Segera przy Alter Markt (2016)
- Wieża kościoła garnizonowego(inne języki) (od 2017[9])
- Tzw. Ventehalle wchodząca w skład Matrosenstation Kongsnæs (2017–2019)
- Klingnersches Haus(inne języki) przy Alter Markt (od 2022[10])
- Plögerscher Gasthof(inne języki) przy Anna Zielenziger Straße 7 (2022-2023[10])
- Kamienica "Achtecken" przy Schwertfeger Straße 9

### Drezno
- Zwinger (1945–1963)
- Landhaus (1952−1953, 1963–1966)
- Katedra Świętej Trójcy w Dreźnie (do 1965)
- Sekundogenitur (1963–1964)
- Semperoper (1968–1976)
- Pałac Cosela (1973–1975, 1998−2000)
- Zamek w Dreźnie (od 1985)
- Pałac Taschenberg (1993–1995)
- Kościół Marii Panny w Dreźnie (1994–2005)
- Kamienice przy Neumarkt (od 2004)
- Pałac Kurlandzki (2007–2008)
- Pałac Beichlingena(inne języki) (2008–2010)

### Frankfurt nad Menem
- Goethe-Haus (1951)
- Römer przy Römerbergu (1952)
- Alte Oper (1981)
- Samstagsberg (1983)
- Pierzeja kamienic przy Römerbergu (1981–1984)
- Biblioteka Miejska (2005)
- Palais Thurn und Taxis (2009)
- Saalhof(inne języki) (2011)
- Piętnaście kamienic na „Nowym Frankfurckim Starym Mieście(inne języki)” (2012–2018)

### Brema
- Kościół św. Marcina w Bremie (1952–1960)
- Hansehaus (1953)
- Gewerbehaus (1959)
- Stadtwaage (1961)

### Inne
- Zamek Hohenzollern (1850-1867)
- Palatium w Goslarze (1868-1879)
- Zamek Trifels (1937–1966)
- Ratusz w Osnabrücku (do 1948)
- Kamienice mieszczańskie przy Peterstraße w Hamburgu (po 1945)
- Część kamienic na Starym Mieście w Rothenburgu ob der Tauber (po 1945)
- Rezydencja w Monachium (po 1945)
- Stary Most w Heidelbergu (1947)
- Kościół św. Ludwika w Saarbrücken (1947–2009)
- Katedra w Hildesheim (1950–1960)
- Ratusz w Münster (1950–1954)
- Szpital Ducha Świętego w Norymberdze (1950–1953)
- Falkenhaus w Würzburgu (do 1952)
- Kościół Główny św. Michała w Hamburgu (1945–1952)
- Deutsches Goldschmiedehaus(inne języki) w Hanau (1955−1958)
- Ratusz w Augsburgu (1955–1984)
- Dom Buddenbrooków w Lubece (1957)
- Schloss Bruchsal w Bruchsal (1970)
- Leibnizhaus w Hanowerze (1981–1983)
- Haus zum Stein w Moguncji (1981)
- Kościół Trójcy Świętej w Ulm (1984)
- Wilhelma-Theater w Stuttgarcie (1985)
- Brama Turecka(inne języki) w Helmstedt (1986)
- Rezydencja w Würzburgu (do 1987)
- Kościół św. Piotra w Lubece (do 1987)
- Konny posąg z pomnika cesarza Wilhelma I na Deutsches Eck w Koblencji (1989–1992)
- Knochenhaueramtshaus(inne języki) w Hildesheim (1989)
- Löwenapotheke w Aschaffenburgu (1991–1993)
- Wieża Adlerturm w Dortmundzie (1993)
- Biblioteka Uniwersytecka w Lipsku (1993)
- Alte Waage w Brunszwiku (1994)
- Collegium Maius w Erfurcie (1998–2011)
- Kirche St. Laurentius und St. Nikolaus w Sandau (Elbe) (1949–1978, 2002–2013)
- Zamek w Stolpe (2001)
- Residenzschloss w Brunszwiku (2005–2007[11])
- Kamienice z północnej pierzei rynku w Moguncji (do 2008[12])
- Dziedziniec Pellerhausu w Norymberdze (od 2008)
- Umgestülpter Zuckerhut(inne języki) w Hildesheim (2009–2010)
- Altes Rathaus („Stary Ratusz”) w Wesel (2010)
- Henschelhaus w Kassel (do 2012)
- Schloss Herrenhausen(inne języki) w Hanowerze (2010–2013)
- Wedekindhaus(inne języki) w Hildesheim (2014)

## Rekonstrukcje na Węgrzech

### Budapeszt

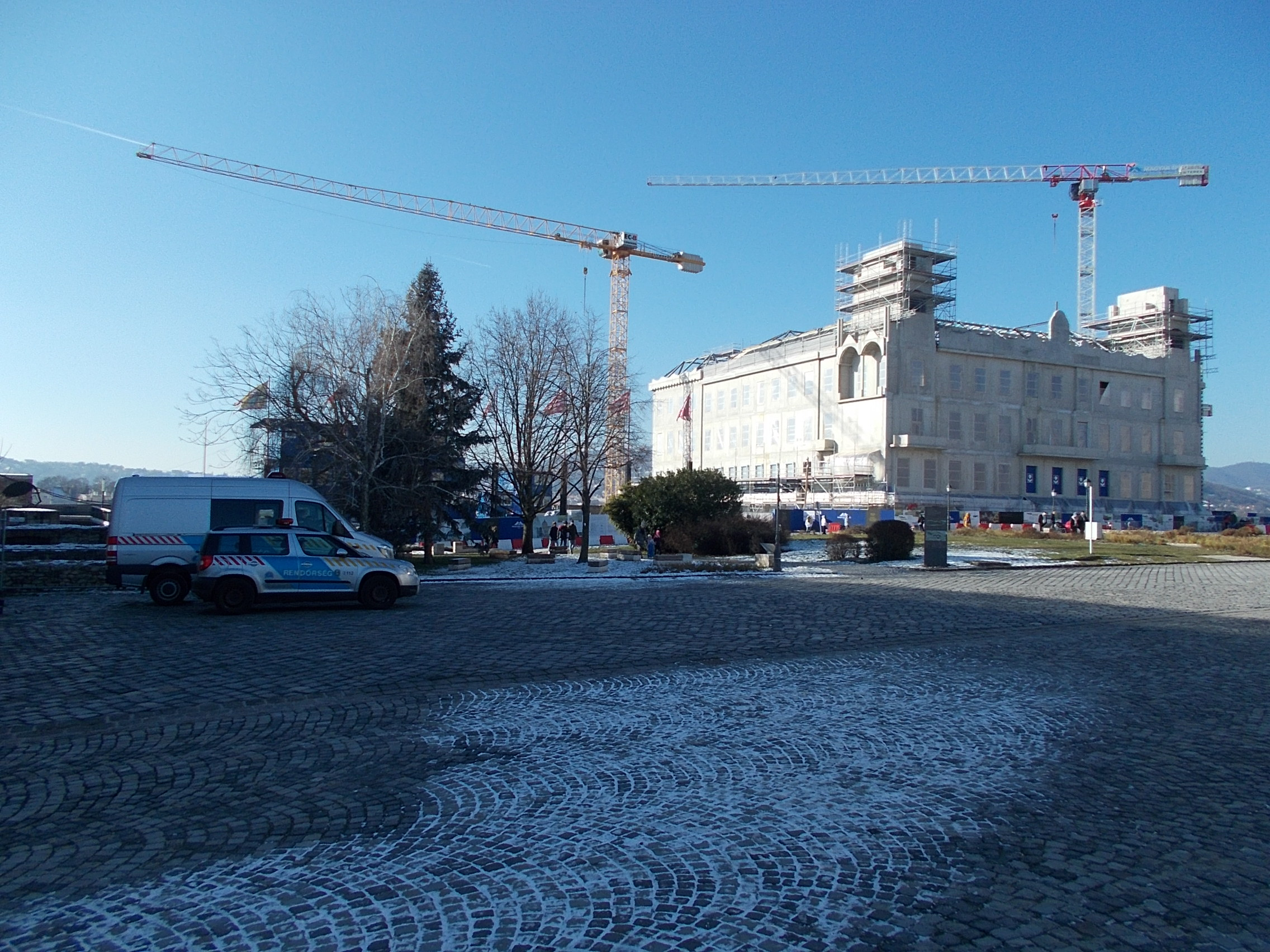
Rekonstruowany pałac Arcyksięcia Józefa w 2024 roku

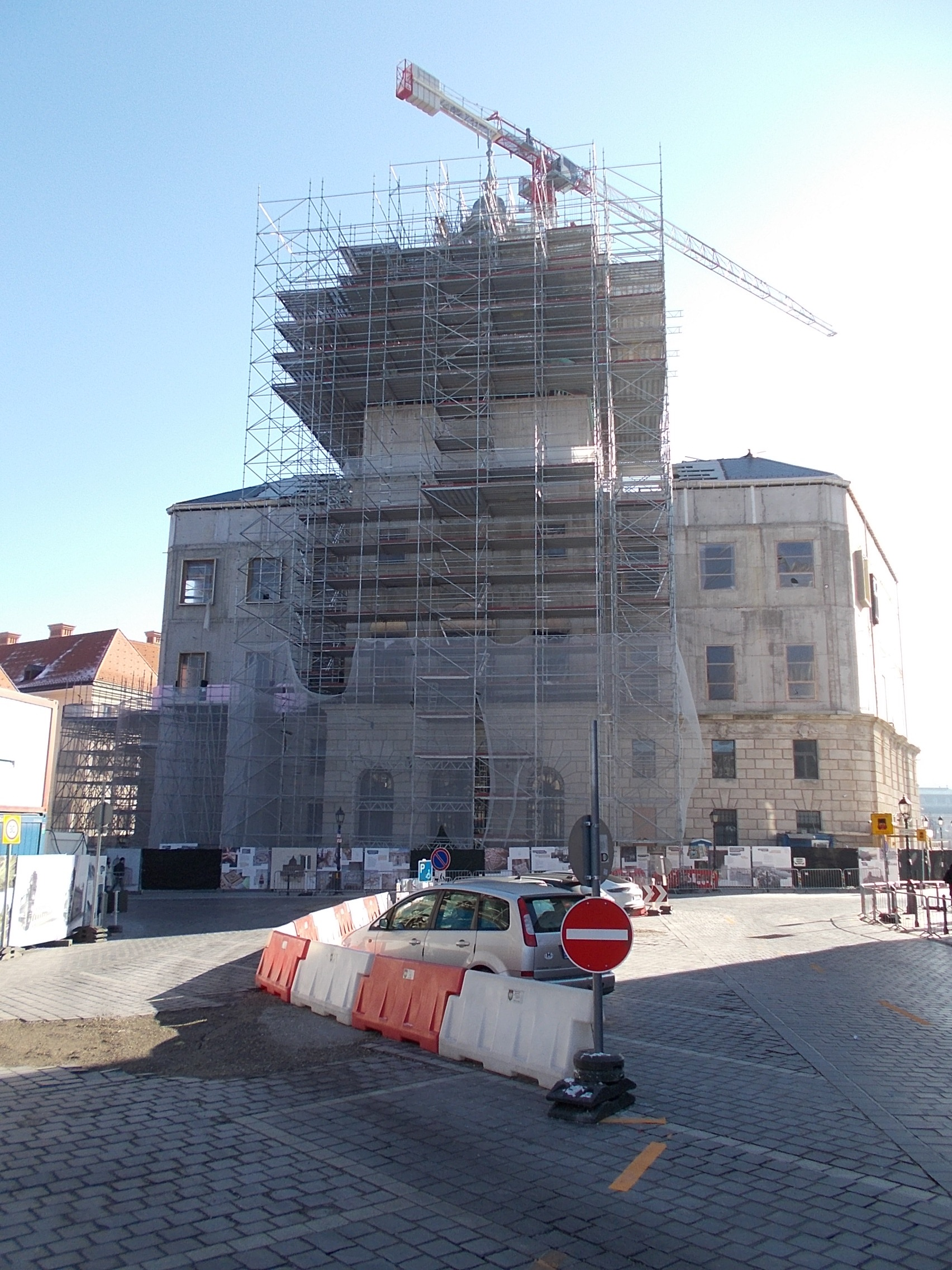
Rekonstruowana brakująca część dawnej kwatery głównej Najwyższego Dowództwa Węgierskich Sił Zbrojnych w 2024 roku

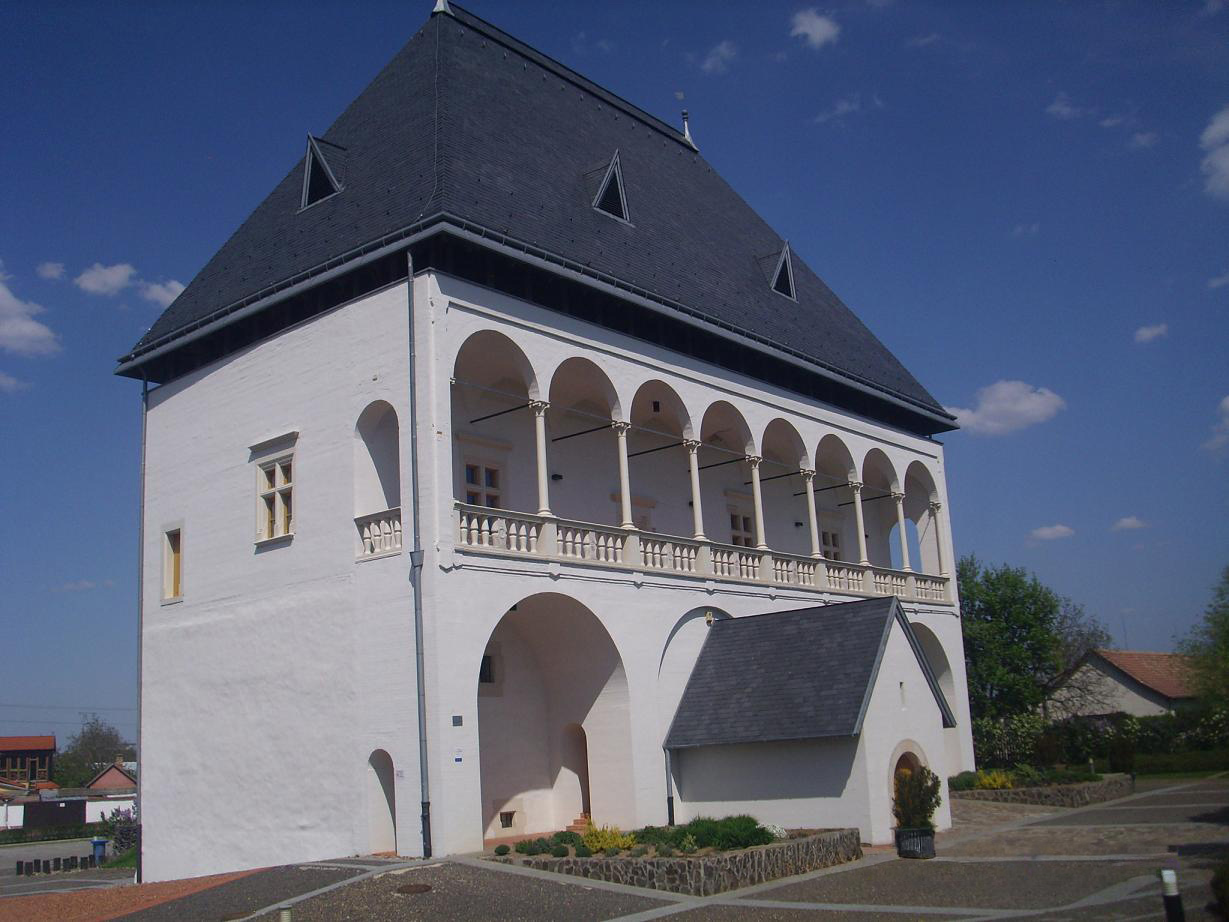
Zamek w Nyírbátor

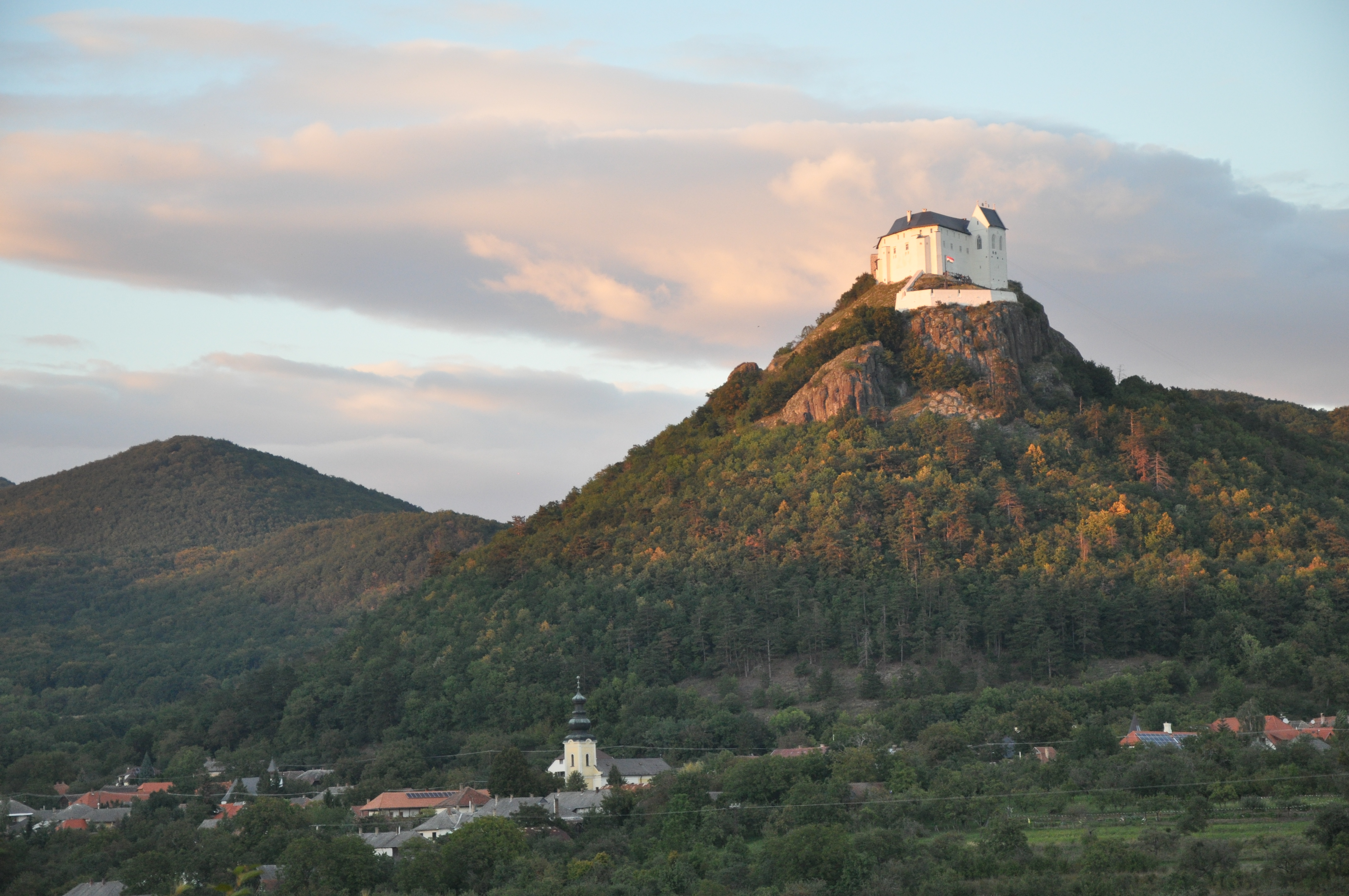
Zamek Fuzer

- Most Wolności w Budapeszcie (1946)
- Most Łańcuchowy w Budapeszcie (1949)
- Zamek Królewski w Budapeszcie (lata 60. XX wieku–lata 80. XX wieku – realizacja przeprowadzona z uproszczeniami fasad i wystroju wnętrz. W 2021 rozpoczęto odbudowę fasad do stanu z czasów przebudowy zamku z przełomu XIX i XX wieku)
- Pałac Sándora (2000−2002)
- Pałac Lónyay (2005)
- Klasztor Karmelitów (2016)
- Pomnik Istvána Tiszy (odsłonięty w 1934, zniszczony w 1945; rekonstrukcja w 2014[13])
- Pomnik Gyuli Andrássyego (odsłonięty w 1906, zniszczony w 1945; rekonstrukcja w 2015[14])
- Ujeżdżalnia, kordegarda, schody Stöckla i rampa konna na terenie zamku Królewskiego (2016–2021)
- Pałac Arcyksięcia Józefa(inne języki) (od 2021[15])
- Budynek będący dawną kwaterą główną Najwyższego Dowództwa Węgierskich Sił Zbrojnych (zbudowany w latach 1895–1897, zniszczony w 1945, rozebrany powyżej drugiej kondygnacji w 1963; rekonstrukcja brakującej części od 2021[16])
- Budynek będący dawną siedzibą Towarzystwa Czerwonego Krzyża (zbudowany w latach 1901–1903, zniszczony w 1945, rozebrany w latach 1947–1948; rekonstrukcja od 2021[17])

### Inne
- Zamek Thury-vár w Várpalota
- Zamek w Nyírbátor (2006)
- Świątynia Izydy (Iseum) w Szombathely (2010)
- Zamek Füzér (2015)
- Zamek w Regéc
- Zamek Diósgyőr w Miszkolcu

## Rekonstrukcje w Belgii
- Katedra św. Marcina w Ypres w Belgii zniszczona w latach 1914–1918 (odbudowa 1920)
- Lakenhal (sukiennice) w Ypres zniszczone w latach 1914–1918 (odbudowa 1933–1967)
- Kościół św. Mikołaja w Diksmuide, zniszczony w 1914 (odbudowa 1920–1945)

## Rekonstrukcje na Litwie
- Zamek w Trokach (1951–1961)
- Zamek Dolny w Wilnie (2001–2009)
- Wilno, kamienica gotycka, ul. Ostrobramska 8 (po 1970)
- Wilno, trzecia kondygnacja tzw. Baszty Giedymina (1938–1939)
- Zamek w Birżach (1978–1986)
- Karczma Królewska (Stara Plebania) w Kownie przy ul. Wileńskiej 7 (po 1971)
- Kościół drewniany w Łabonarach (Labanoras), zrekonstruowany po pożarze
- Zamek w Miednikach Królewskich (1993–2012), wieża zamkowa

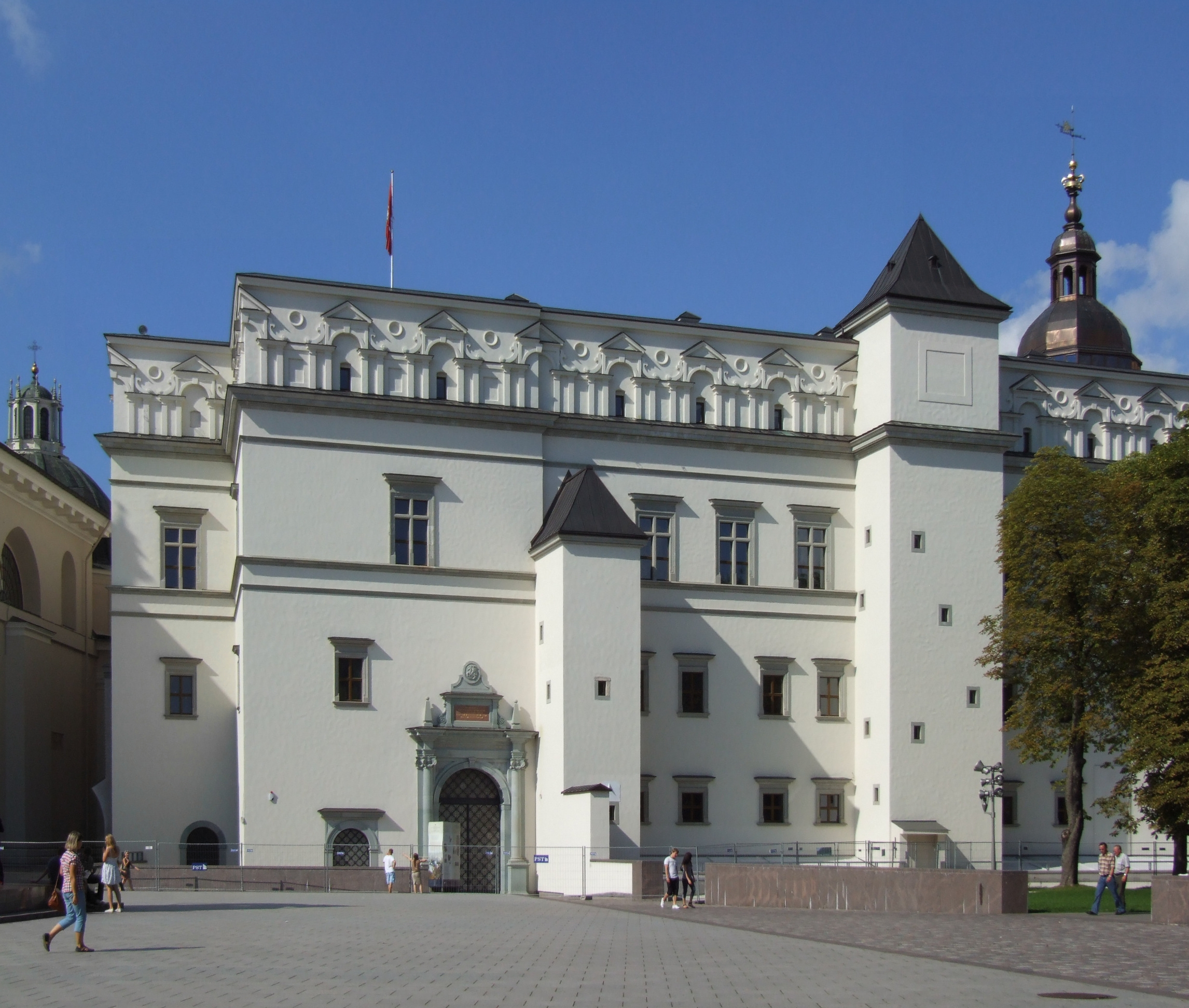
Zamek Dolny w Wilnie
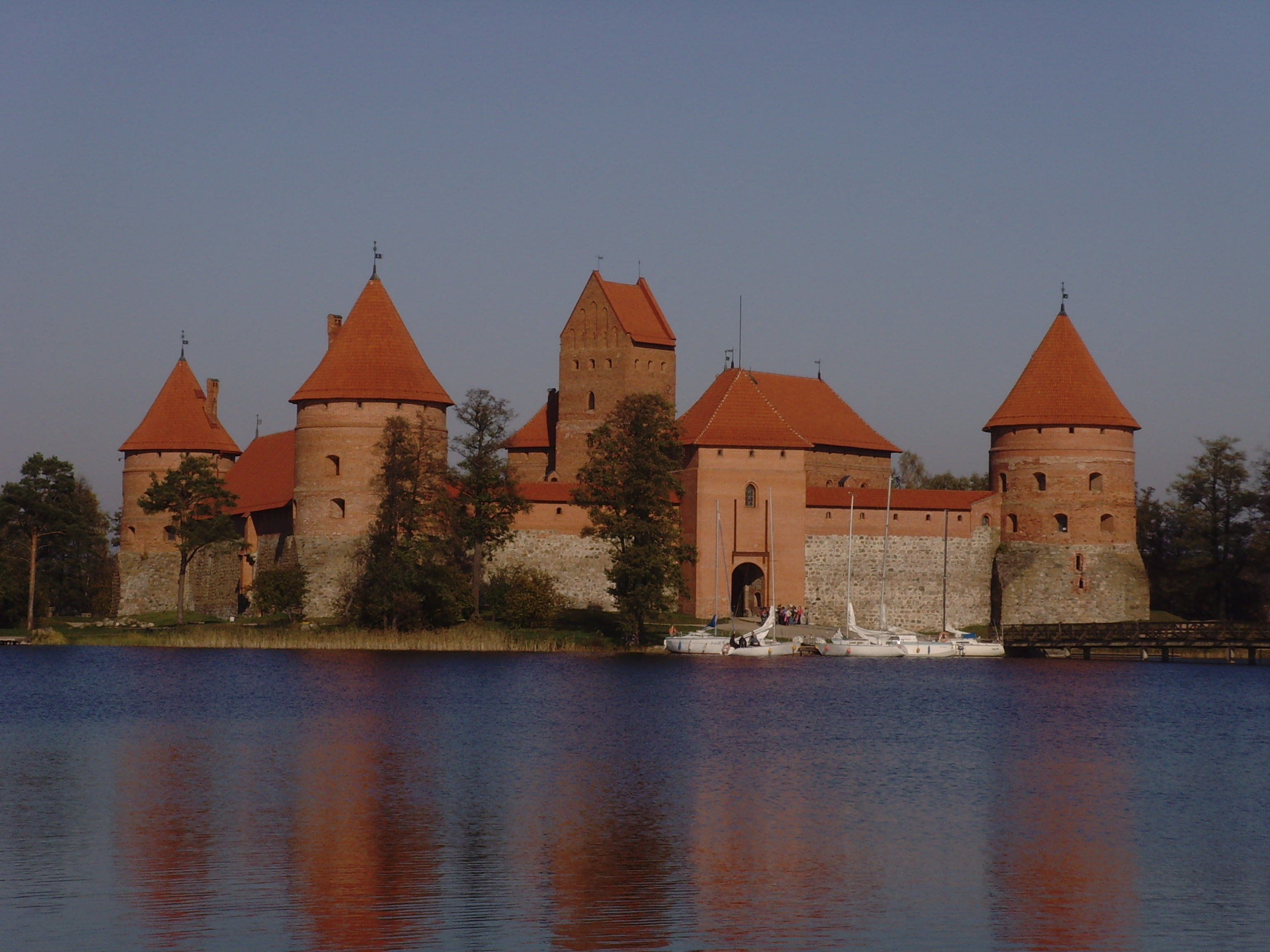
Zamek w Trokach
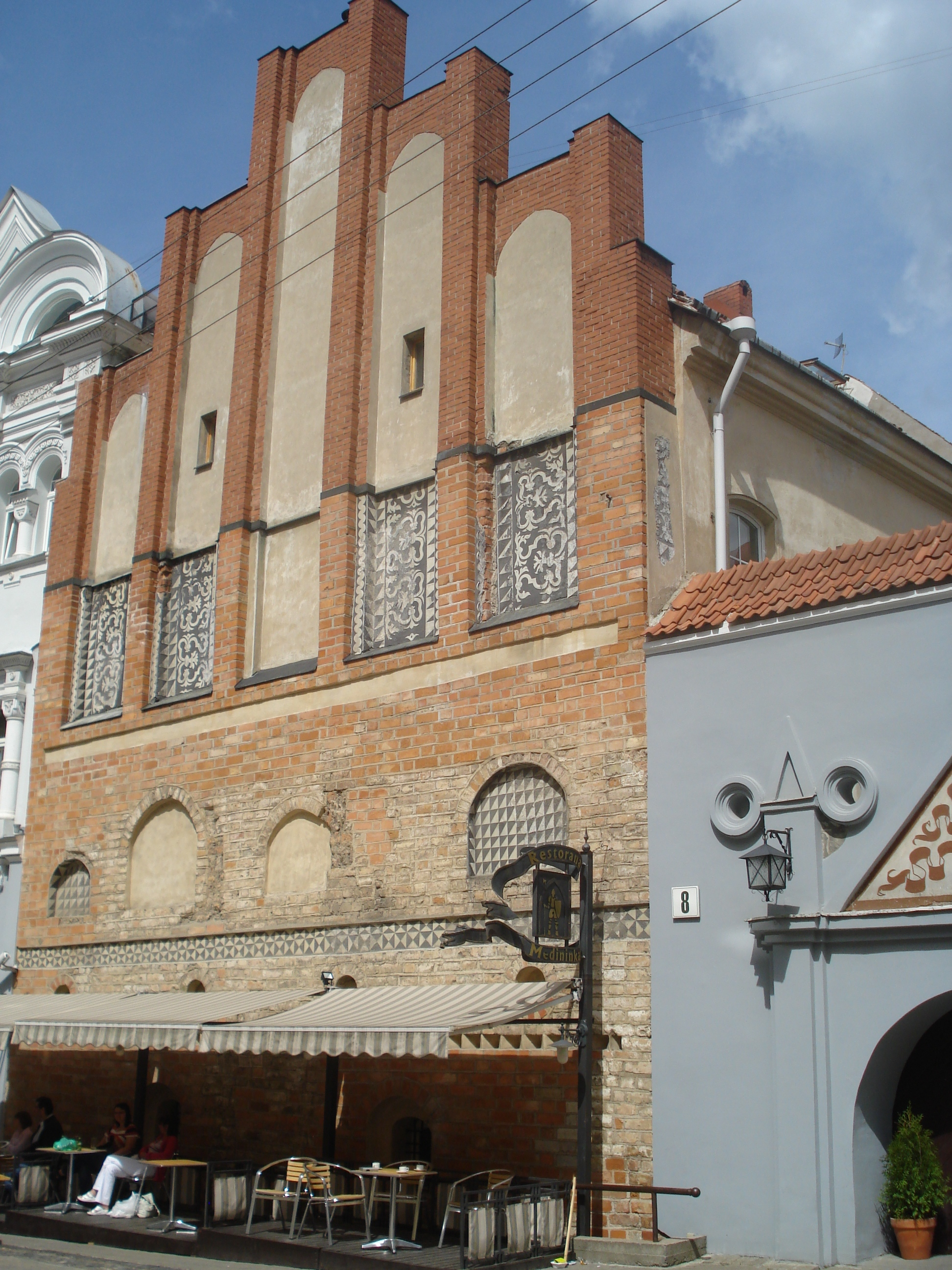
Kamienica przy ul. Ostrobramskiej 8 w Wilnie
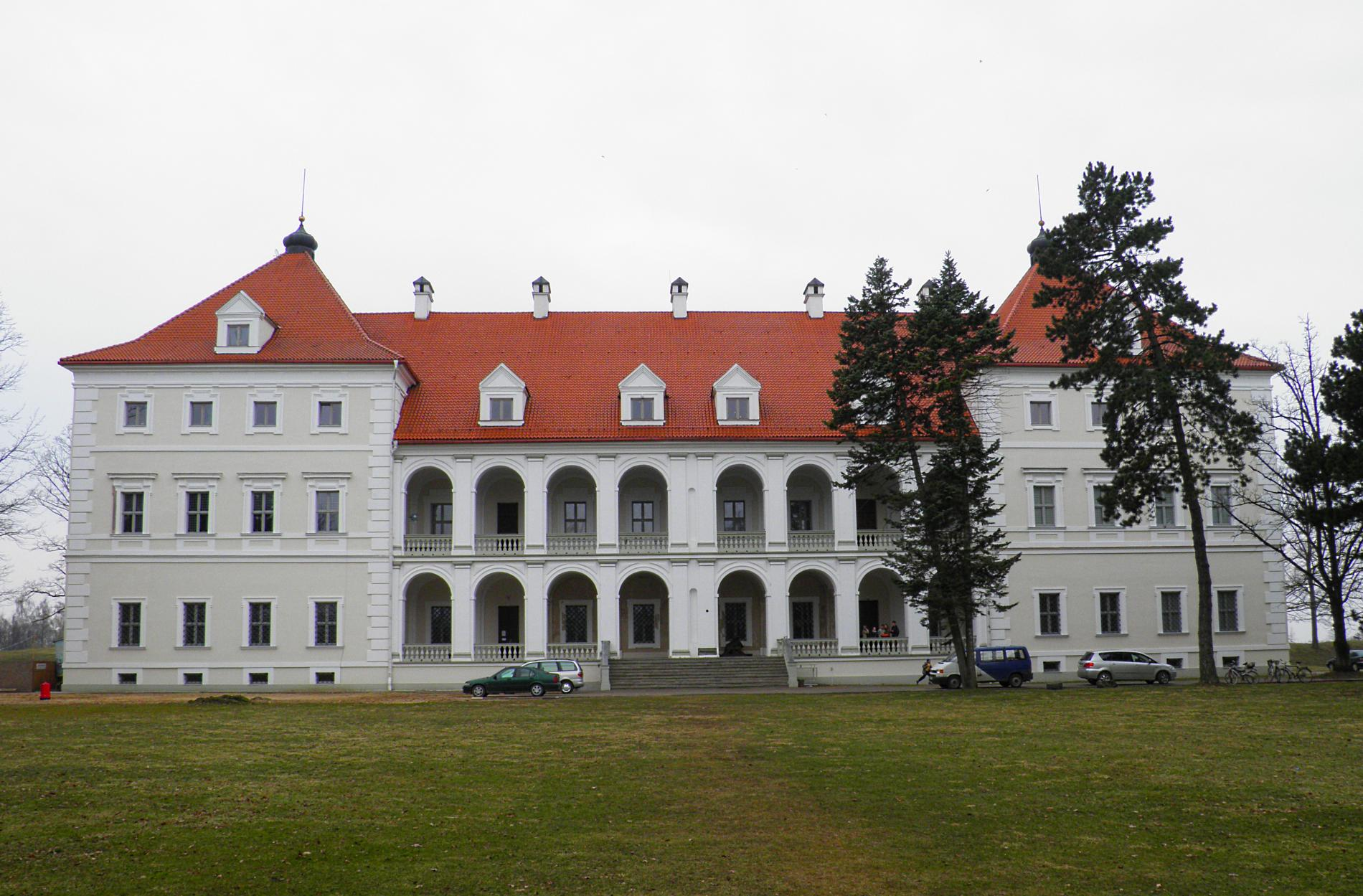
Zamek w Birżach
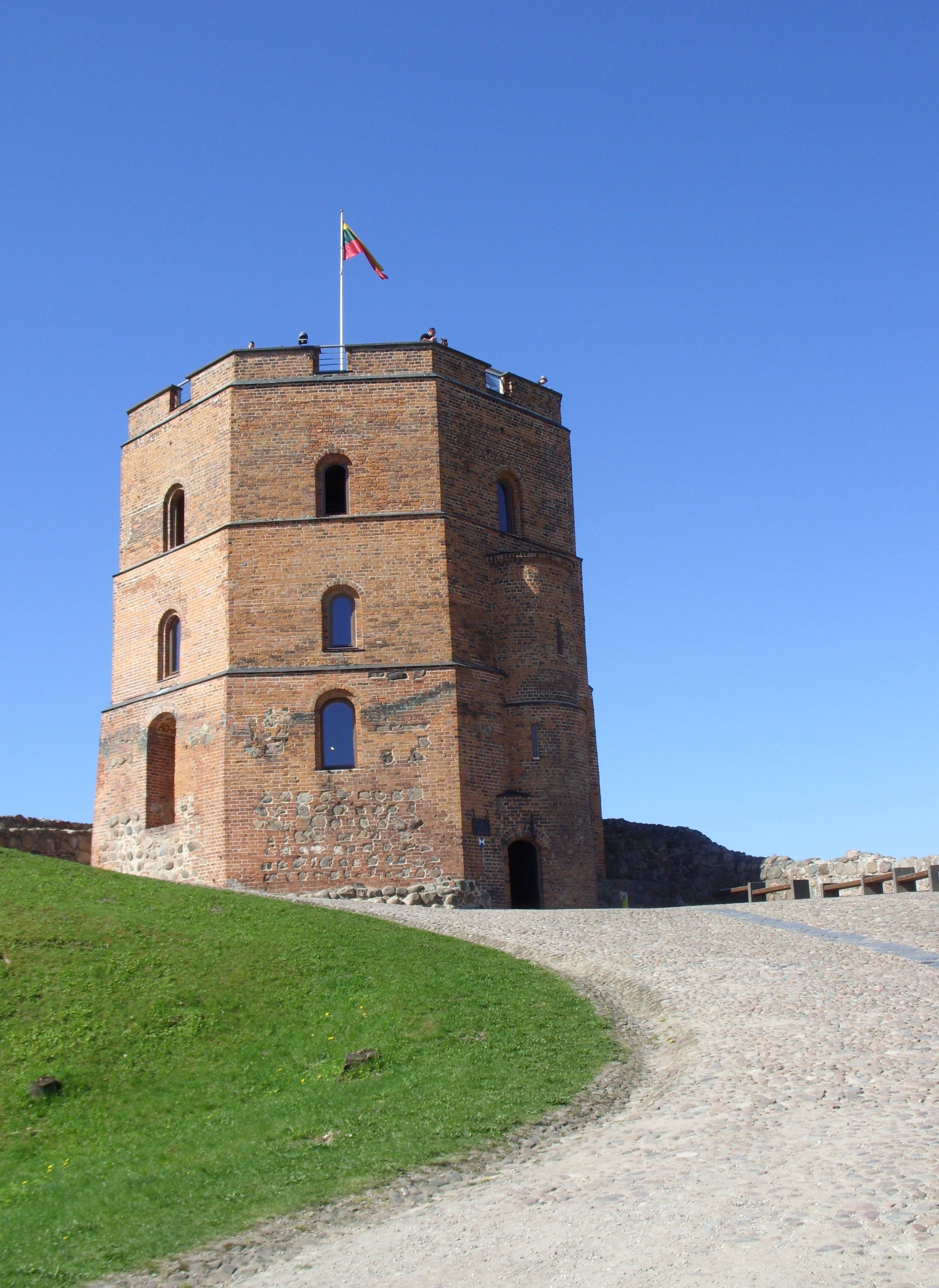
Wieża Giedymina
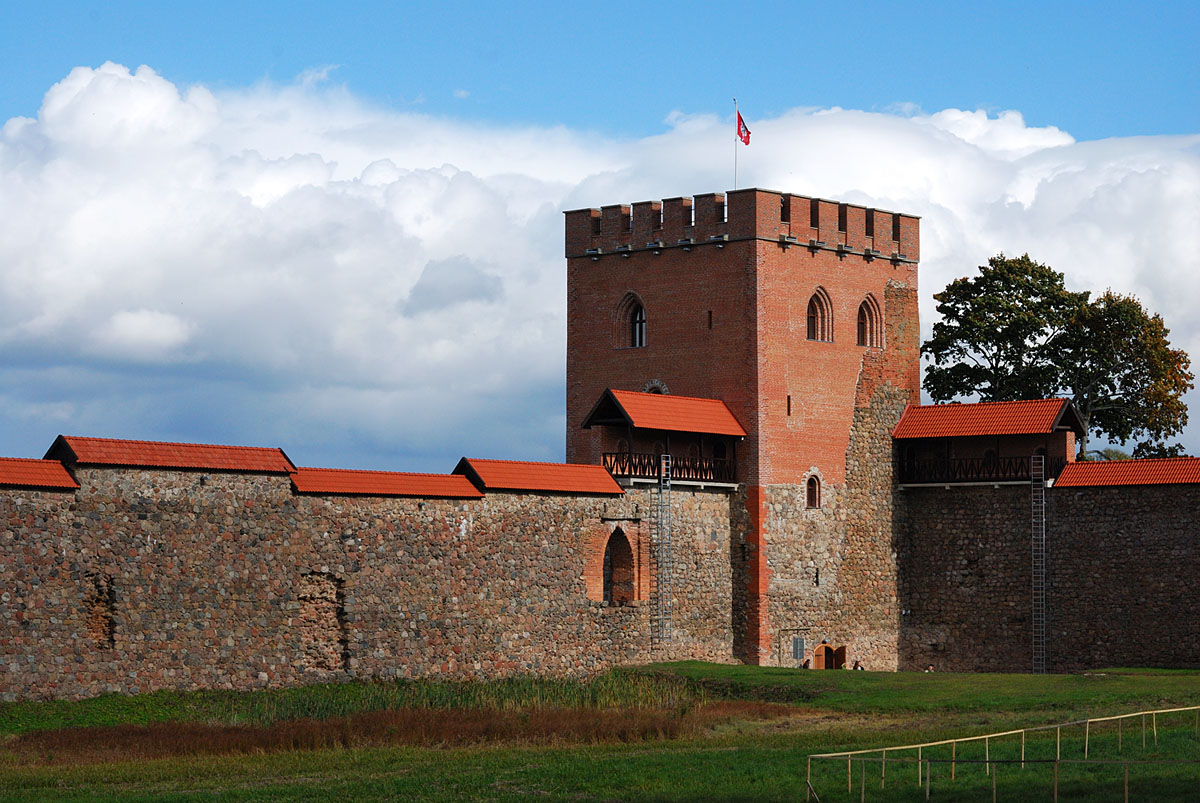
Zamek w Miednikach Królewskich

## Rekonstrukcje na Białorusi
- Dwór rodziny Mickiewiczów w Zaosiu (1996–1998)
- Dwór Tadeusza Kościuszki w Mereczowszczyźnie (2004)
- Ratusz w Mińsku (2004)
- Ratusz w Mohylewie (2007–2008)
- Cerkiew Ojców Bazylianów pw. św. Ducha w Mińsku (2011)
- brama przed Kościołem Niepokalanego Poczęcia NMP w Słonimiu
- Cerkiew Zwiastowania w Witebsku (1993–1998)
- Cerkiew Zmartwychwstania Pańskiego w Witebsku (2005–2009)
- Sobór Zaśnięcia Najświętszej Maryi Panny w Witebsku (2000–2010)
- Archikatedra Imienia Najświętszej Maryi Panny w Mińsku (1993–1997)
- Zamek w Nieświeżu (1997–2012), zburzenie i rekonstrukcja prawego skrzydła, zburzenie i odbudowa hełmu na wieży, bastiony
- Zamek w Lidzie (po 1982), wieża zamkowa, fragmenty murów
- Zamek w Mirze (1991–2010), dom zamkowy, wały ziemne i bastiony
- Klasztor Jezuitów w Orszy (1993−2004)
- Cerkiew Narodzenia Matki Bożej w Orszy (lata 2000.)
- szczyty Monasteru Kuteińskiego (1995)
- Kościół franciszkanów w Dziśnie (2007-)
- Kościół w Wołczynie (2009–2020)
- Sobór św. Spasa w Słonimie (1994–2000)
- Zamek w Lubczu (2003-), mur zamkowy
- Dwór Ordów w Worocewiczach (2009-2019)
- Zamek w Krewie (2017-), wieża książęca
- Zamek w Holszanach (2018-), wieża zamkowa
- Stary Zamek w Grodnie (2017-), hełm nad bramą wjazdową, mury i wieża

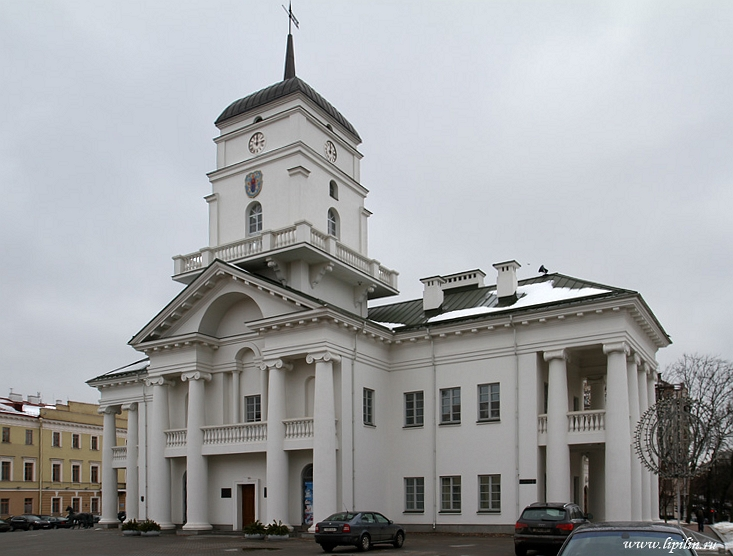
Mińsk - ratusz (2004)
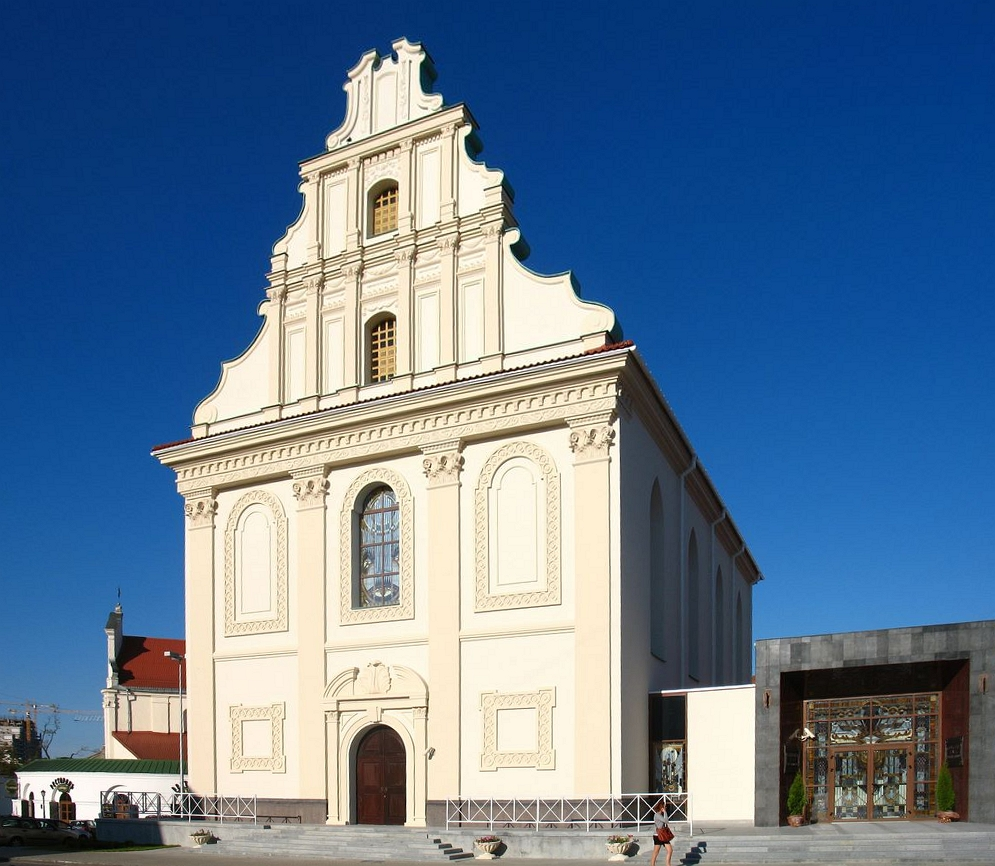
Mińsk - Cerkiew bazylianów pw. św. Ducha
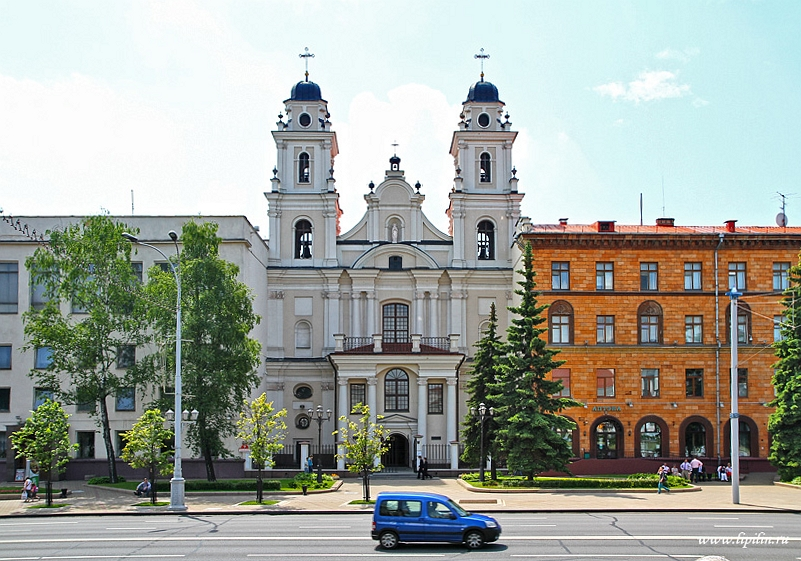
Mińsk - wieże Katedry katolickiej
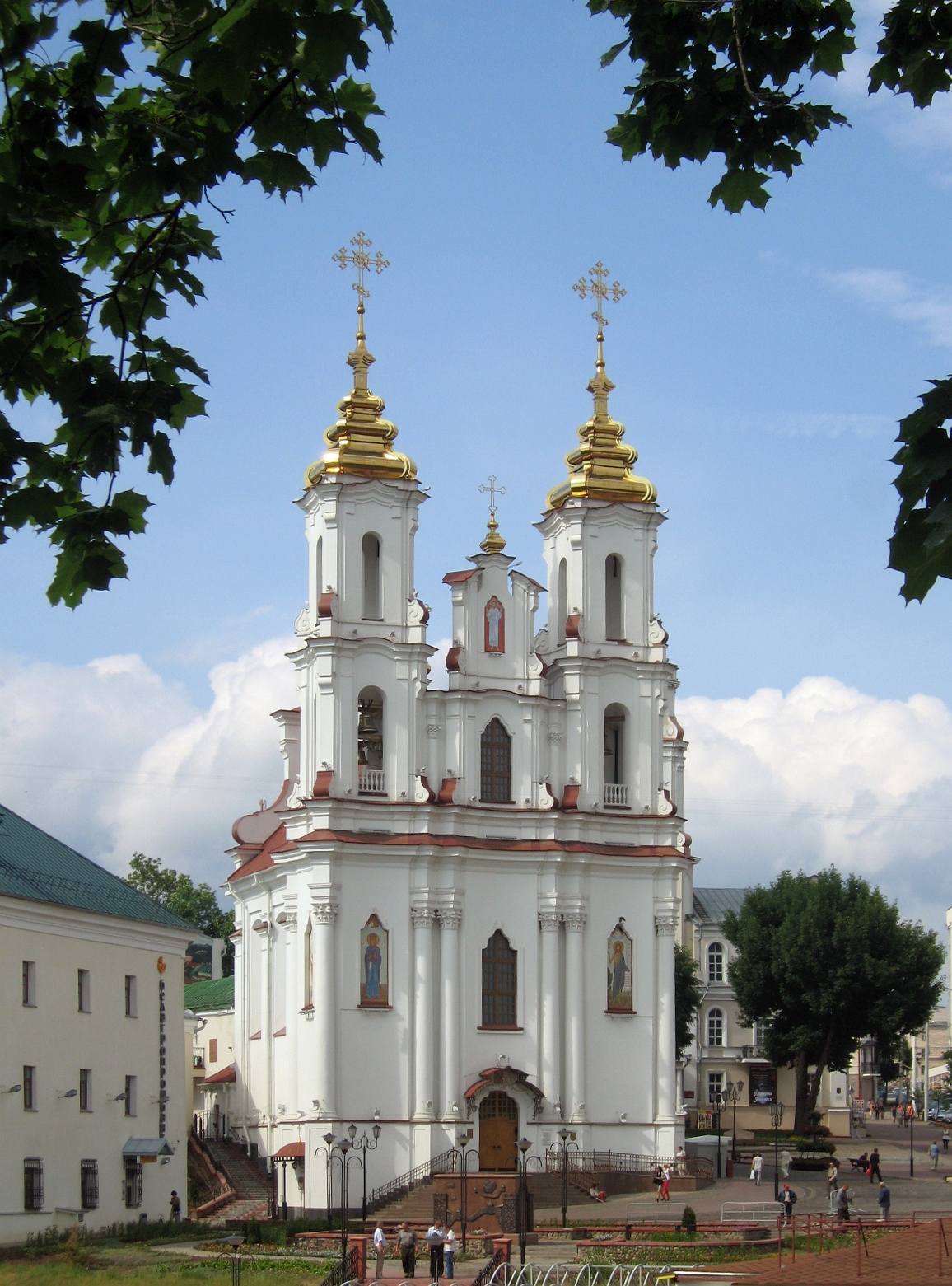
Witebsk - Cerkiew Zmartwychwstania
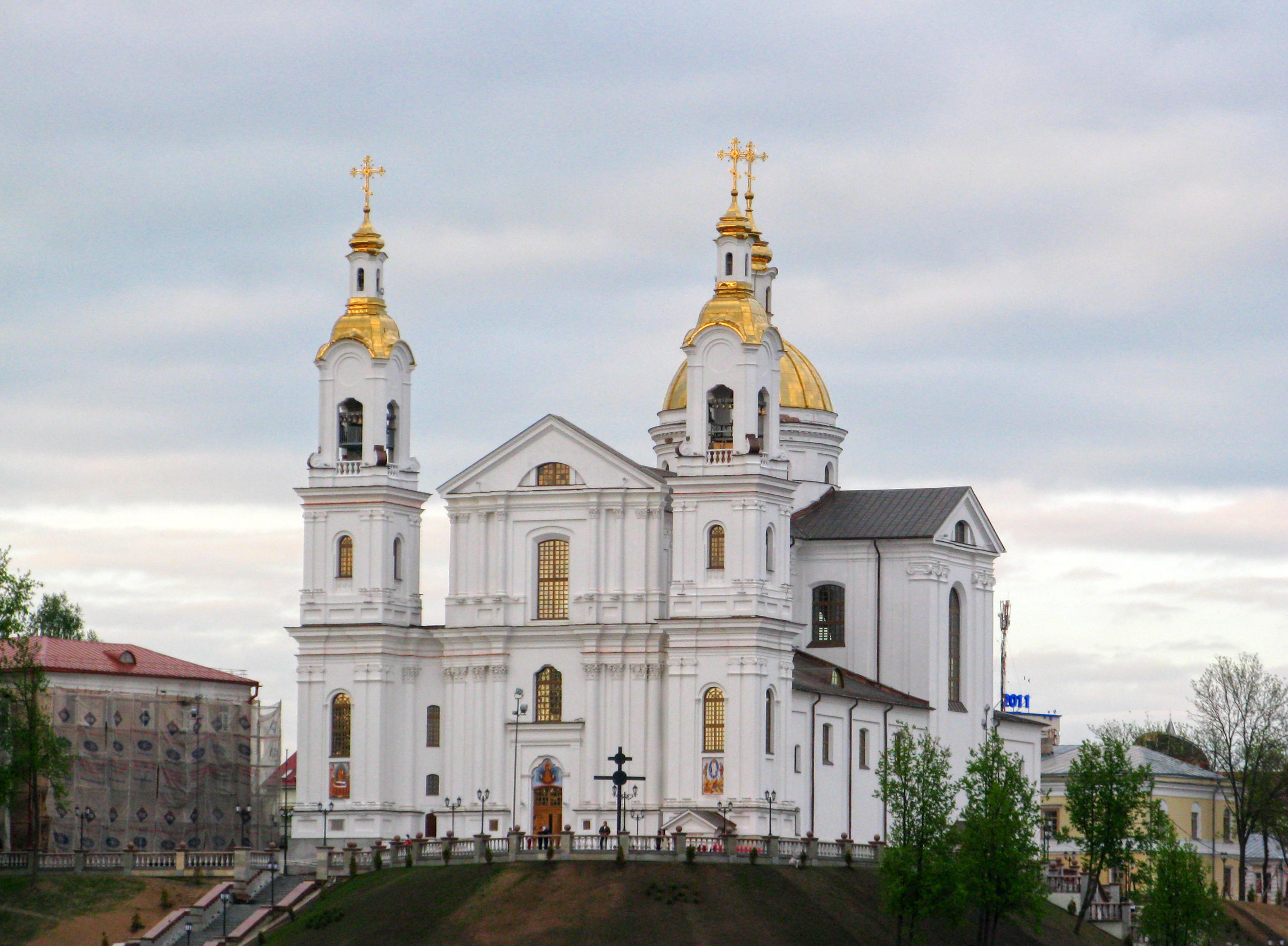
Witebsk - Cerkiew unicka (ob. prawosławny Sobór Zaśnięcia NMP) – 2000–2011
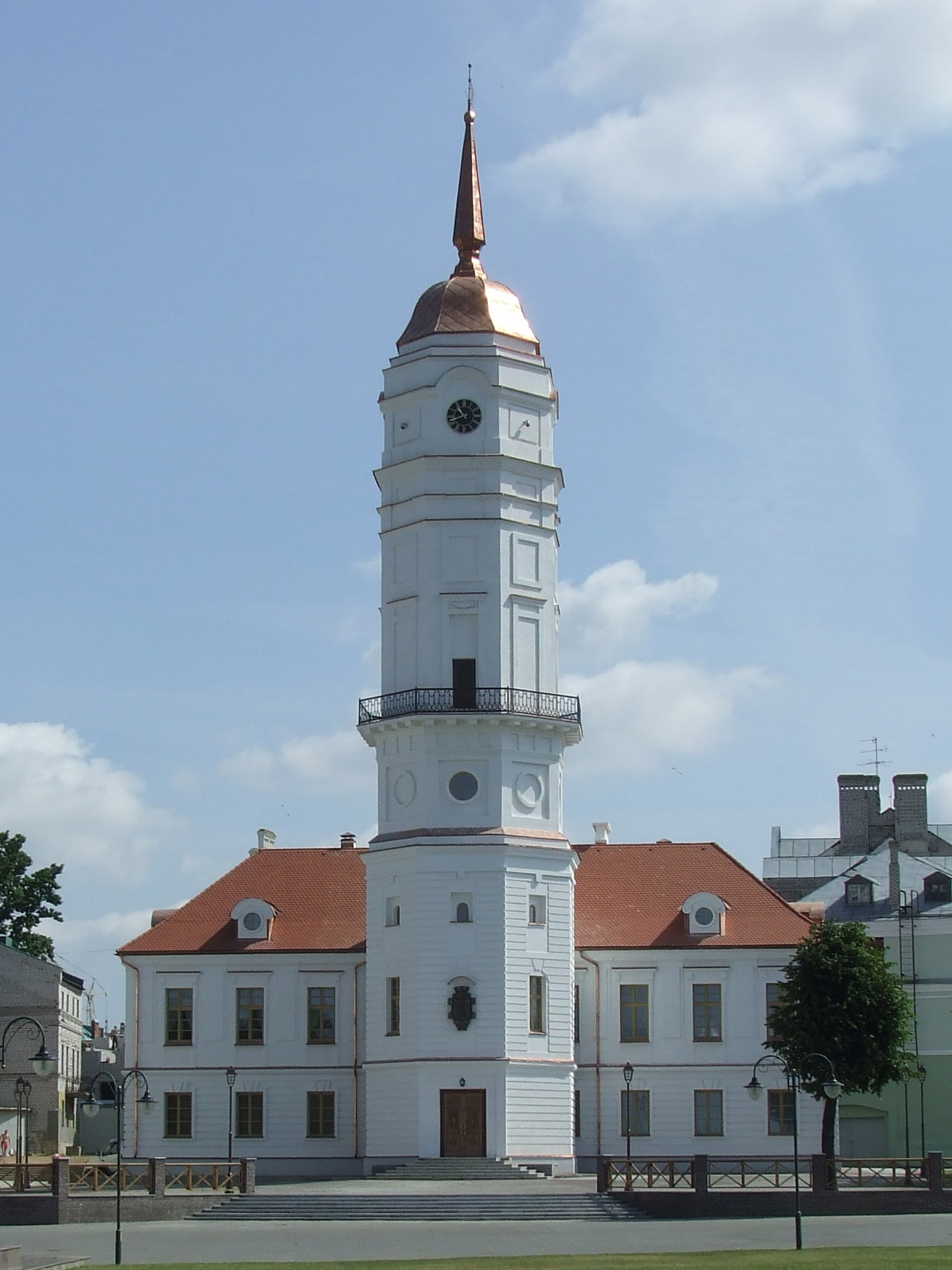
Ratusz w Mohylewie
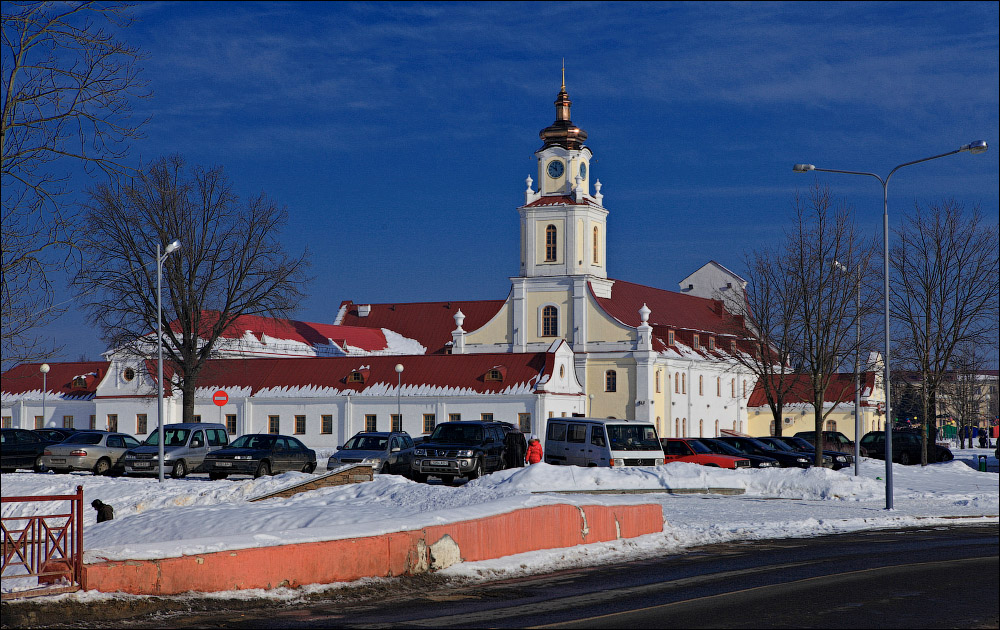
Orsza - Kolegium Jezuitów
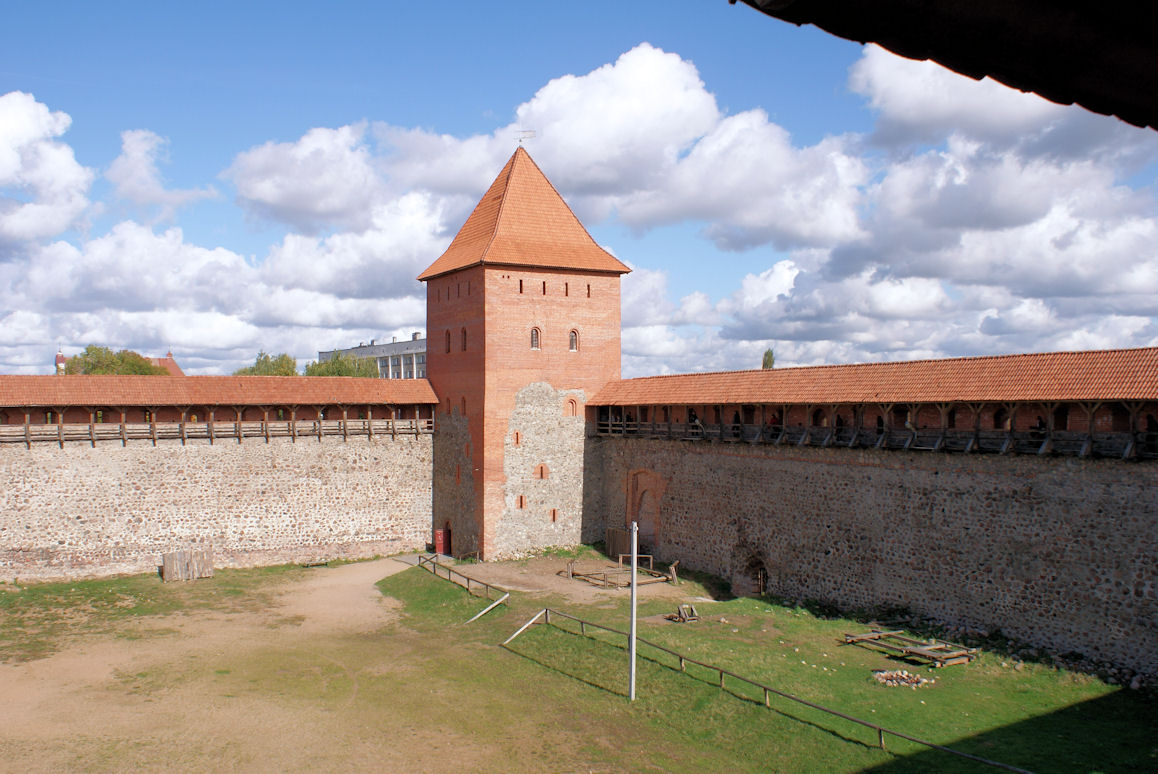
Lida - zamek
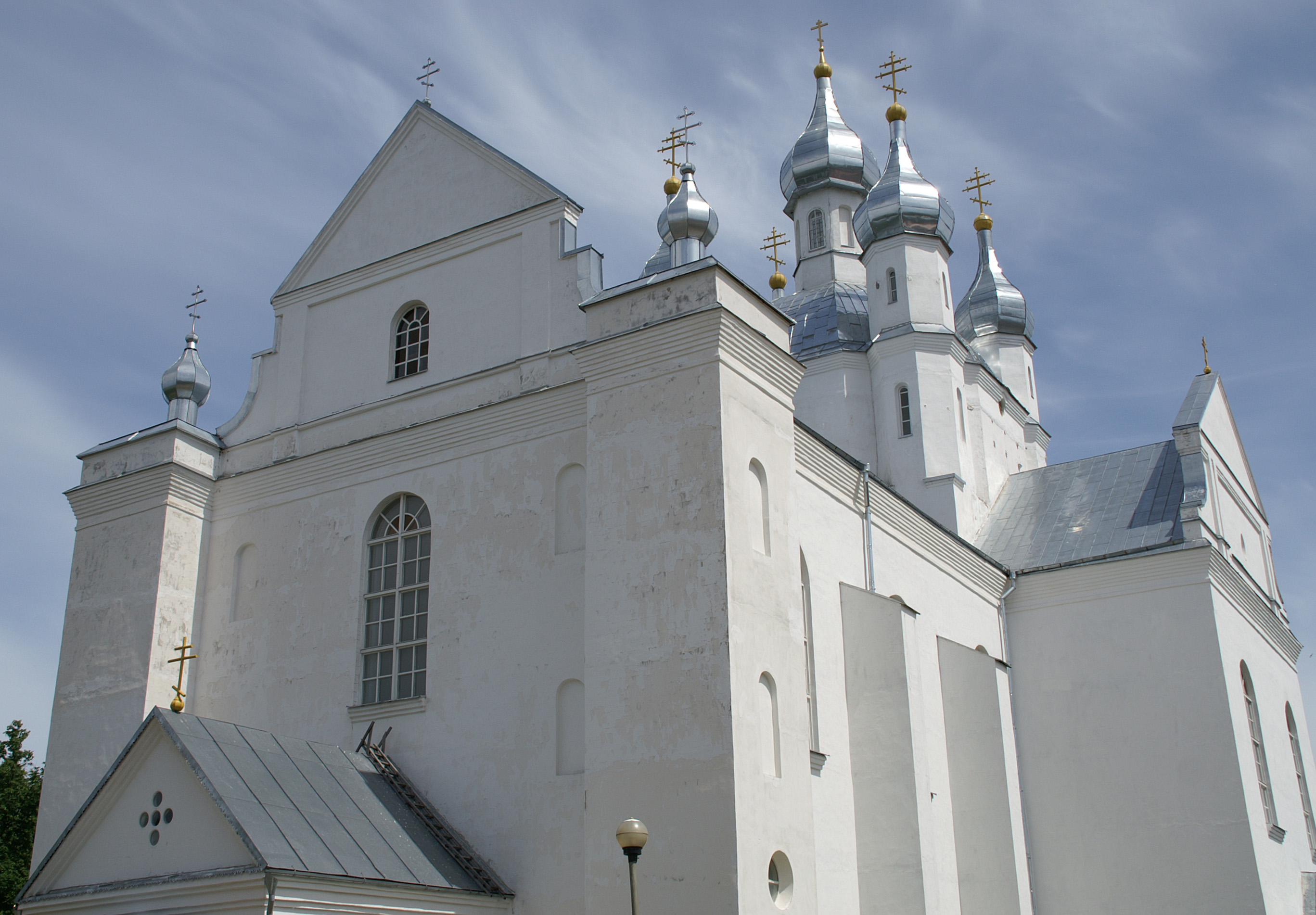
Słonim - Sobór św. Spasa
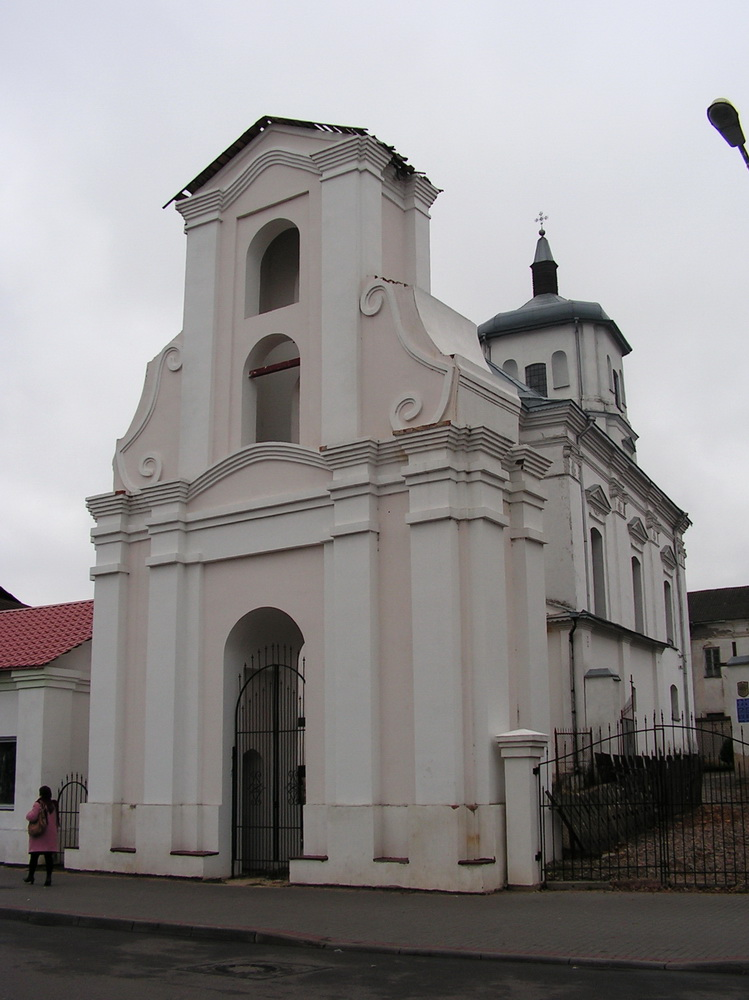
Brama kościoła bernardynek w Słonimiu
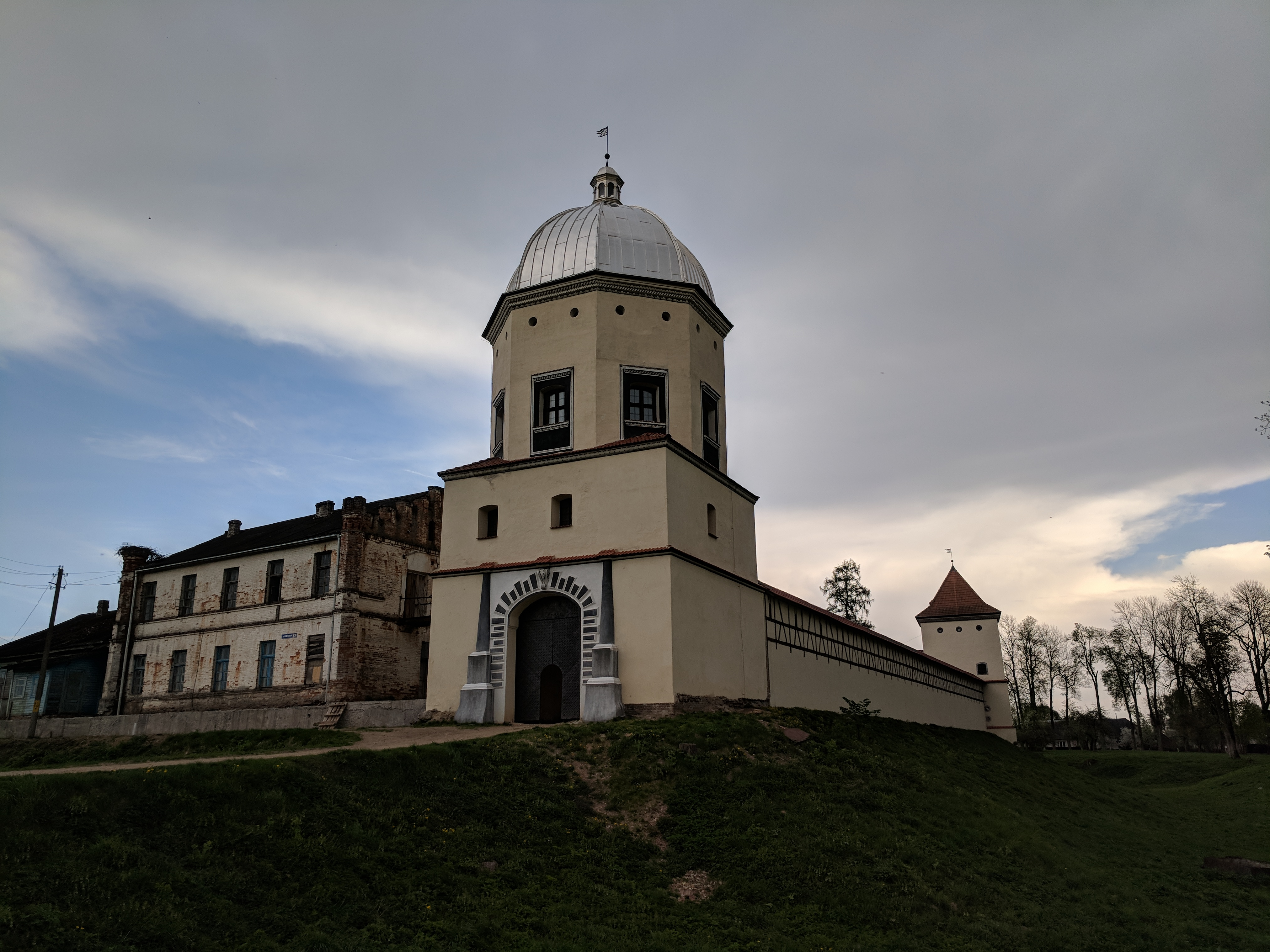
Zamek w Lubczu
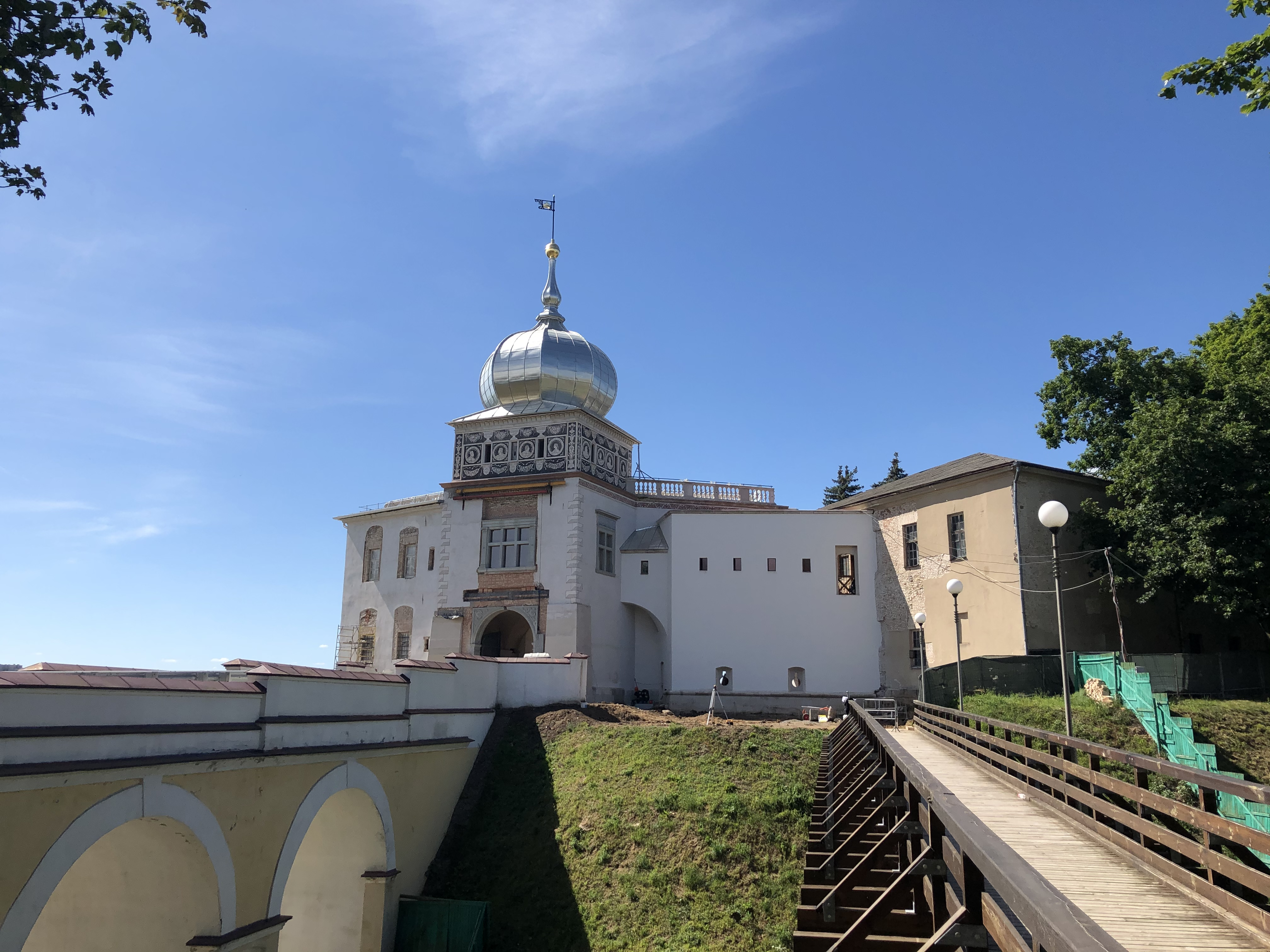
Stary Zamek w Grodnie

## Rekonstrukcje na Ukrainie
- Cerkiew Objawienia Pańskiego w Ostrogu (1887–1891)
- Brama Gliniańska we Lwowie (1976–1977)
- Baszta Kramarzy we Lwowie (1998)
- Sobór Zaśnięcia Matki Bożej w Ławrze Peczerskiej w Kijowie (2000)
- Dom Hetmana w Baturynie
- Cerkiew Opieki Matki Bożej w Baturynie (2008)
- Monaster św. Michała Archanioła o Złotych Kopułach w Kijowie (1997)
- Cerkiew Narodzenia Pańskiego w Kijowie (2002–2005)
- Złota Brama w Kijowie
- Sobór Przemienienia Pańskiego w Odessie (1997–2005)
- Kościół św. Klemensa w Odessie
- Brama Glińska w Żółkwi, wysadzona w latach 60. i odbudowana w latach 80. XX w.
- Baszta Kuśnierska w Kamieńcu Podolskim (2008)
- Cerkiew św. Paraskiewy w Czernihowie (1962–1972)

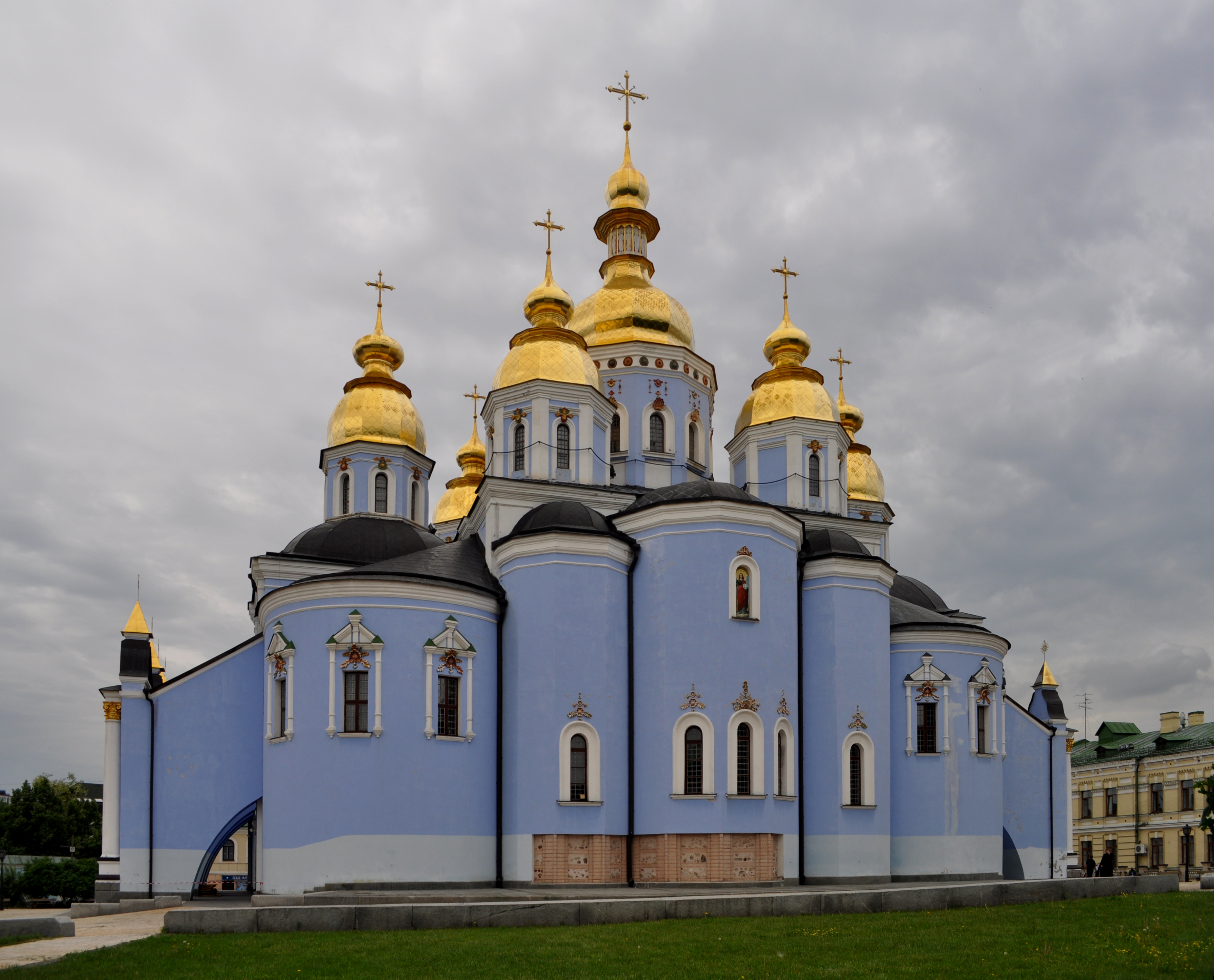
Kijów - Monaster św. Michała Archanioła
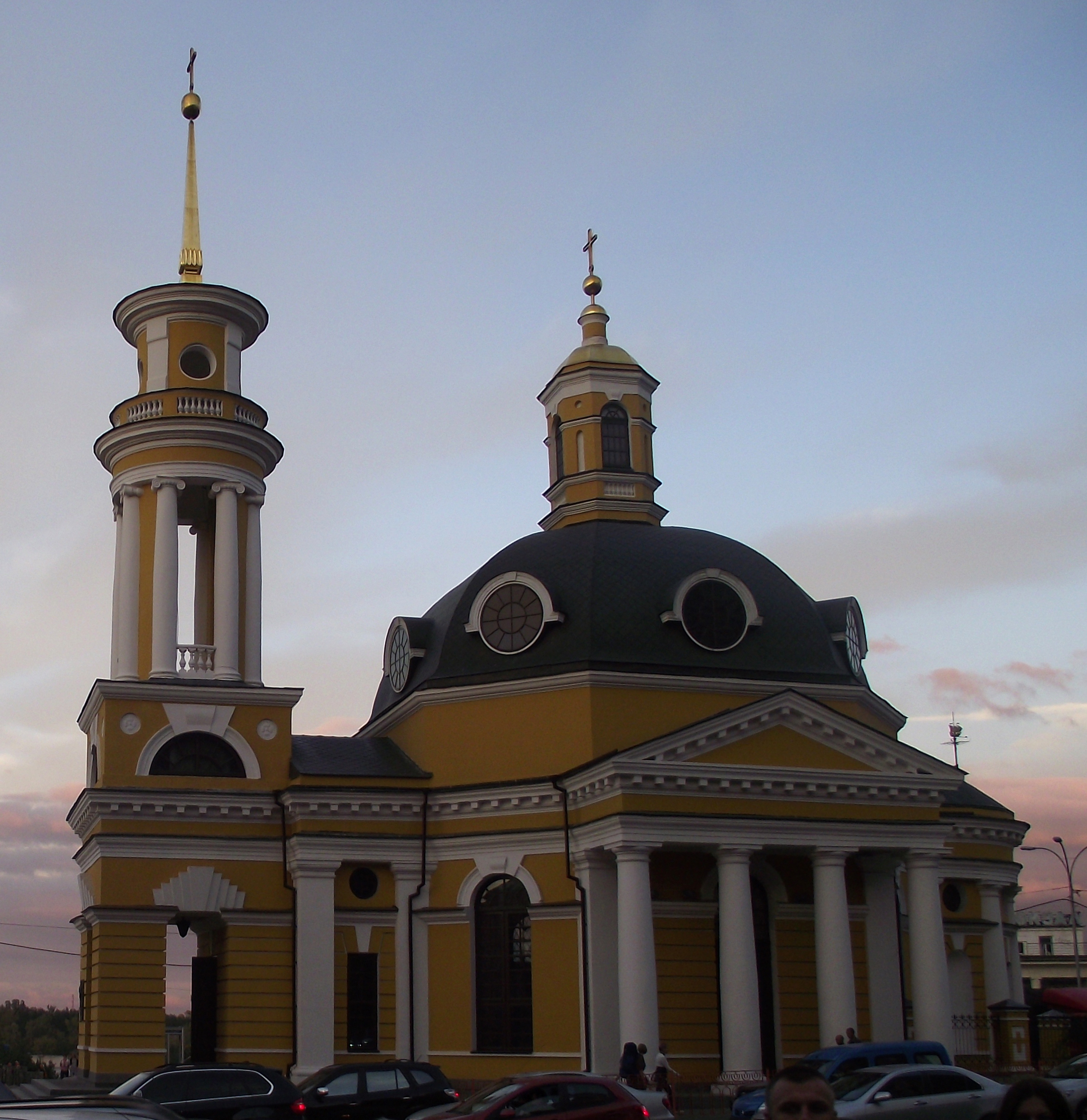
Kijów - Cerkiew Narodzenia Pańskiego
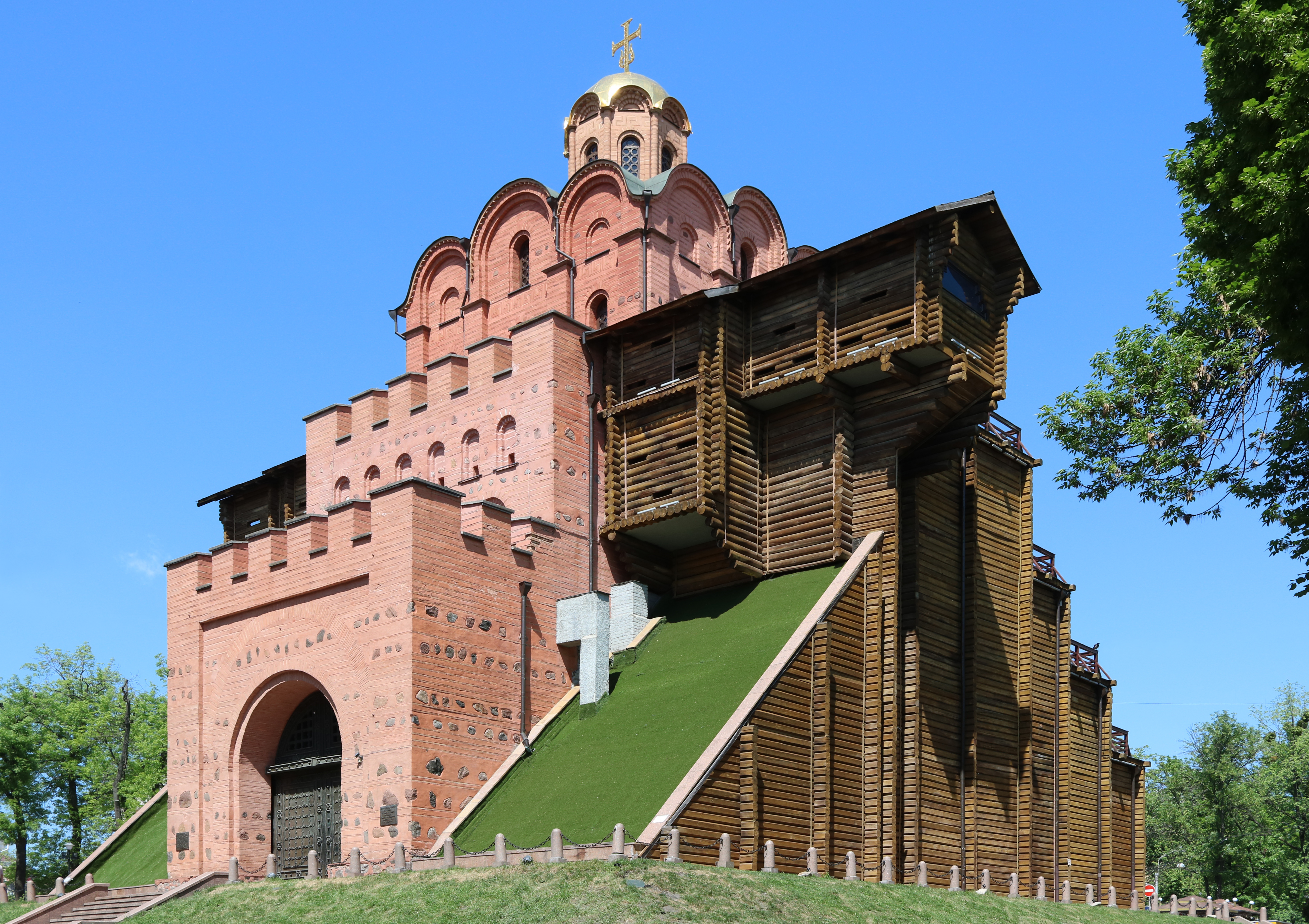
Kijów - Złota Brama
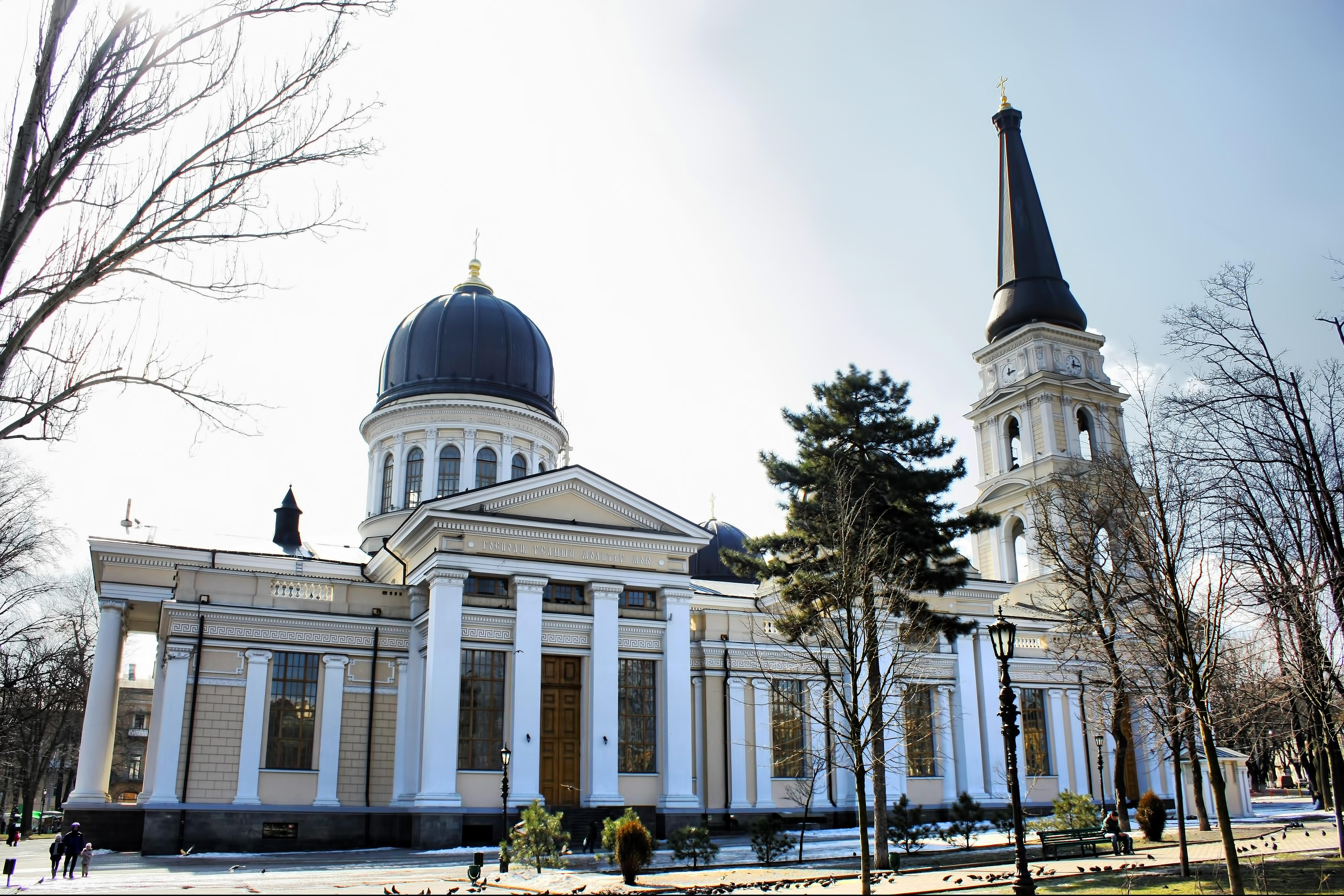
Odessa - Sobór Przemienienia Pańskiego

## Rekonstrukcje w Rosji
- Cerkiew Zbawiciela na Neredicy (1956–1958)
- Łuk Triumfalny w Moskwie (1966–1968)
- Sobór Chrystusa Zbawiciela w Moskwie (1990–2000)
- Sobór Kazańskiej Ikony Matki Bożej w Moskwie (1990–1993)
- Brama Zmartwychwstania w Moskwie (1995)
- Kolumna Chwały w Petersburgu (2004–2005)
- Sobór Zaśnięcia Matki Bożej w Omsku (2005–2007)
- Sobór św. Michała Archanioła w Iżewsku (2004–2007)
- Wielki Złatoust w Jekaterynburgu (2006–2008)
- Dom Pawłowa w Wołgogradzie
- Fontanna Barmalej w Wołgogradzie (2013)

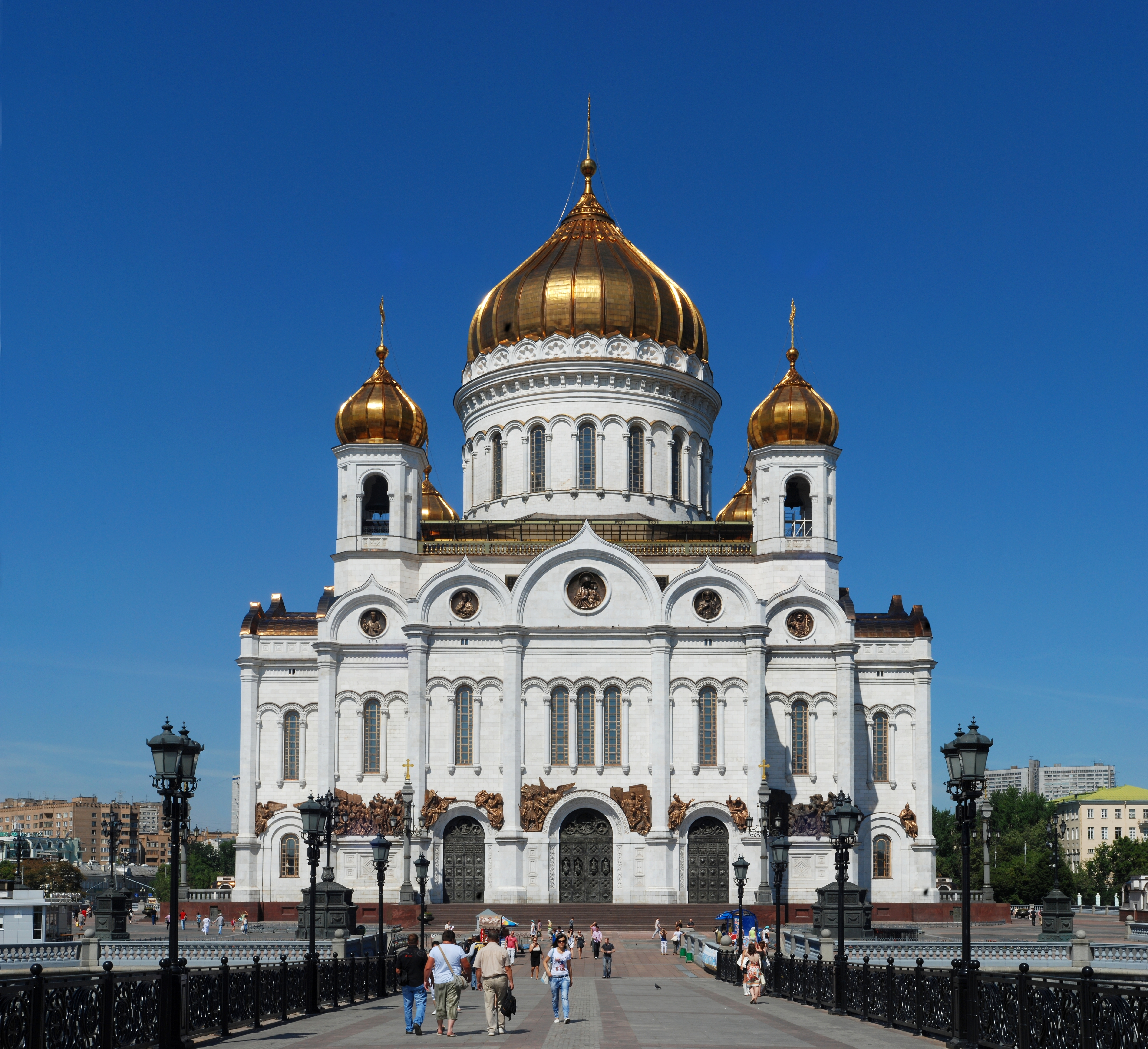
Moskwa - Sobór Chrystusa Zbawiciela
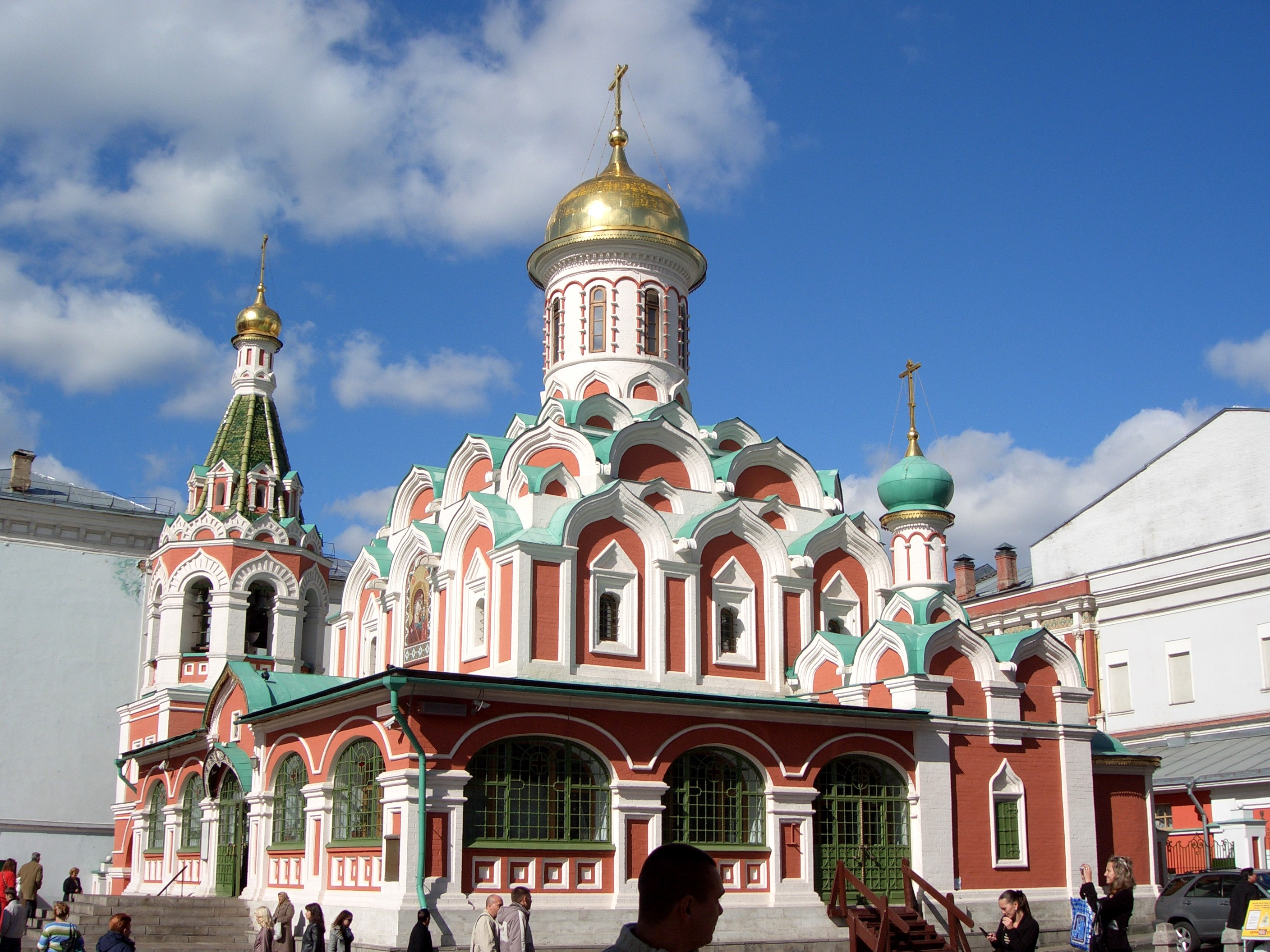
Moskwa - Sobór Kazańskiej Ikony Matki Bożej
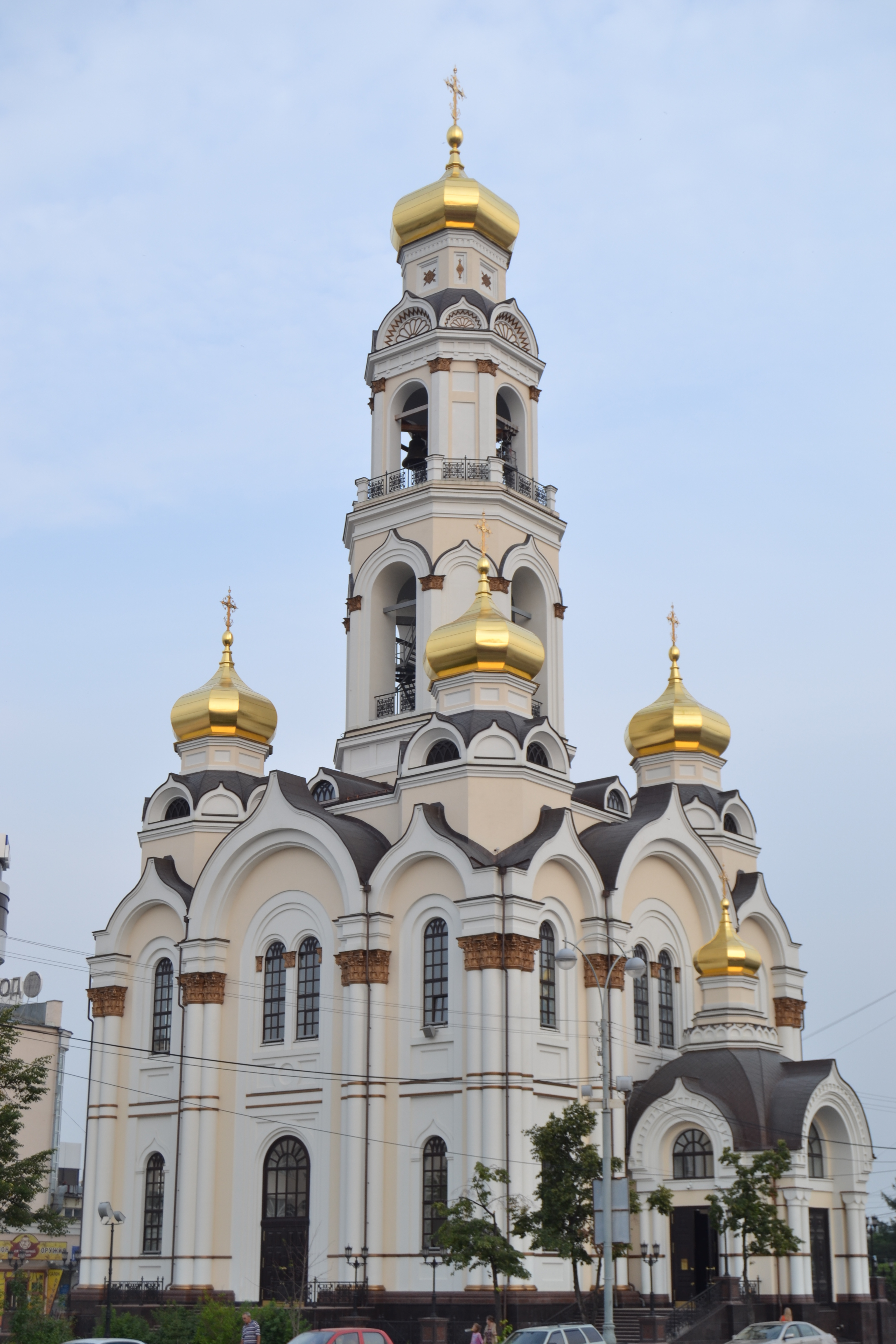
Jekaterynburg - Wielki Złatoust
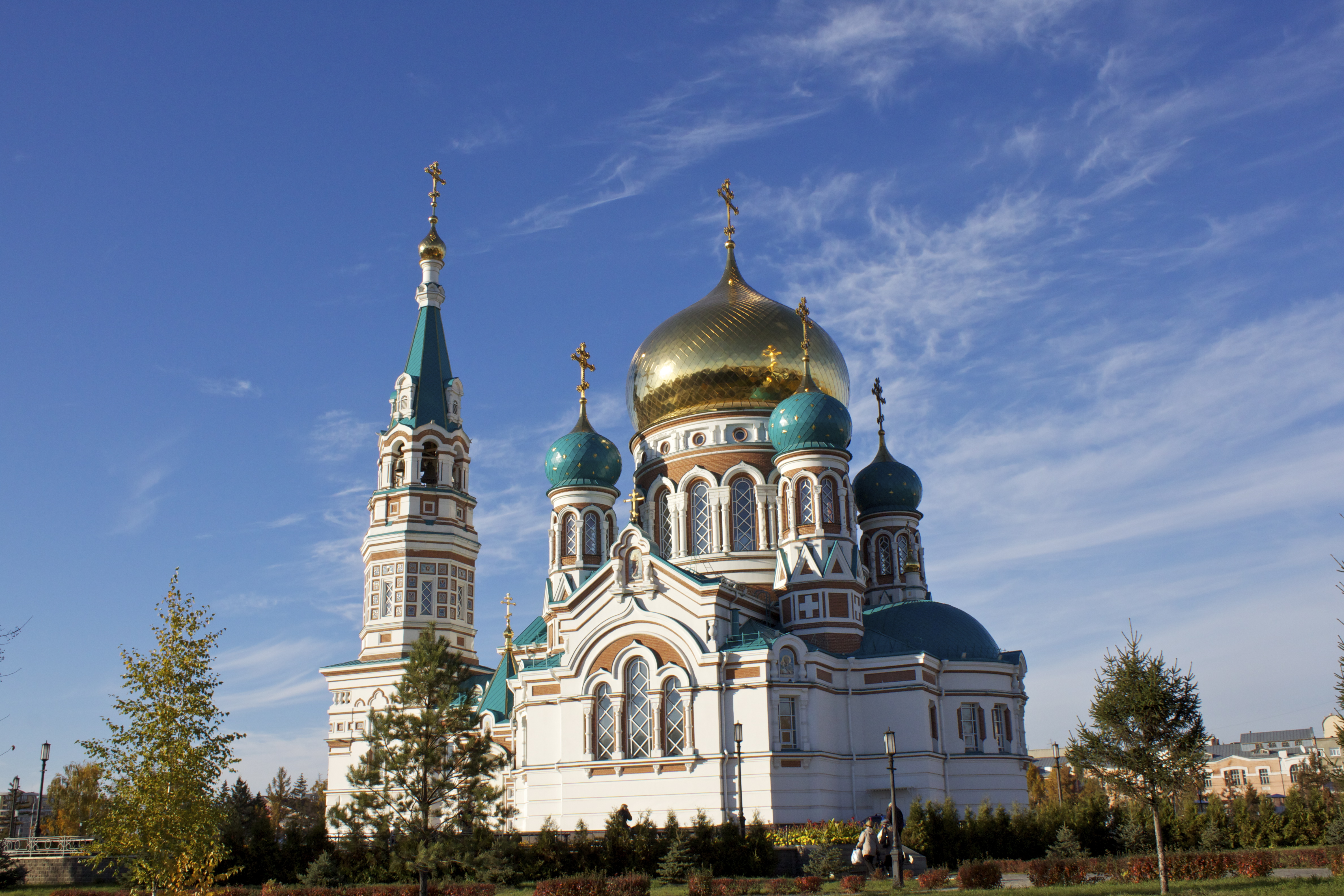
Omsk - Sobór Zaśnięcia Matki Bożej

## Rekonstrukcje we Francji
- Hôtel de ville d’Arras (Ratusz) w Arras
- Zamek Saint Sylvain d’Anjou
- Katedra św. Gerwazego i św. Protazego w Soissons
- Katedra św. Krzyża w Orleanie
- Zamek w Langeais
- Willa rzymska w Villeneuve-d’Ascq
- Zamek Roquetaillade
- Zamek Haut-Kœnigsbourg
- Château de Hunebourg w Alzacji
- Kościół św. Magdaleny w Strasburgu
- Kościół św. Jana w Strasburgu

## Rekonstrukcje we Włoszech

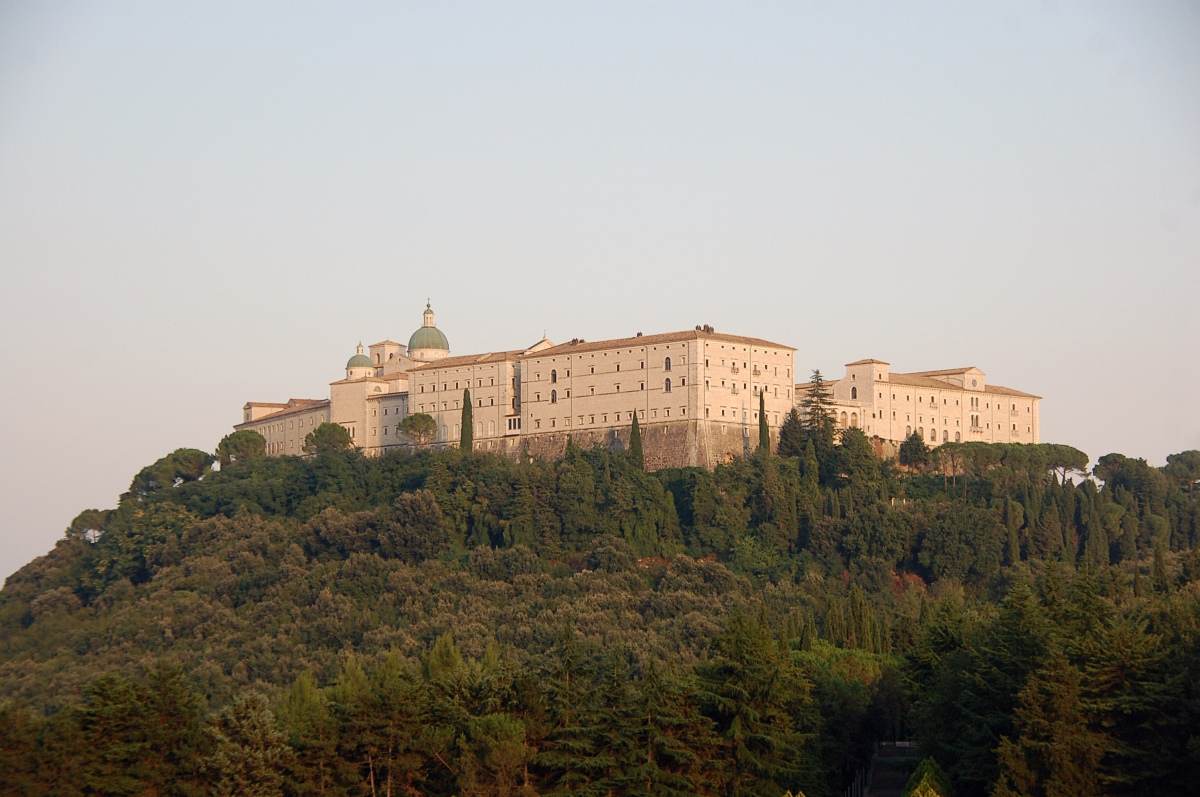
Klasztor Monte Cassino

- Dzwonnica św. Marka w Wenecji (1912)
- Klasztor Monte Cassino (przed 1964 rokiem)
- Santa Maria delle Grazie w Mediolanie (po 1943)
- Bazylika św. Ambrożego w Mediolanie (po 1943)
- Bazylika św. Franciszka w Asyżu (po 1997)

## Rekonstrukcje w Wielkiej Brytanii

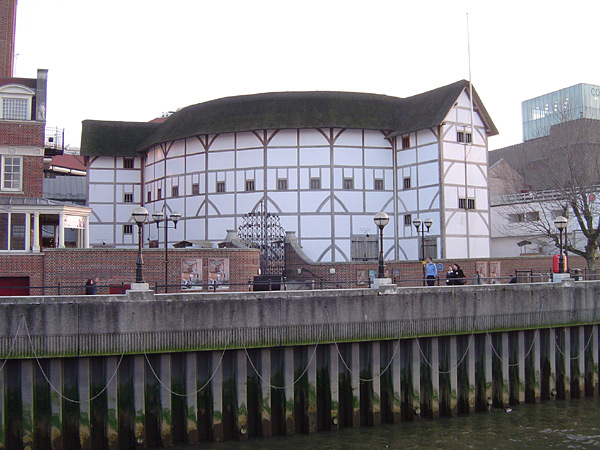
Londyn, Teatr Globe (1997)

- Kaplica St. Ethelburga-the-Virgin within Bishopsgate z 1411 r., zburzona przez IRA w 1993, zrekonstruowana w 2002 r.
- Teatr Shakespeare’s Globe w Londynie
- Rzymski fort w Lunt w Wielkiej Brytanii
- Rzymski fort Arbeia w Wielkiej Brytanii
- Wieś średniowieczna Cosmeston w Wielkiej Brytanii
- Rzymski Fort w Cardiff w Wielkiej Brytanii
- Starożytna farma w Butser w Wielkiej Brytanii
- Villa Urbana we Wroxeter w Wielkiej Brytanii
- zamek Borthwick Castle w Szkocji
- zamek Castle Stalker w Szkocji
- zamek Eilean Donan w Szkocji (1919–1932)
- zamek Huntingtower Castle w Szkocji
- zamek w Newark Castle w Szkocji
- zamek Castell Coch w Cardiff w Walii (1871-1891)
- budynek na rogu Lansdowne Road/Tottenham High Road w Londynie, spalony podczas zamieszek w 2011 roku, rozebrany i zrekonstruowany

## Rekonstrukcje w Chorwacji
- Kościół św. Marii w Voćinie, zburzony w 1999 roku w wyniku ostrzału, odbudowany do 2011 roku
- Ratusz, Vukovar
- Szkoła, Vukovar
- Pałac Eltz w Vukovarze
- Klasztor Franciszkanów, Vukovar
- Kaplica św. Anny, Slavonski Brod
- Kościół, Kijevo
- Wieża kościelna w Sveti Juraj na Bregu (Víziszentgyörgy)

## Rekonstrukcje w Czechach

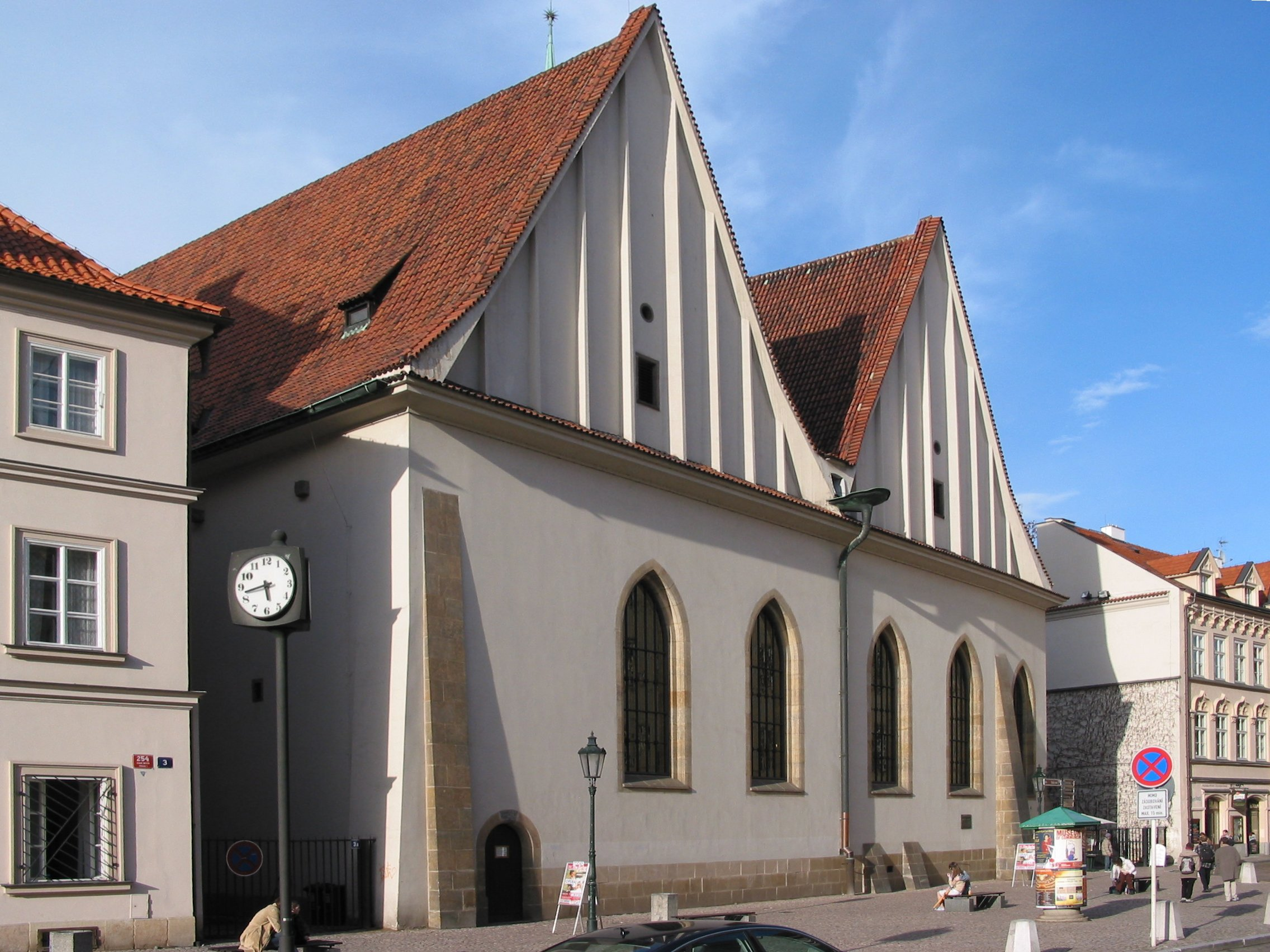
Praga, Kaplica Betlejemska

- Kaplica Betlejemska w Pradze (1953)
- Zamek Karlštejn koło Pragi (1877–1899)
- Dach na ratuszu Małej Strany Malostranská beseda w Pradze (2009)
- Kamienica przy ul. Opletalova 3 w Pradze (1996)
- Brama Prochowa w Pradze (zwieńczenie) (1886)

## Rekonstrukcje w Hiszpanii
- Pati de l’ambaixador Vich w Hiszpanii (1991–2005)
- Kościół de Santiago w Lorca w Hiszpanii, zniszczony w 2011 roku podczas trzęsienia ziemi, rekonstrukcja w 2016
- Rzymskie mauzoleum w Kordobie w Hiszpanii
- Willa rzymska w Almenara-Puras w Hiszpanii
- Zamek La Mota w Hiszpanii (1986–2006)

## Rekonstrukcje w Holandii
- Kościół św. Wawrzyńca w Rotterdamie (1952–1968)
- Rietveld Pavilion z 1955 roku w Otterlo (pierwotnie w Arnhem, zrekonstruowany w 1965 i 2010 w Otterlo)
- Sanatorium Zonnestraal w Hilversum
- Kościół św. Euzebiusza w Arnhem

## Rekonstrukcje w Stanach Zjednoczonych

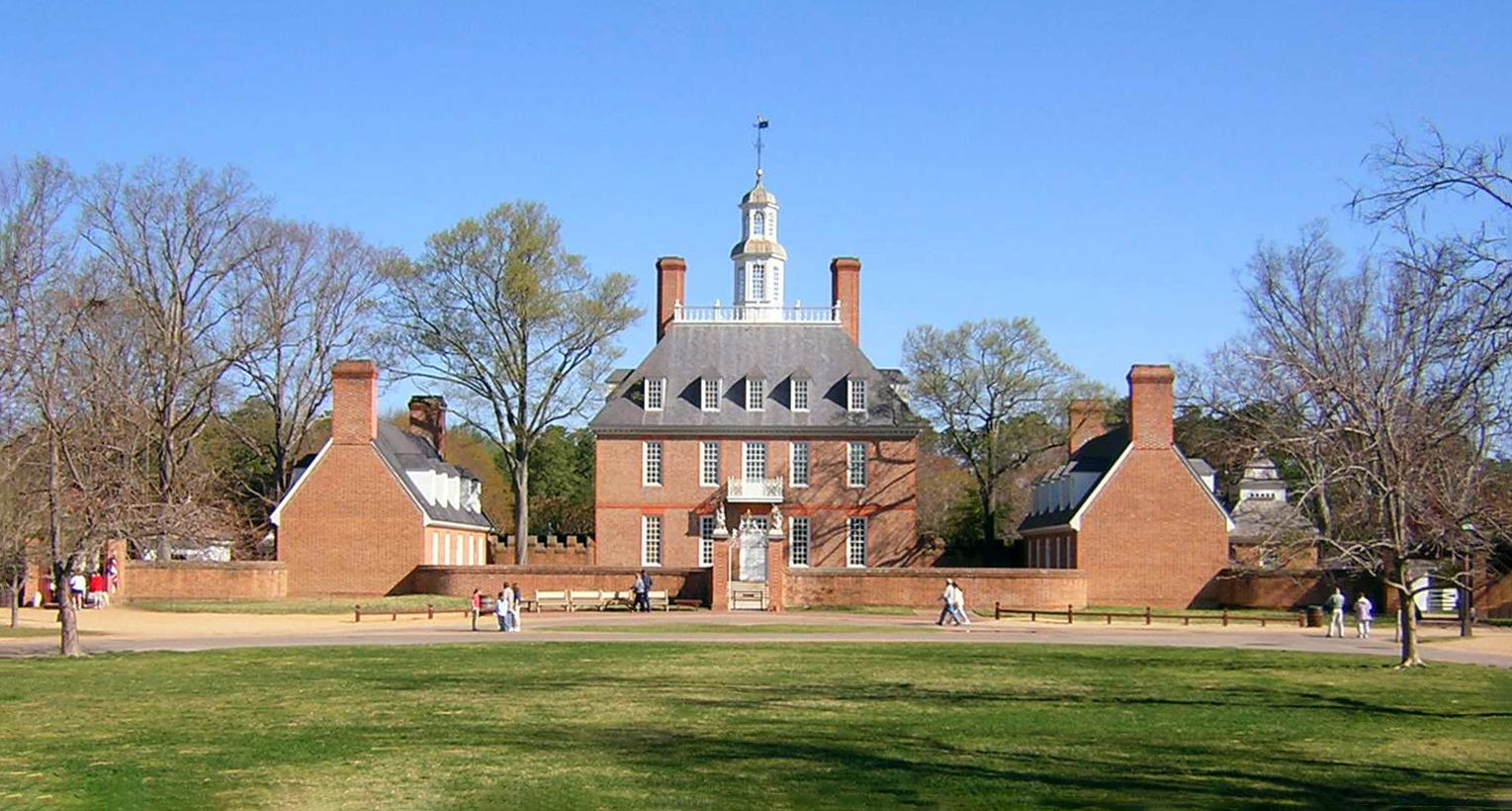
Governors Palace

- Pałac Gubernatora w Williamsburgu, Wirginia, z lat 1706-1722, przebudowany w 1781, zniszczony w czasie Wojny Secesyjnej 1861–1865, zrekonstruowano w latach 1932–1934[18]

## Rekonstrukcje w Armenii
- hellenistyczna świątynia boga Mitry w Garni z I wieku n.e. (rekonstrukcja z lat. 60. XX wieku)

## Rekonstrukcje na Filipinach
- Old Legislative Building w Manili (obecnie siedziba Narodowej Galerii Sztuki; 1949–1950[19])
- Katedra w Manili(inne języki) (1954–1958)
- Ayuntamiento de Manila (2009–2014[20])
- Kościół św. Ignacego w Manili (rekonstrukcja z przeznaczeniem na siedzibę Muzeum Intramuros zrealizowana w latach 2011–2019[21])

## Rekonstrukcje w innych krajach

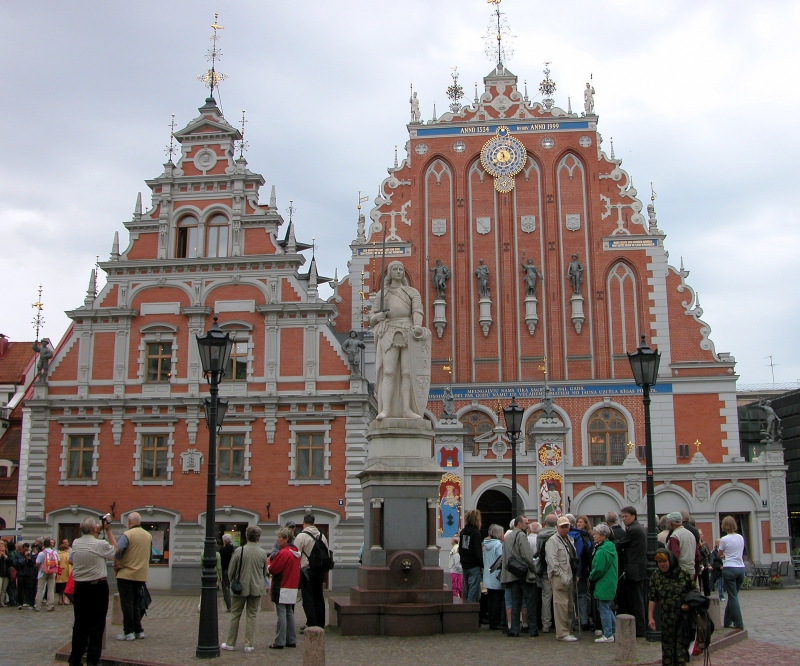
Dom Bractwa Czarnogłowych w Rydze

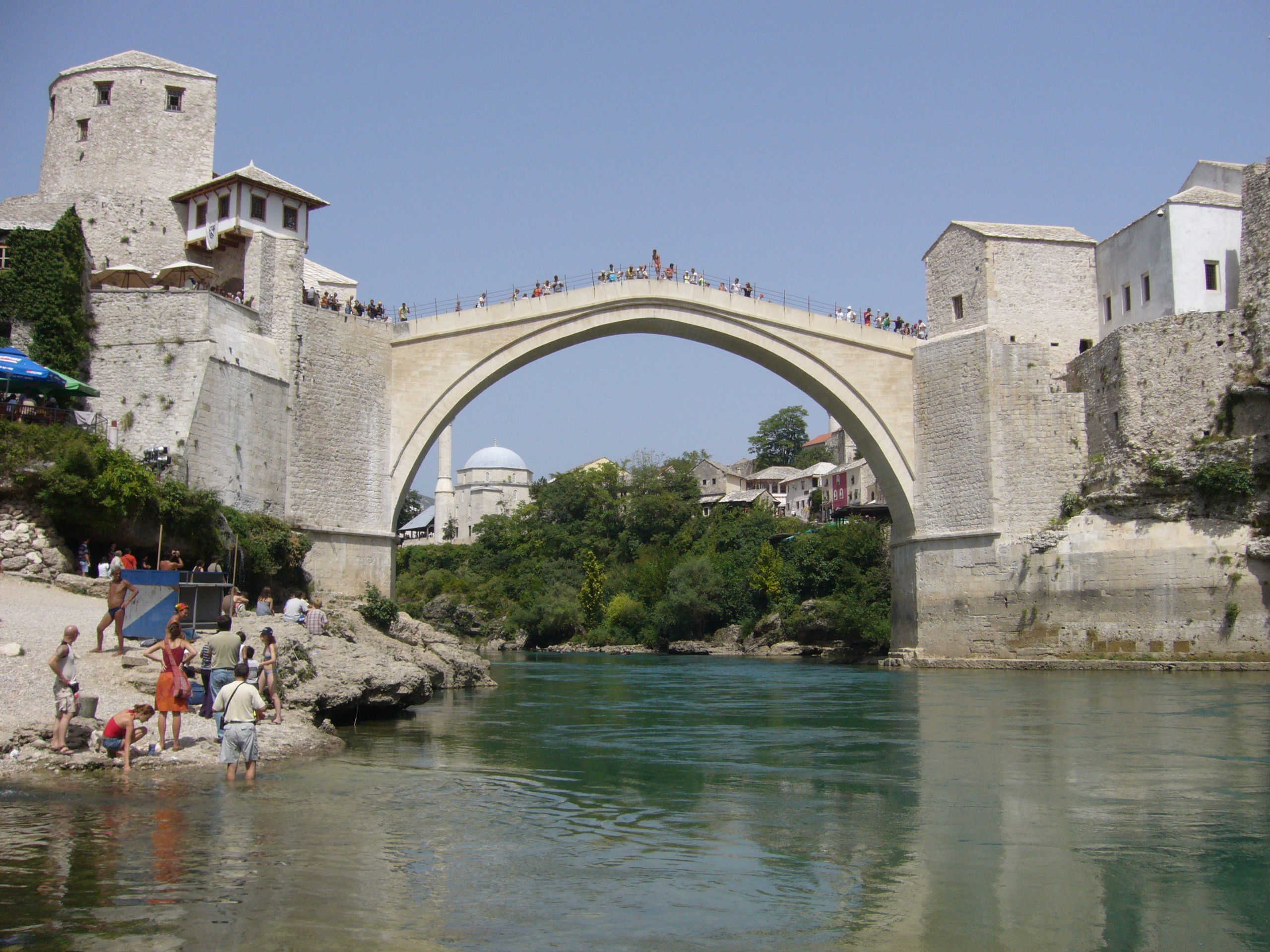
Stary Most w Mostarze

- Zamek w Narwie w Estonii (po 1966)
- Werdmuhle Haus w Zurychu w  Szwajcarii (2006)
- Zamek w Guimarães (Paço dos Duques de Bragança z XV wieku) w Portugalii - (1937–1959)
- Fantoft stavkirke w Bergen w Norwegii (do 1997)
- Dom Synneva Eris Hus z 1840 w Lærdalsøyri w Norwegii (zrekonstruowany po pożarze w 2014)
- Dom przyrynkowy w Kragerø w Norwegii, spalony w 2009 roku (zrekonstruowany w 2011 roku)
- Dom na łodzie w Sogndalstrand w Norwegii (zrekonstruowany w 2016 roku)
- Zamek Puchberg w Austrii
- Zamek Vršac w Serbii
- Klasztor w Sopoćani w Serbii
- Zamek Novo Brdo w Kosowie
- Klasztor Đurđevi stupovi w Serbii
- Katedra w Banja Luce
- Złota Świątynia Kinkaku-ji w Kioto w 1950 roku w Japonii
- Suzakumon w Nara w Japonii (1993–1998)
- Stary Most w Mostarze w Bośni (1995–2004)
- Kaplica Hofskirkja (í Öræfum) na Islandii
- St Kilda Pavilion w Australii (2006)
- Dom Bractwa Czarnogłowych w Rydze na Łotwie (1995–1999)
- Dom Wikingów we Fyrkat w Danii
- Zamek w Trenczynie na Słowacji
- Porta Praetoria w Porolissum w Rumunii
- Rzymska fortyfikacja Tsari Mali Grad w Bułgarii
- Synagoga Hurwa w Jerozolimie (2005–2010)
- Brama miejska Yongdingmen w Pekinie (2004)
- Łuk Wignacourta na Malcie (2015)

## Rekonstrukcje cyfrowe

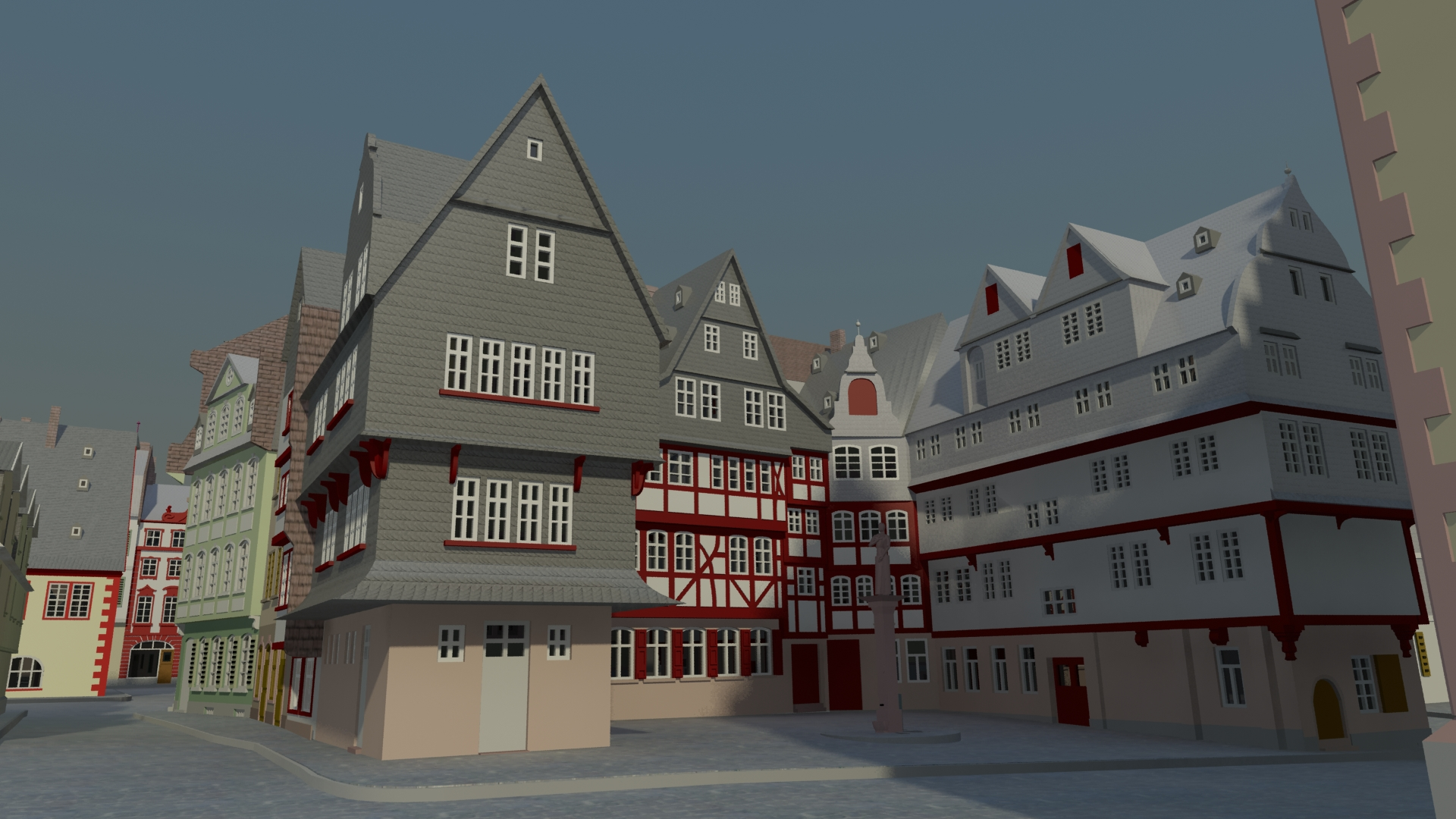
Rekonstrukcja cyfrowa Starego Miasta we Frankfurcie nad Menem

Oprócz odtworzenia budynków w „naturze”, często można spotkać wirtualną formę rekonstrukcji, przeznaczoną do prezentacji w formie filmu, slajdów lub wydruków.